# فهرست گذرنامه‌های کشورهای جهان
گذرنامه دفترچه ای است که توسط کشورها برای شهروندان‌شان صادر می‌شود و به افراد اجازه می‌دهد به کشورهای دیگر سفر کنند. در برخی موارد کشورها اسناد مسافرتی مشابه گذرنامه را برای شهروندان خود صادر می‌کنند. سازمان‌های بین‌المللی نیز اسناد مسافرتی را که معمولاً مدرک سفر نامیده می‌شوند، برای کارکنان خود صادر می‌کنند. این مقاله تصاویری از گذرنامه‌های مختلف صادرشدهٔ در حال حاضر را نشان می‌دهد.

## گذرنامه‌های معمولی معاصر

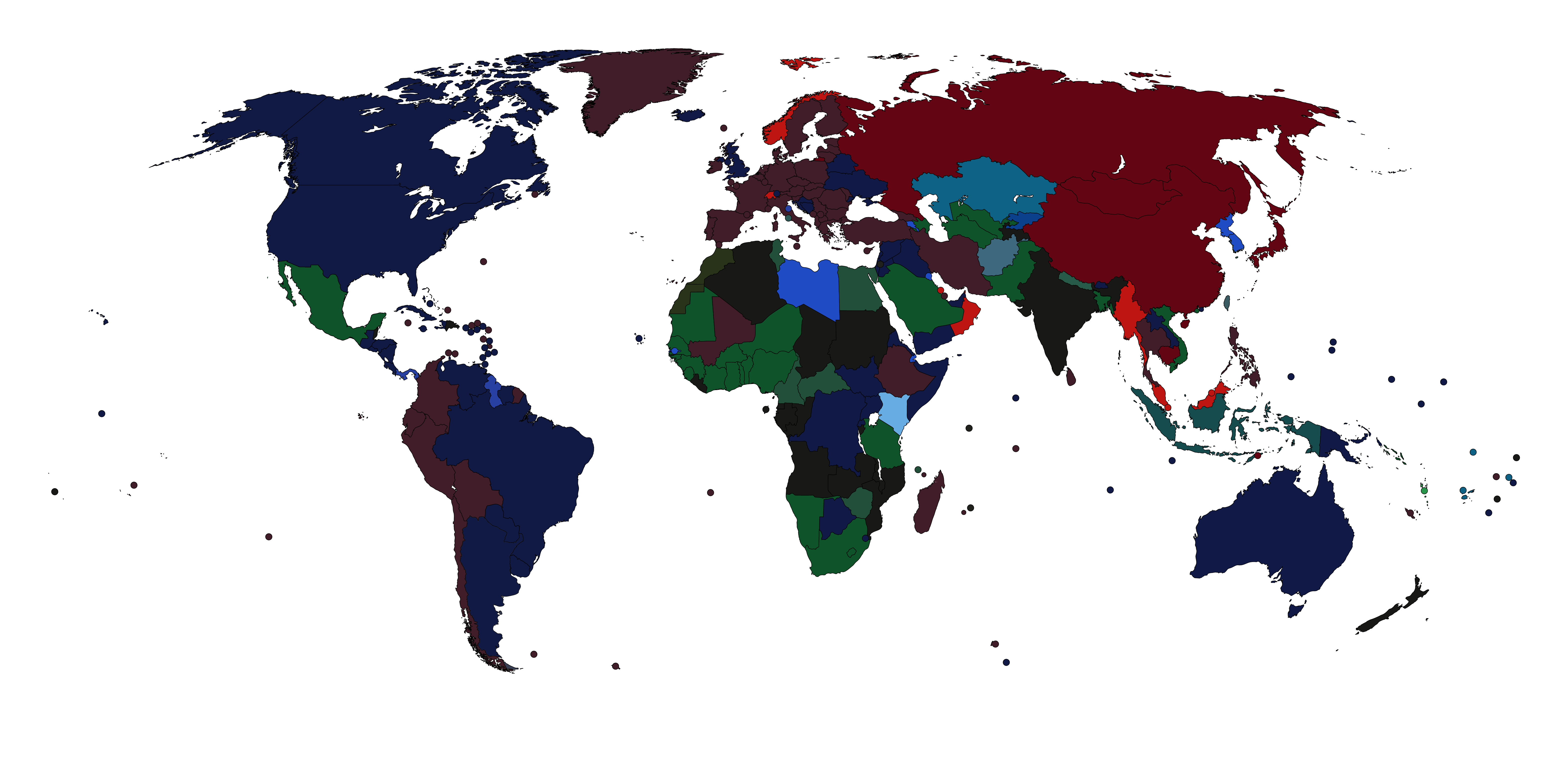
رنگ جلد گذرنامه‌های معمولی در سراسر جهان

### آفریقا

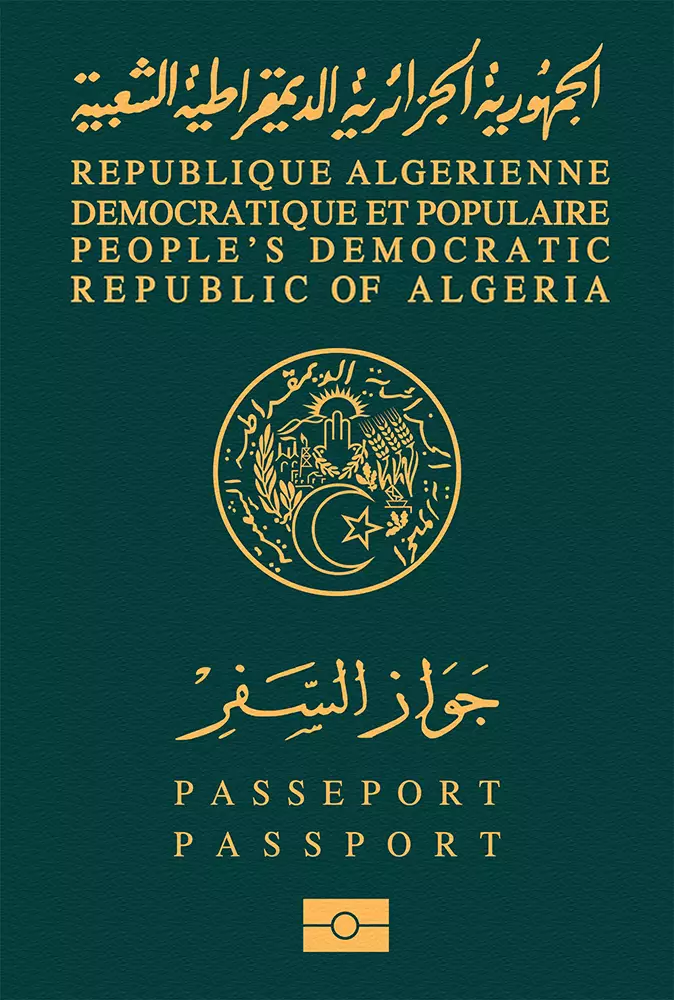
گذرنامه الجزایری
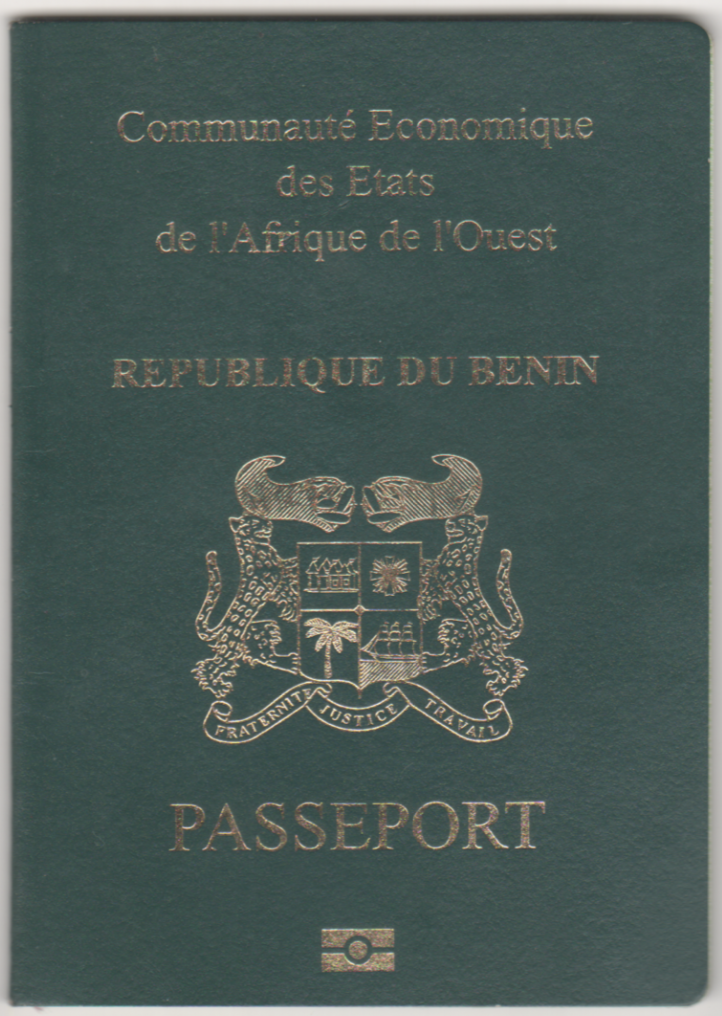
گذرنامه بنینی
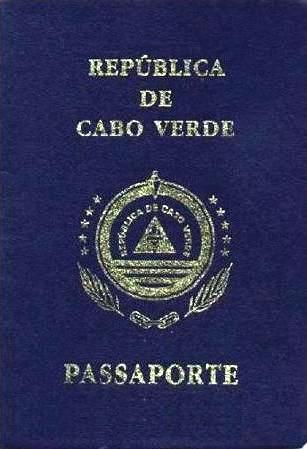
گذرنامه کیپ ورد
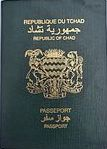
گذرنامه چادی
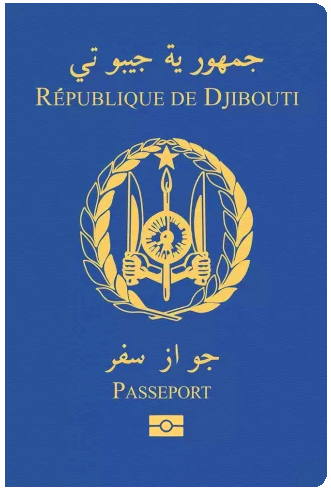
گذرنامه جیبوتیایی
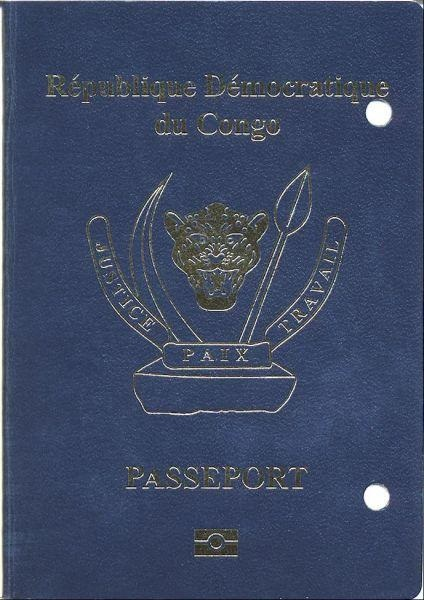
گذرنامه جمهوری دموکراتیک کنگو
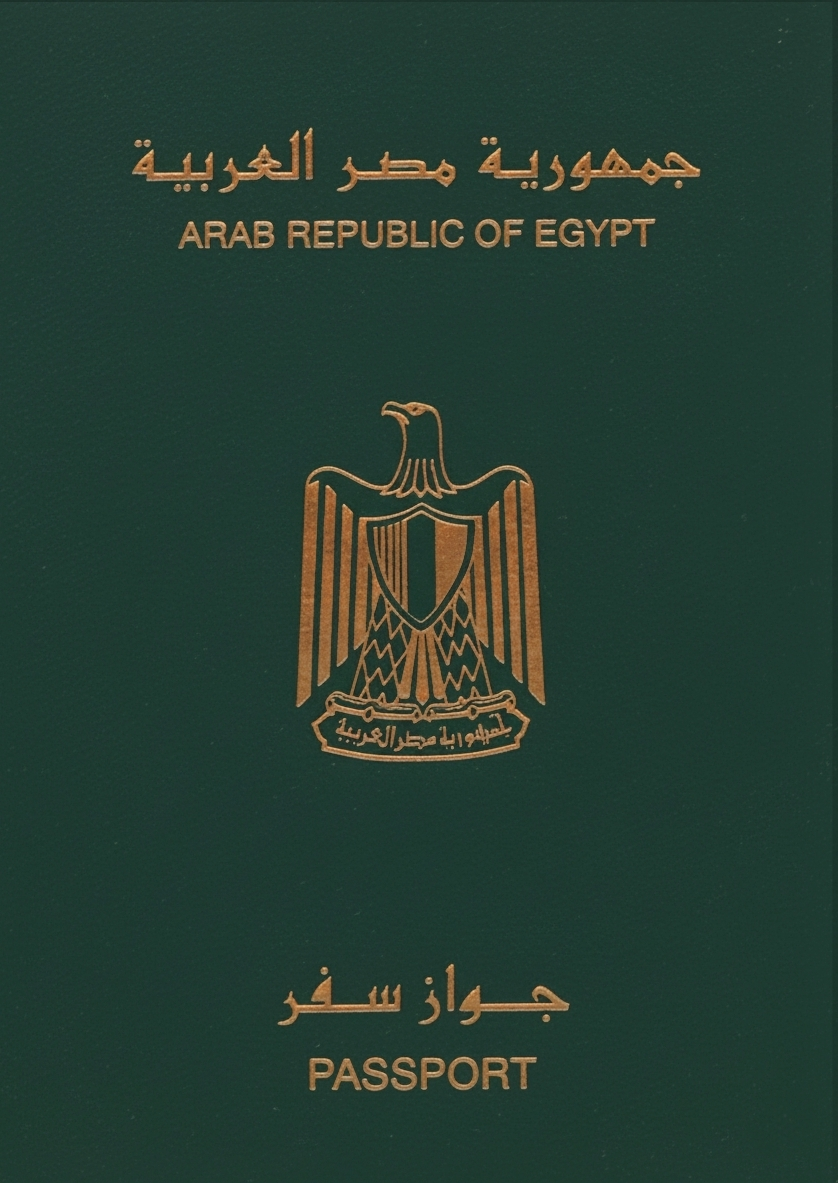
گذرنامه مصری
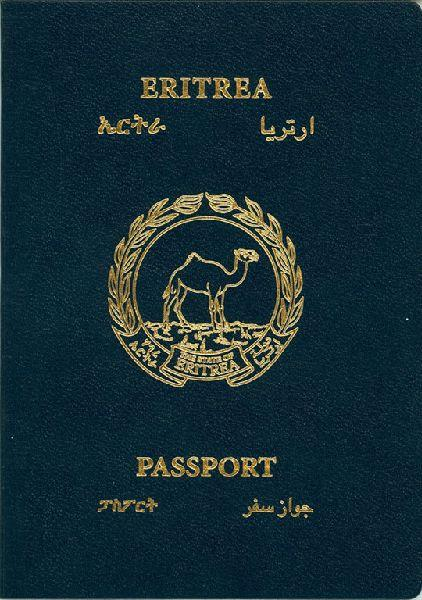
گذرنامه اریتره‌ای
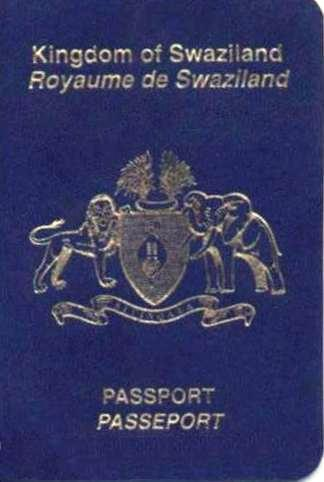
گذرنامه اسواتینی
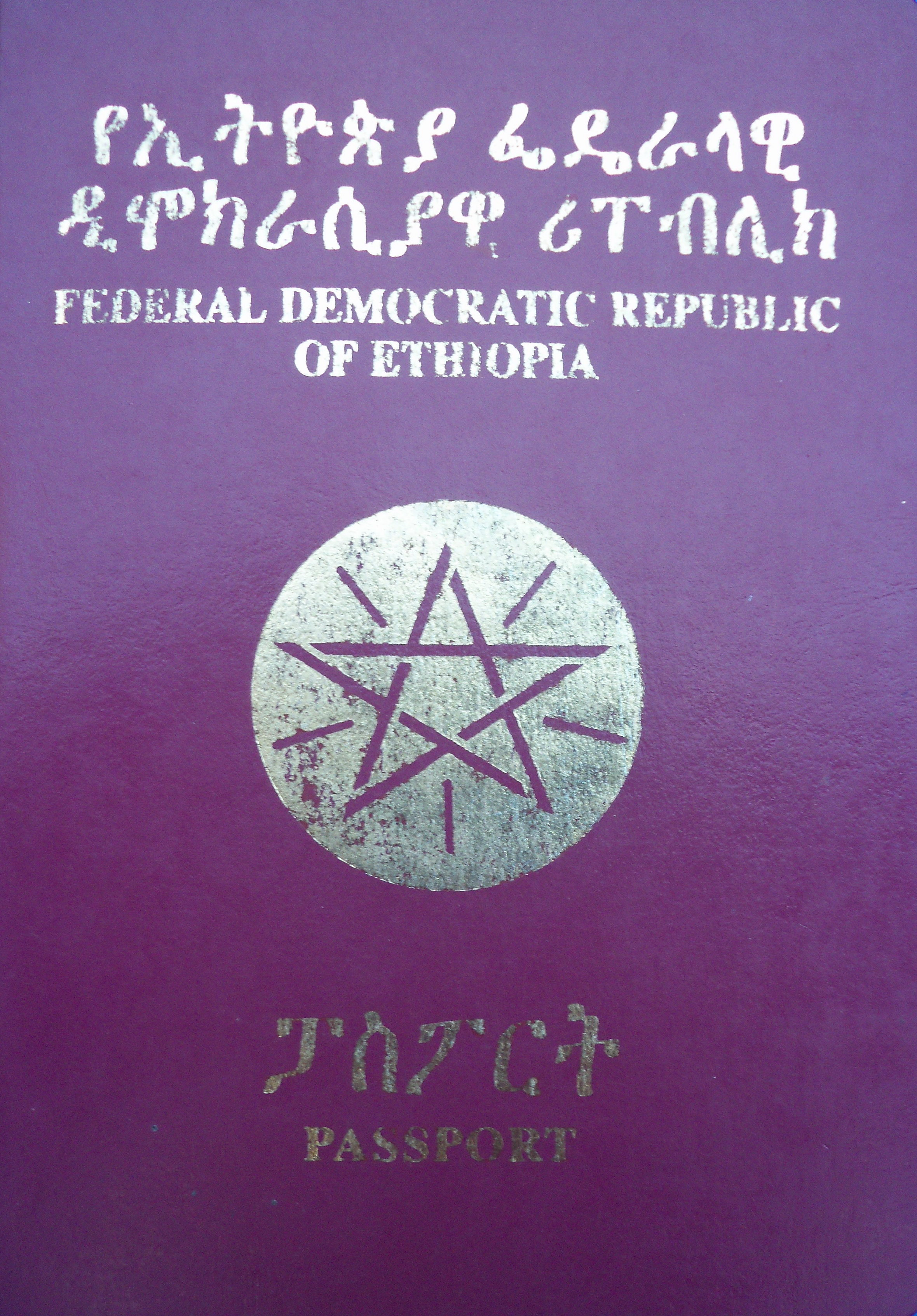
گذرنامه اتیوپیایی
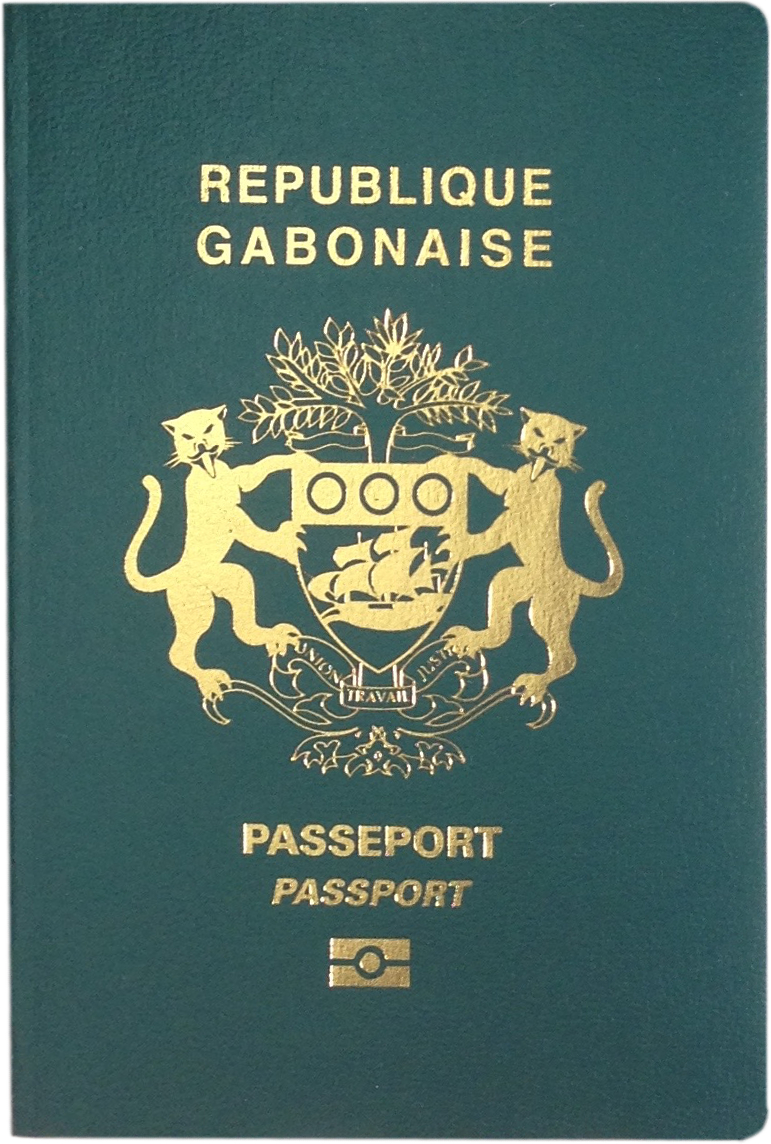
گذرنامه گابنی
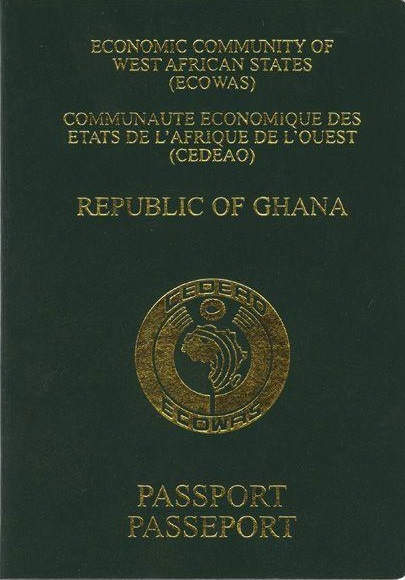
گذرنامه غنایی
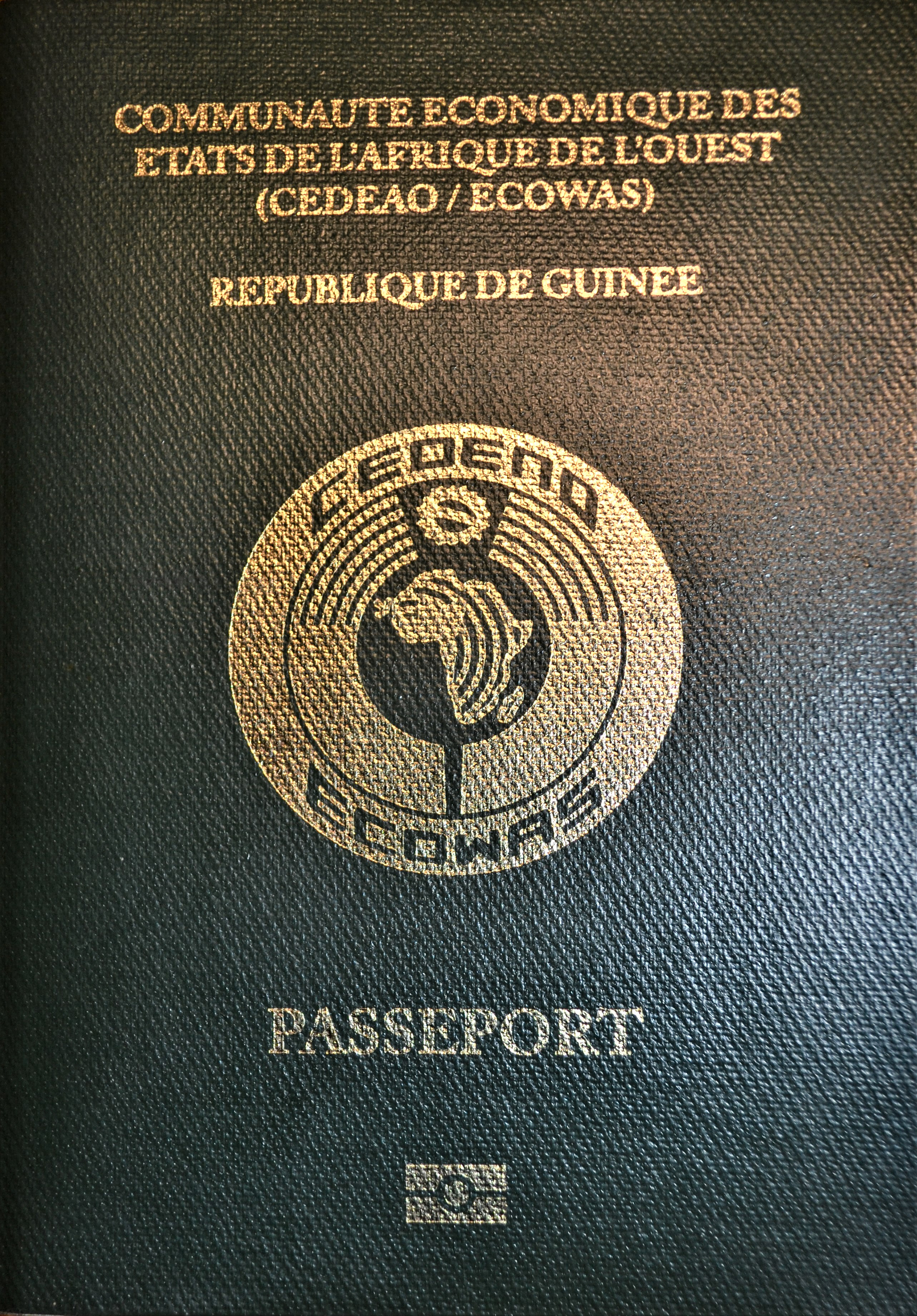
گذرنامه گینه‌ای
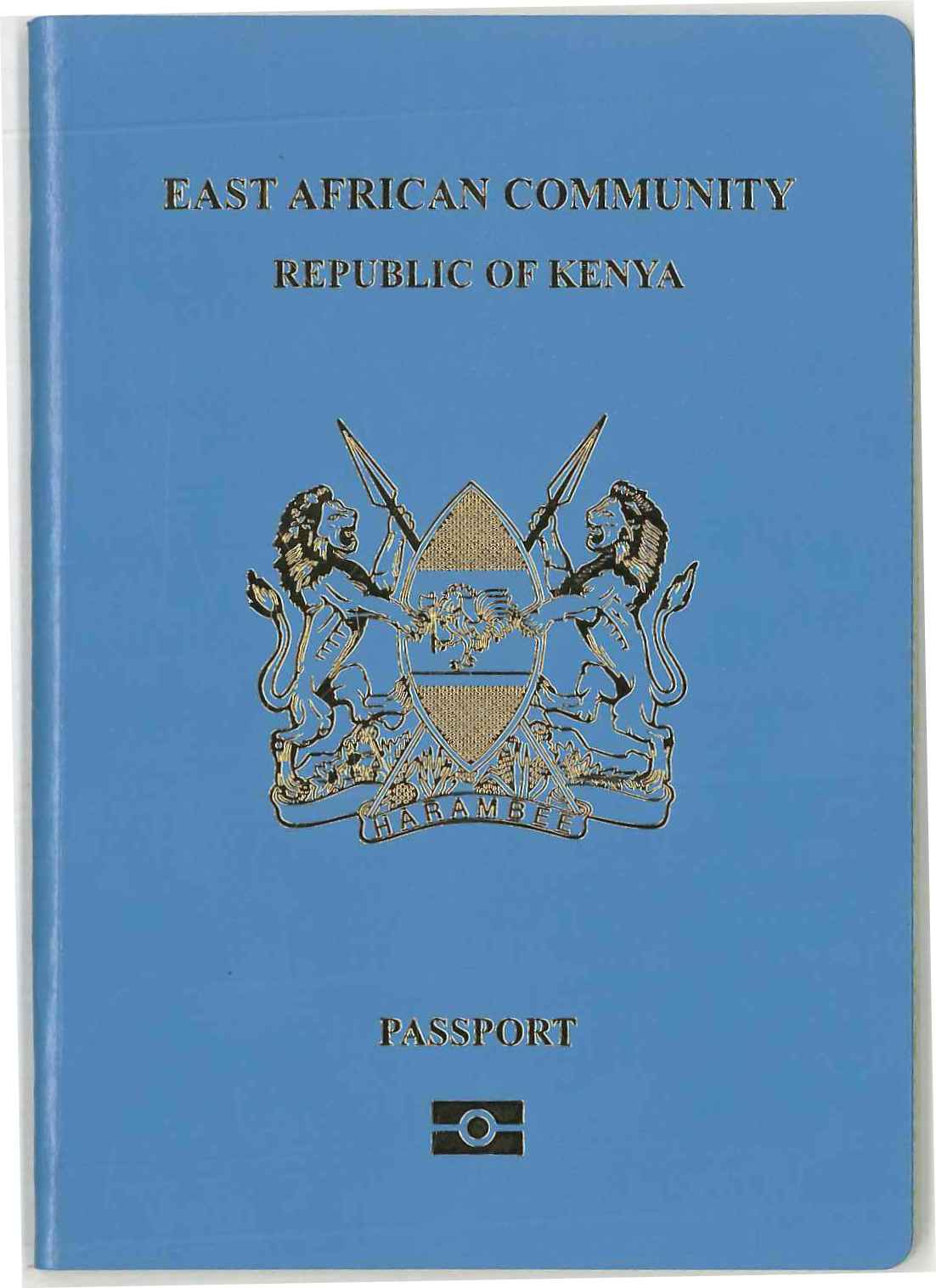
گذرنامه کنیایی
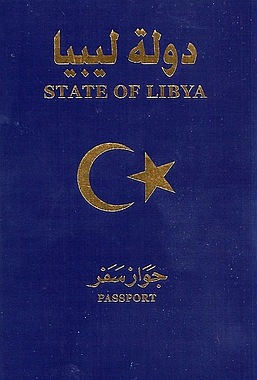
گذرنامه لیبیایی
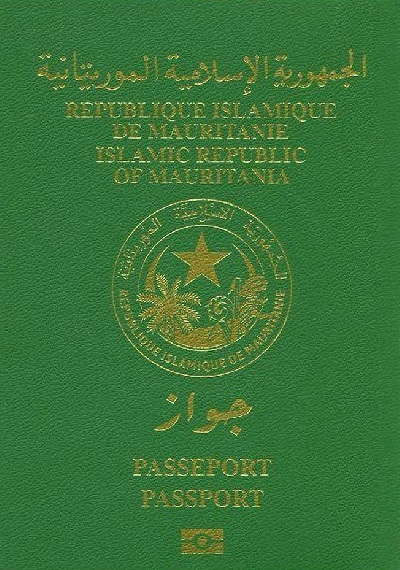
گذرنامه موریتانیایی
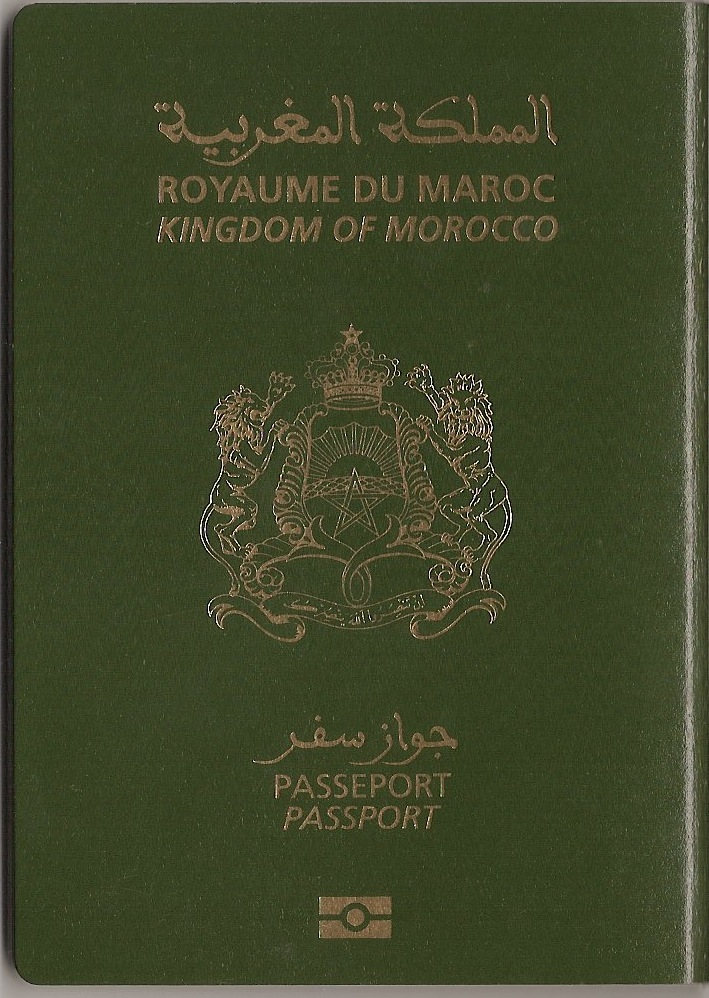
گذرنامه مراکشی
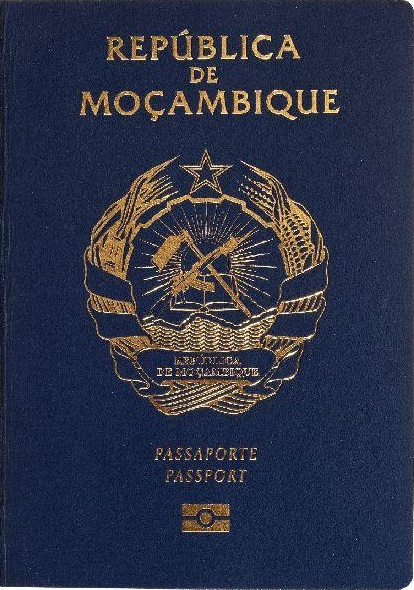
گذرنامه موزامبیکی
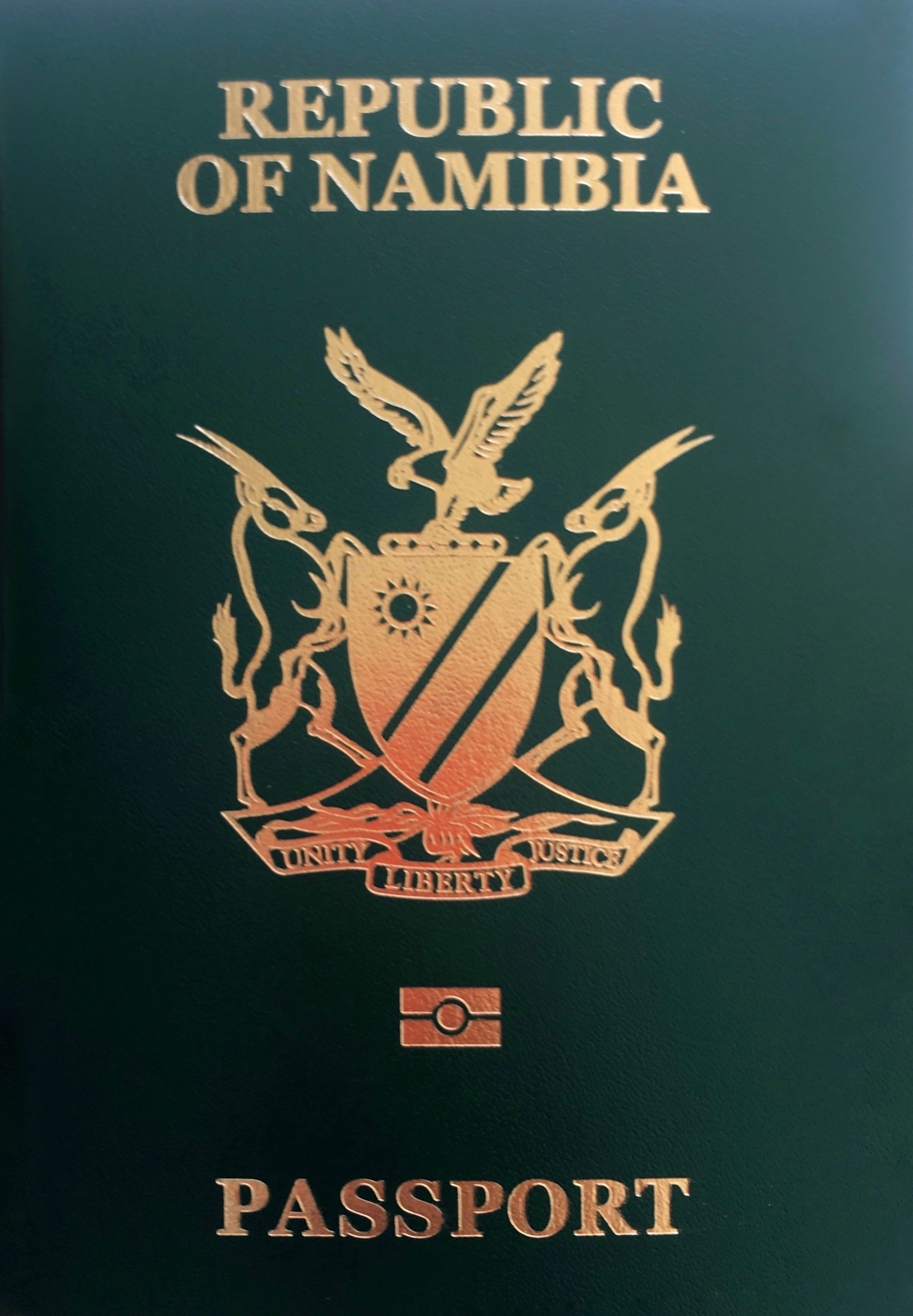
گذرنامه نامیبیایی
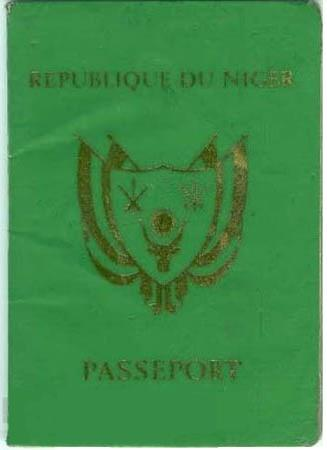
گذرنامه نیجری
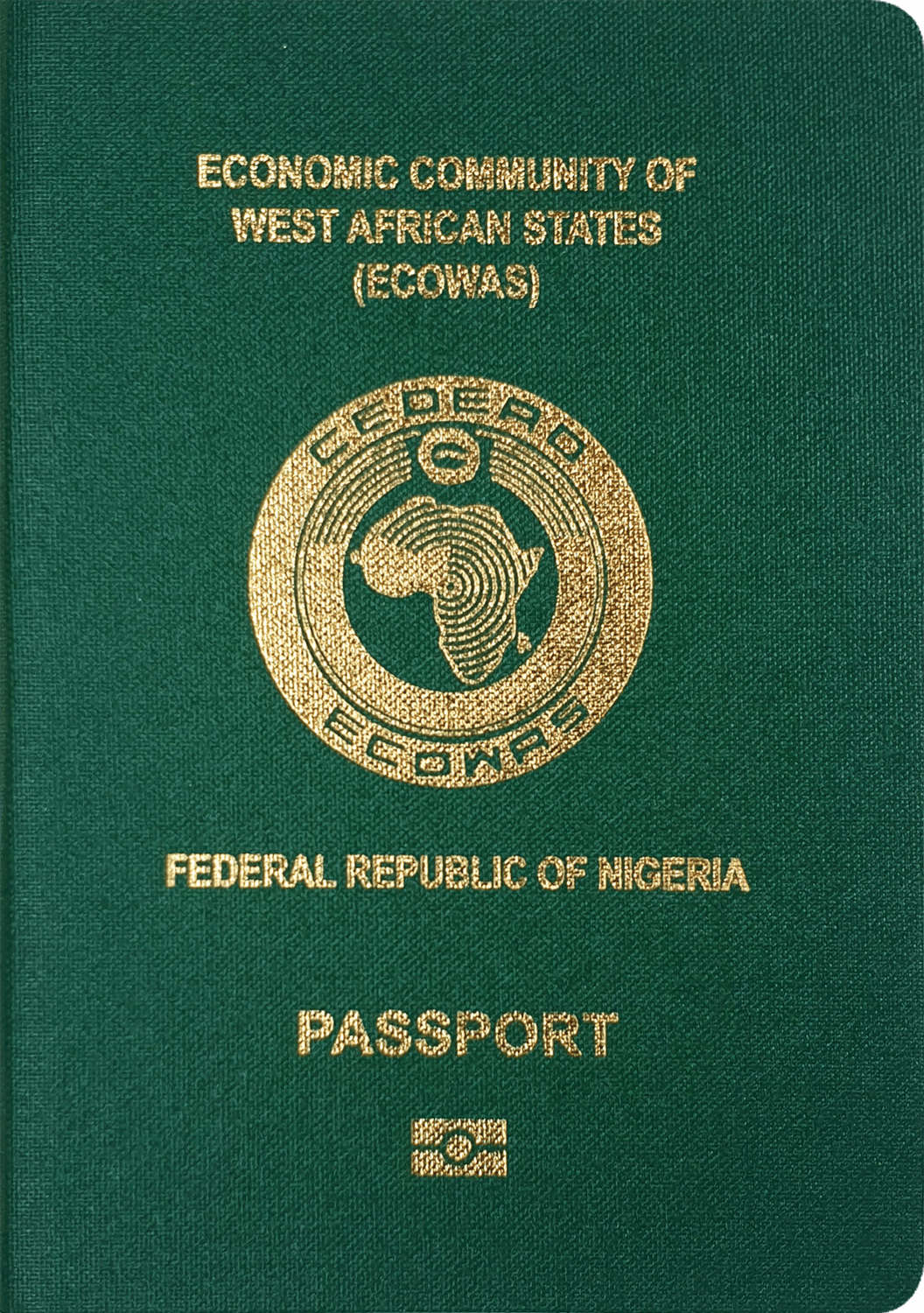
گذرنامه نیجریه‌ای
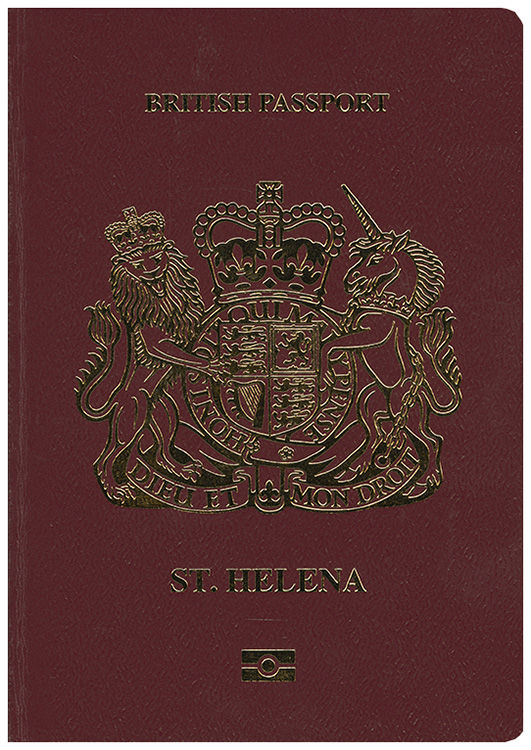
Saint Helena, Ascension and Tristan da Cunha
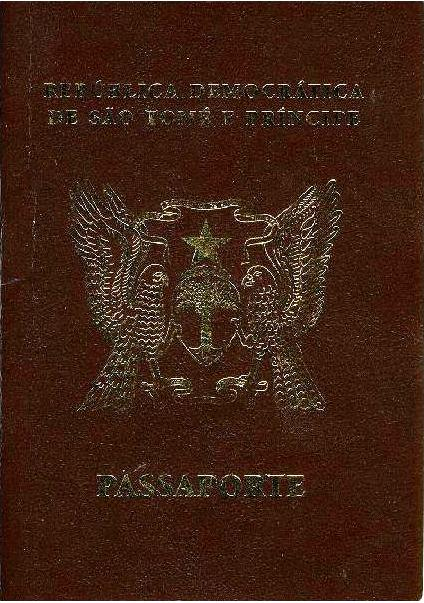
گذرنامه سائوتومه و پرنسیپی
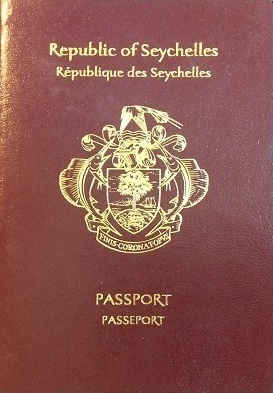
گذرنامه سیشلی
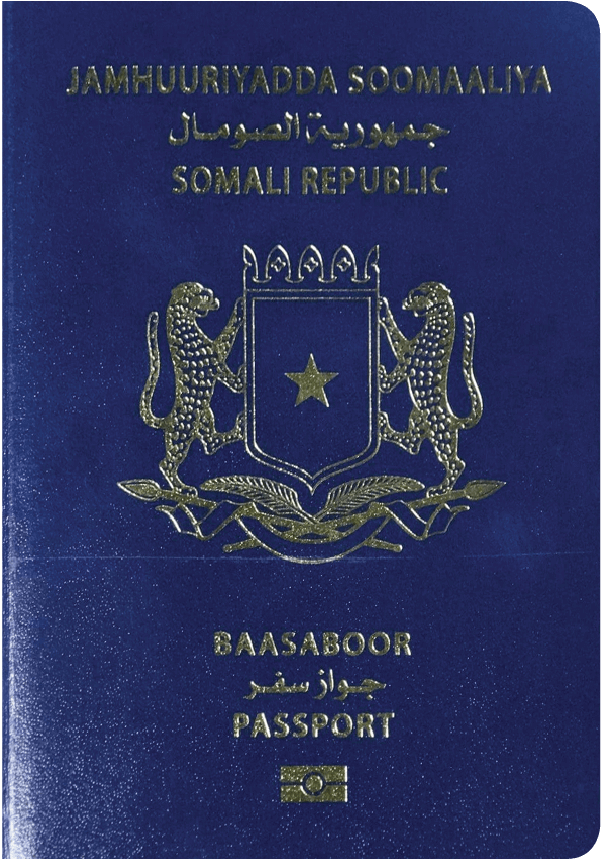
گذرنامه سومالیایی
Somaliland
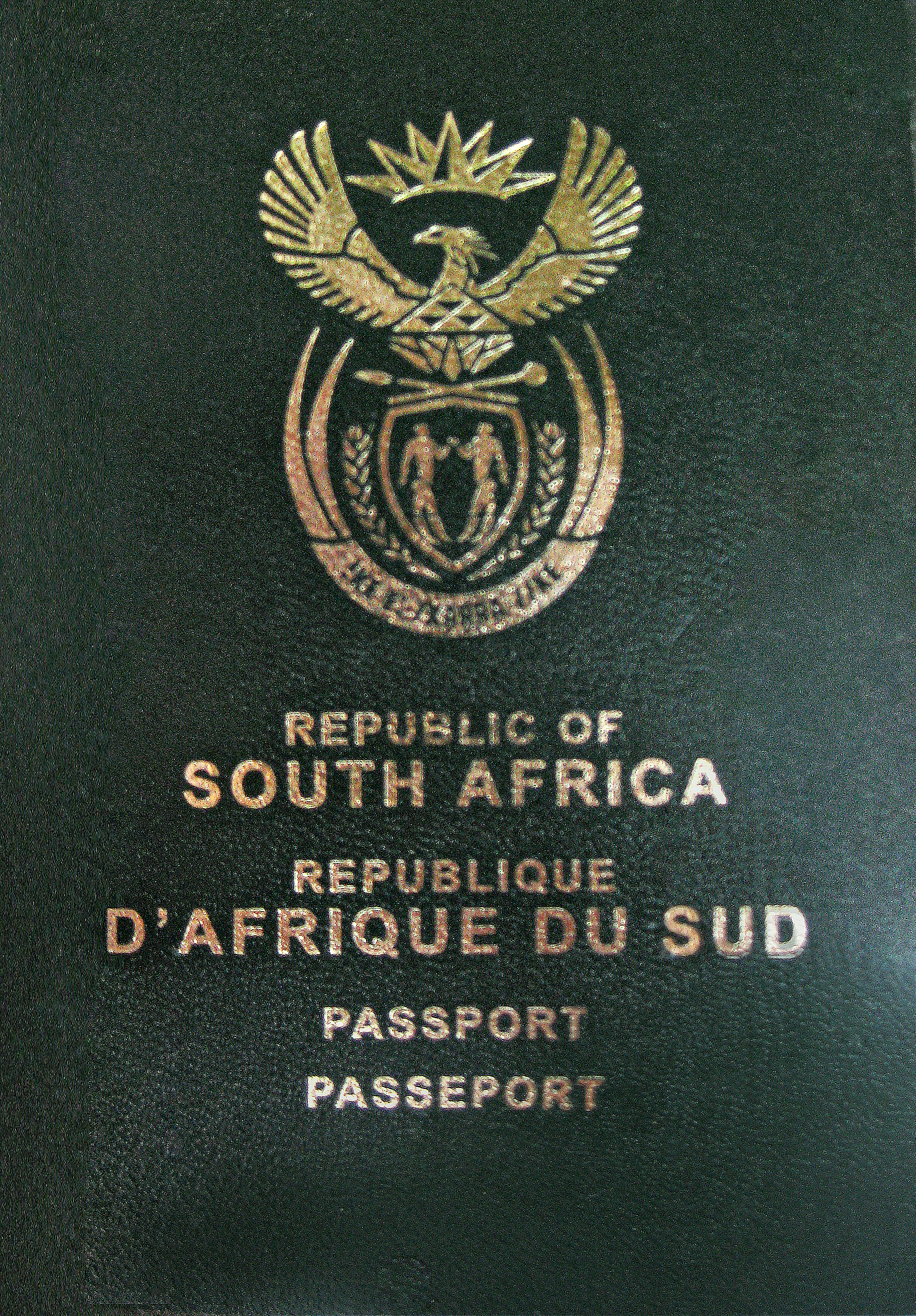
گذرنامه آفریقای جنوبی
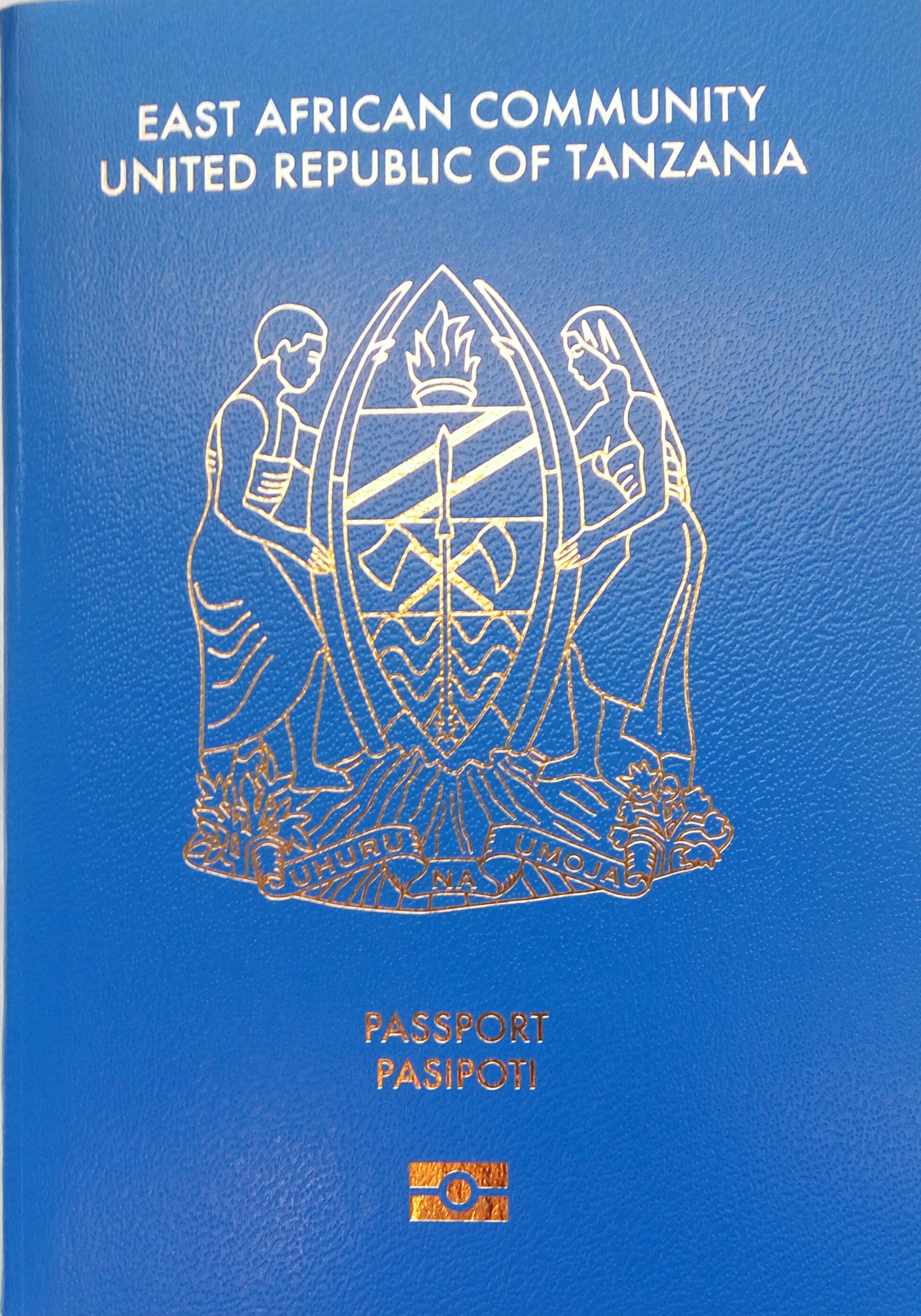
گذرنامه تانزانیایی
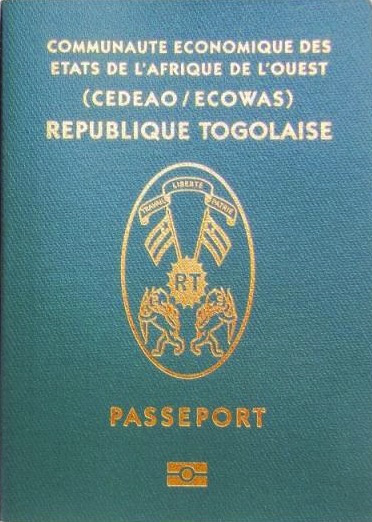
گذرنامه توگویی
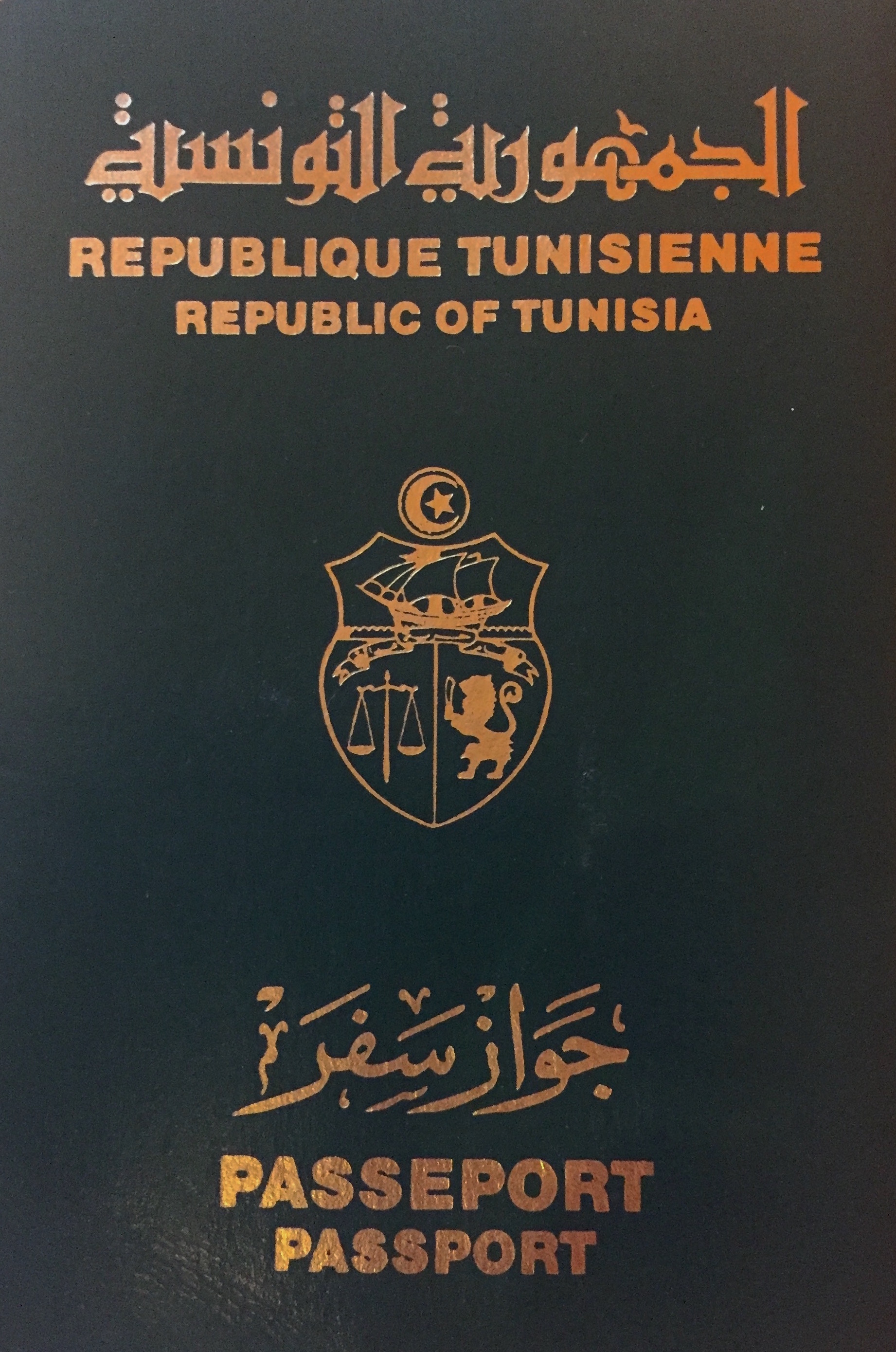
گذرنامه تونسی
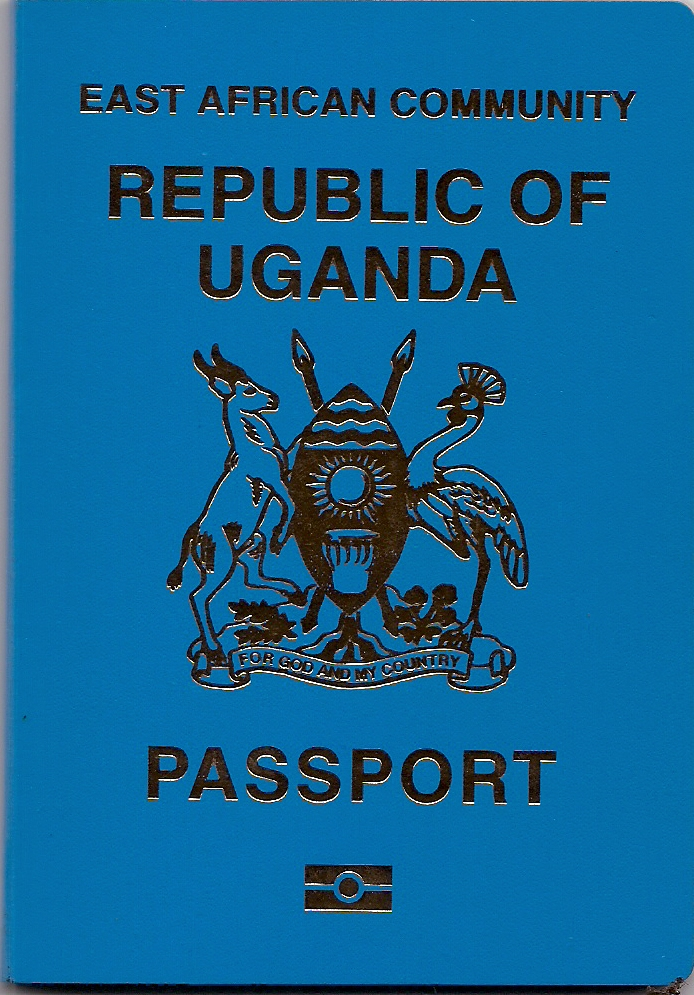
گذرنامه اوگاندایی
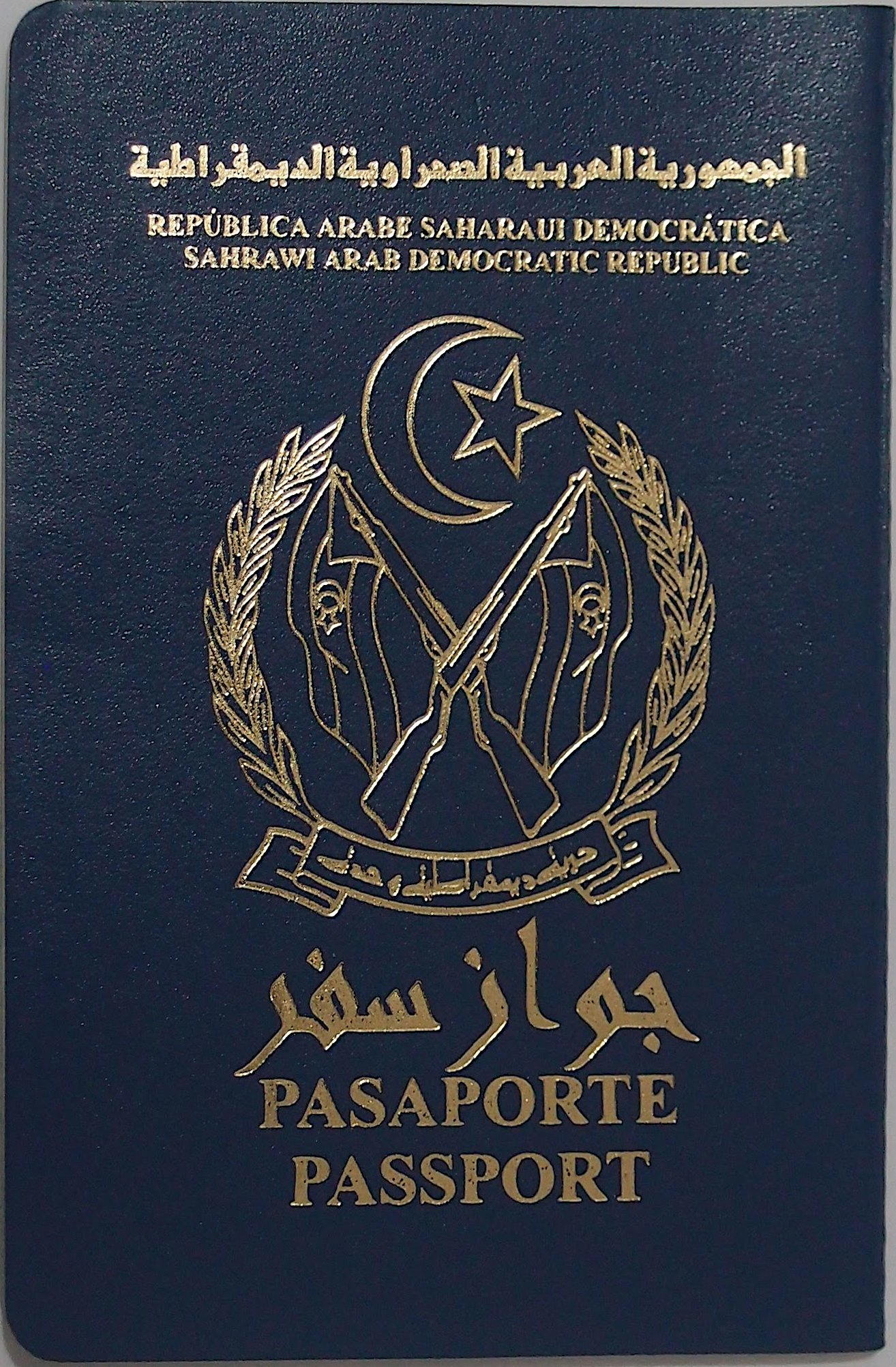
Western Sahara

### آمریکای شمالی و مرکزی

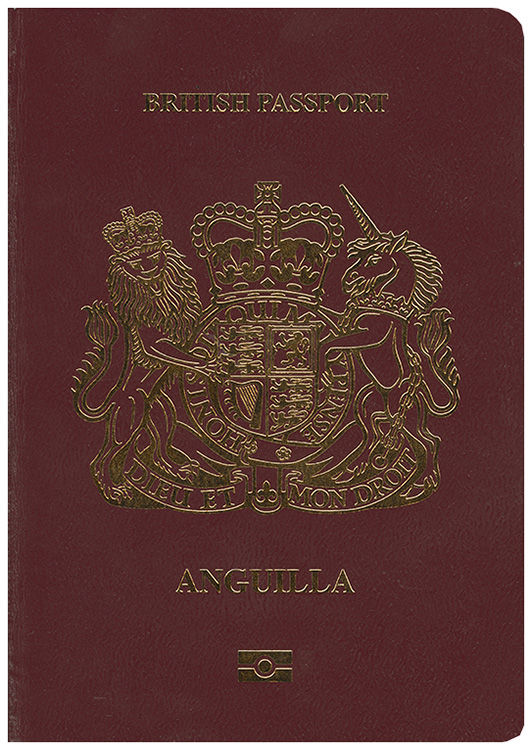
Anguilla
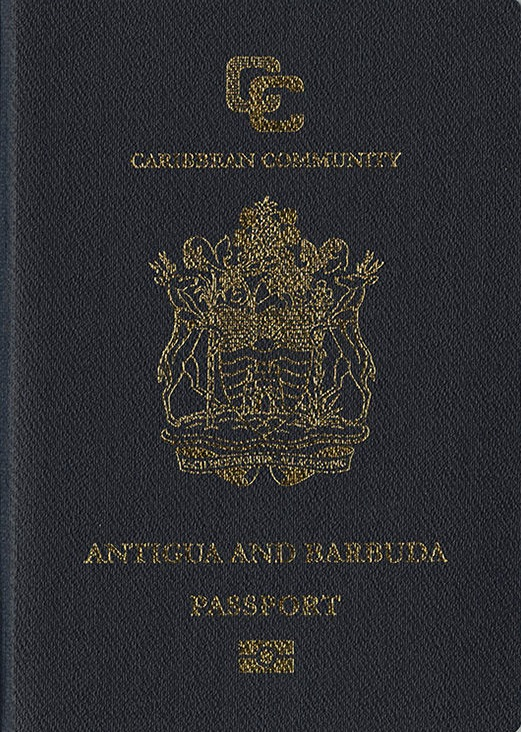
گذرنامه آنتیگوآ و باربودا
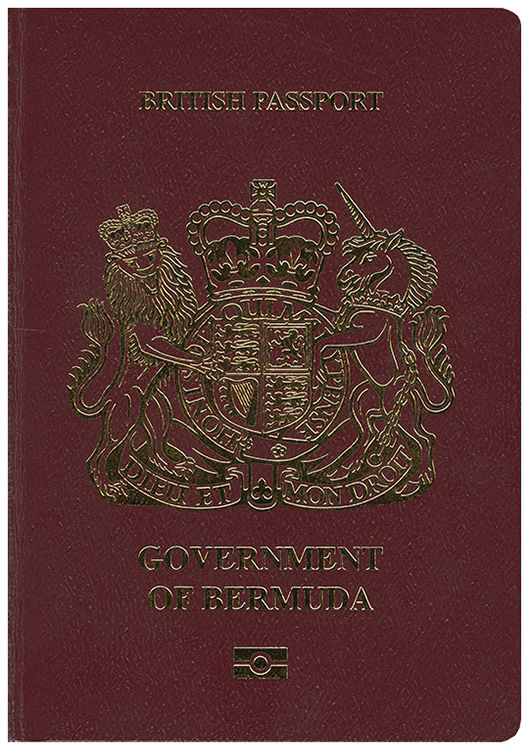
Bermuda
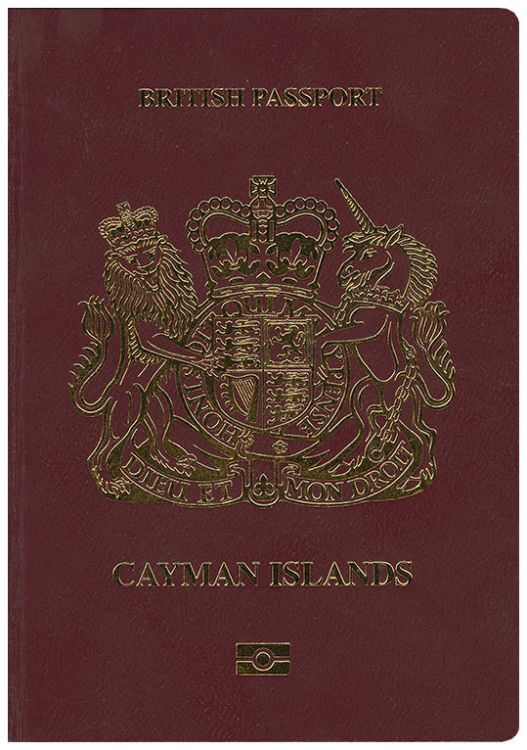
Cayman Islands
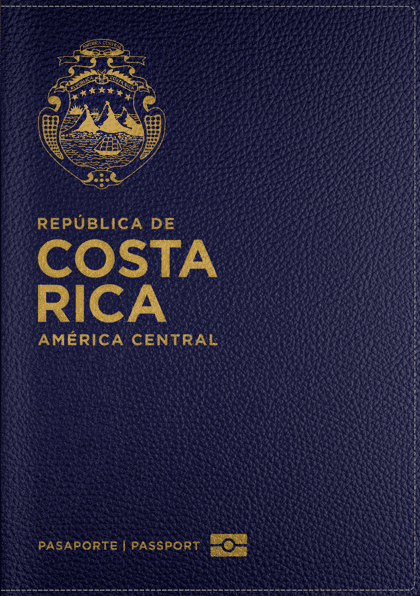
گذرنامه کاستاریکایی
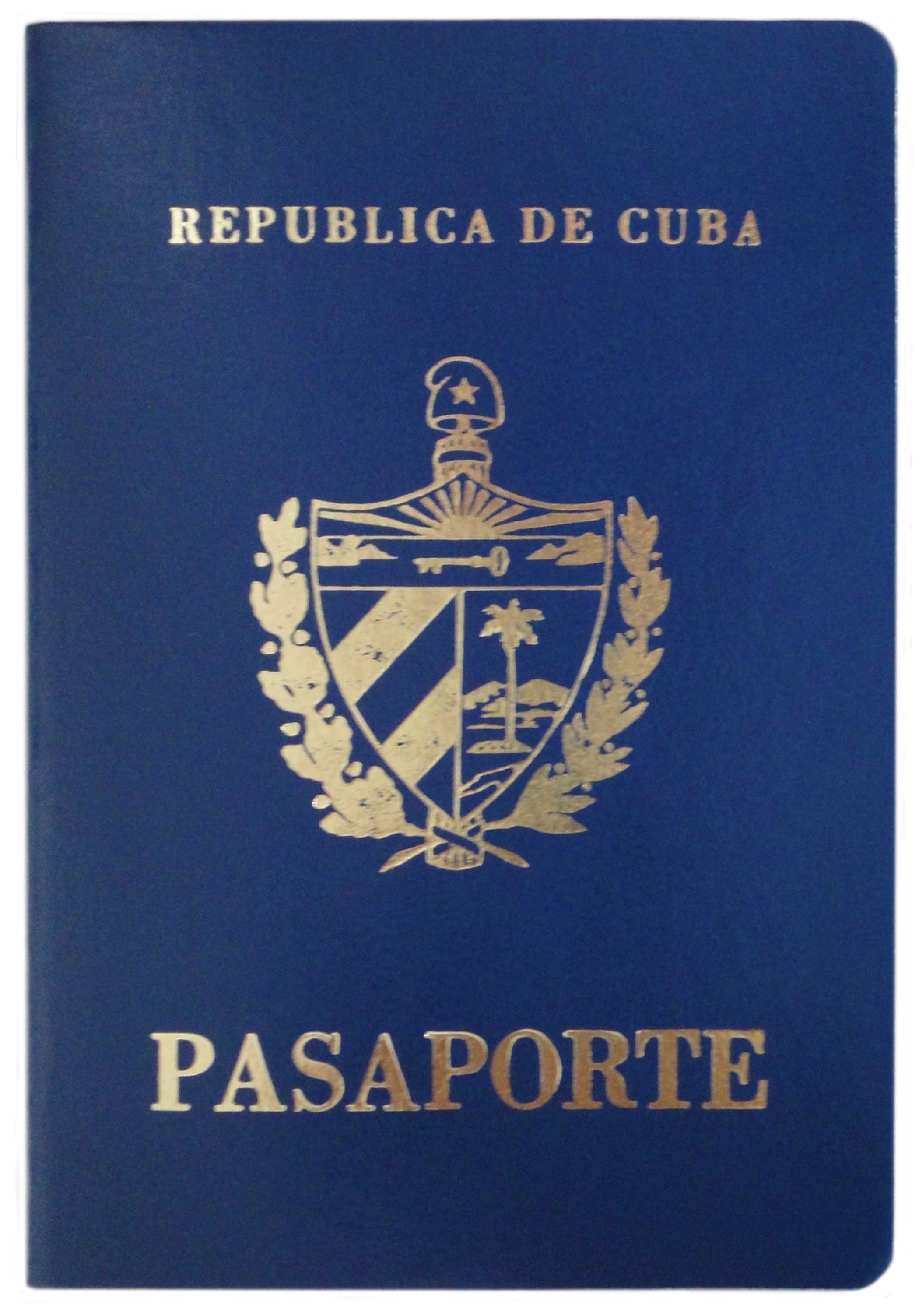
گذرنامه کوبایی
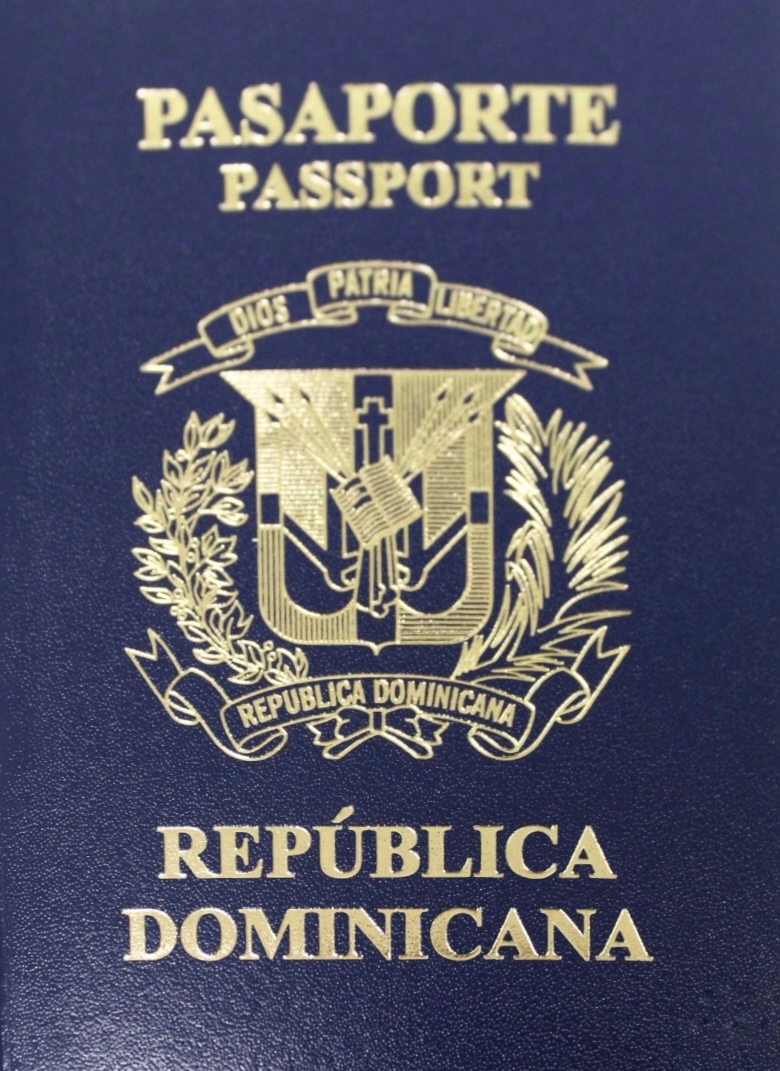
گذرنامه جمهوری دومینیکن
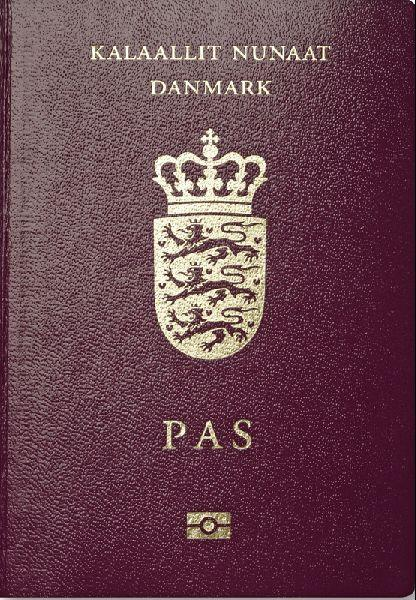
گذرنامه دانمارکی
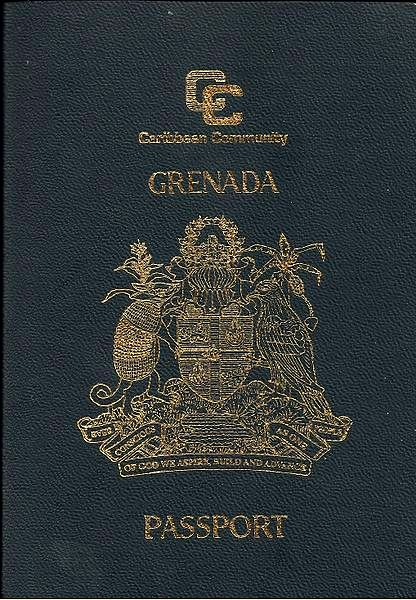
گذرنامه گرنادایی
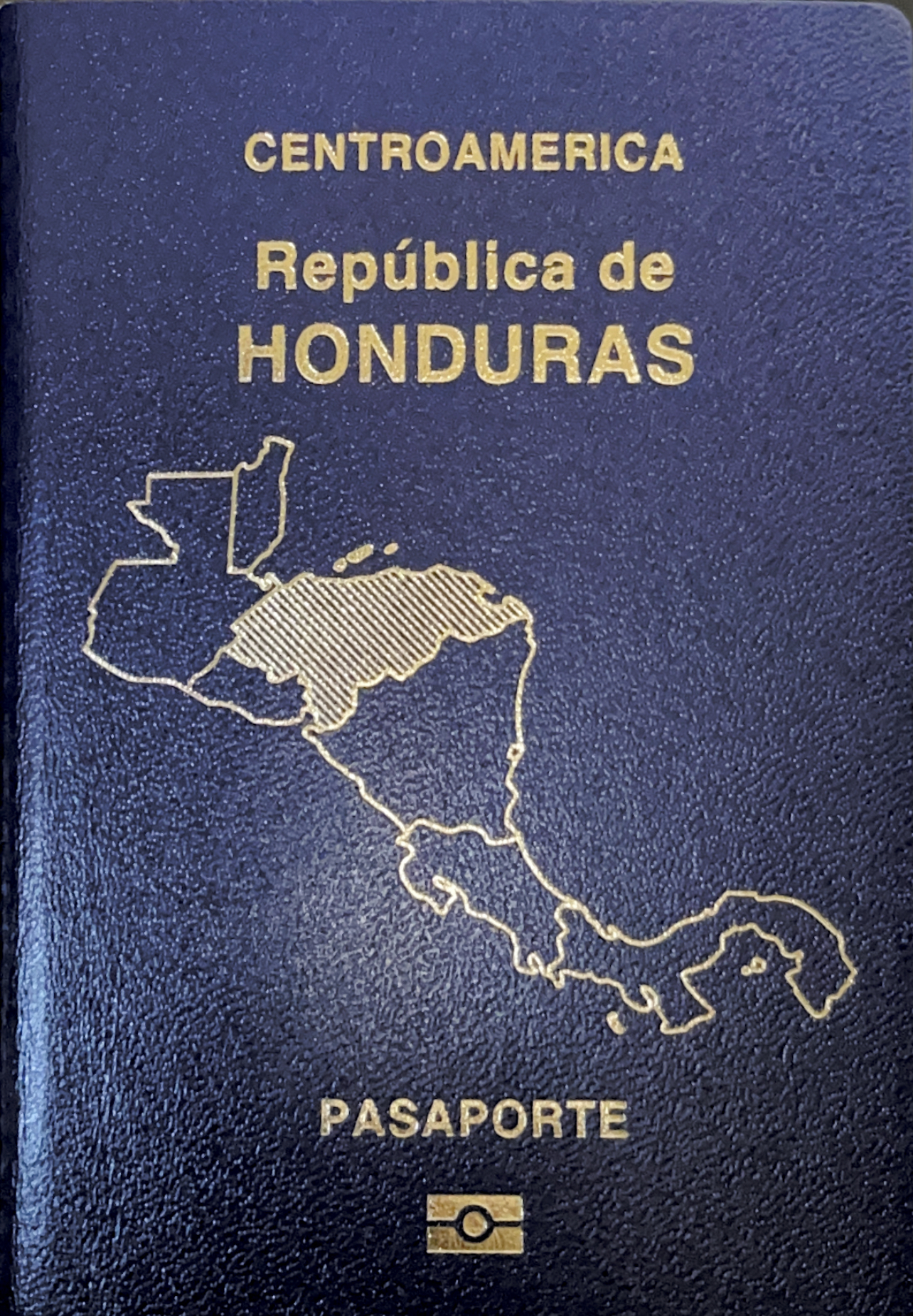
گذرنامه هندوراسی
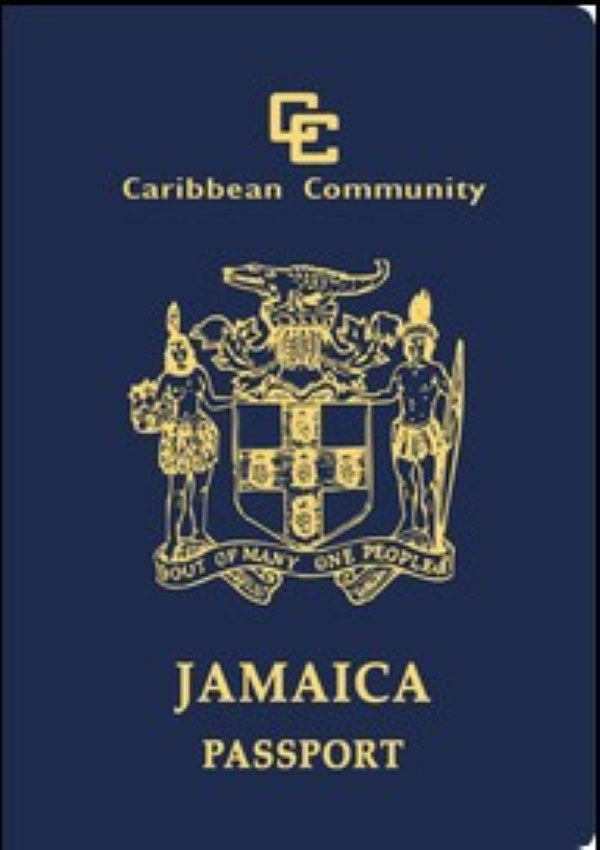
گذرنامه جامائیکایی
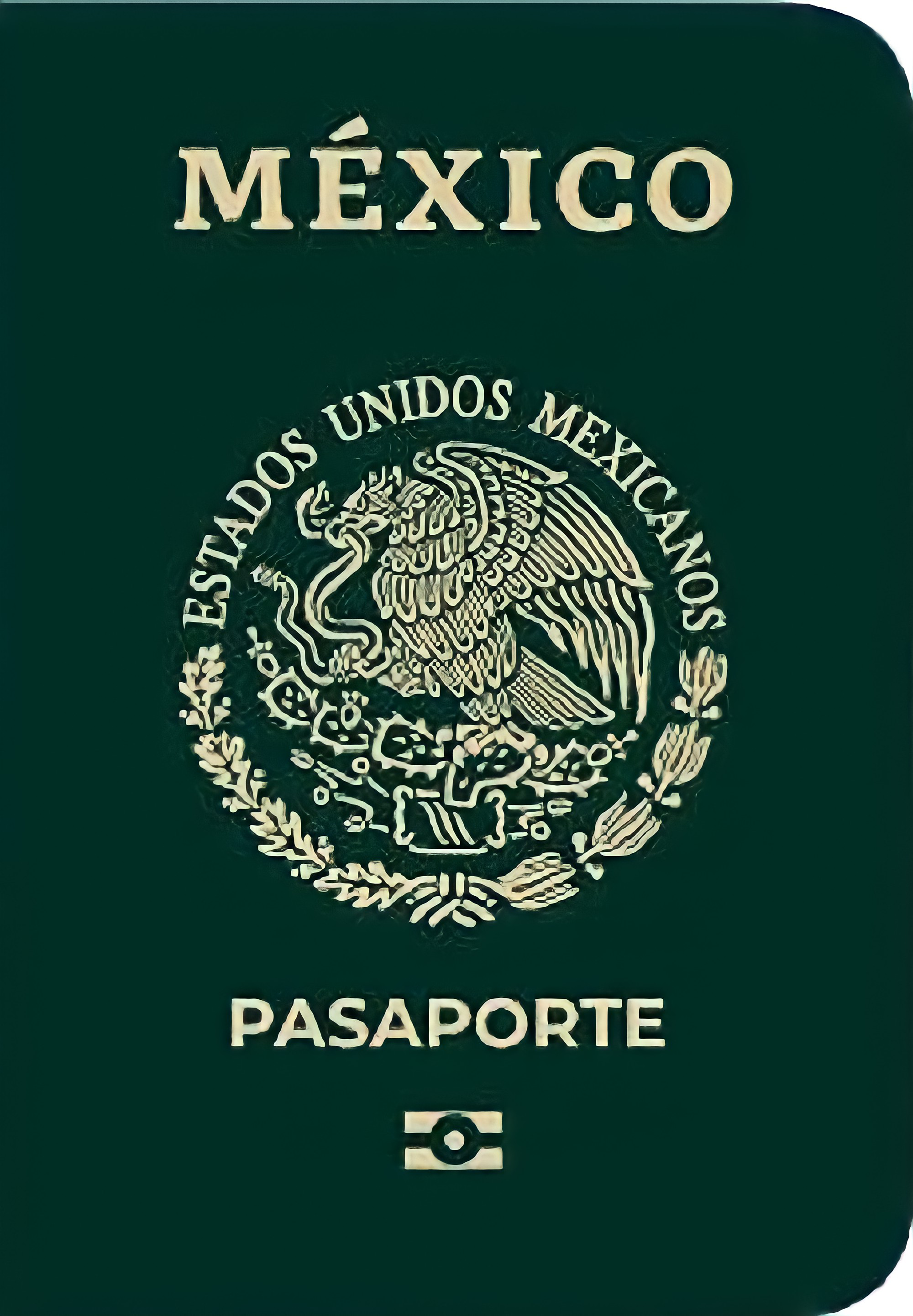
گذرنامه مکزیکی
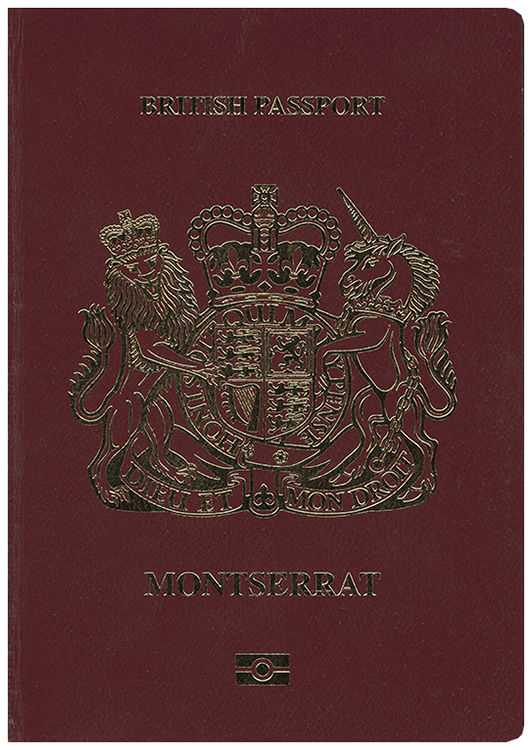
Montserrat
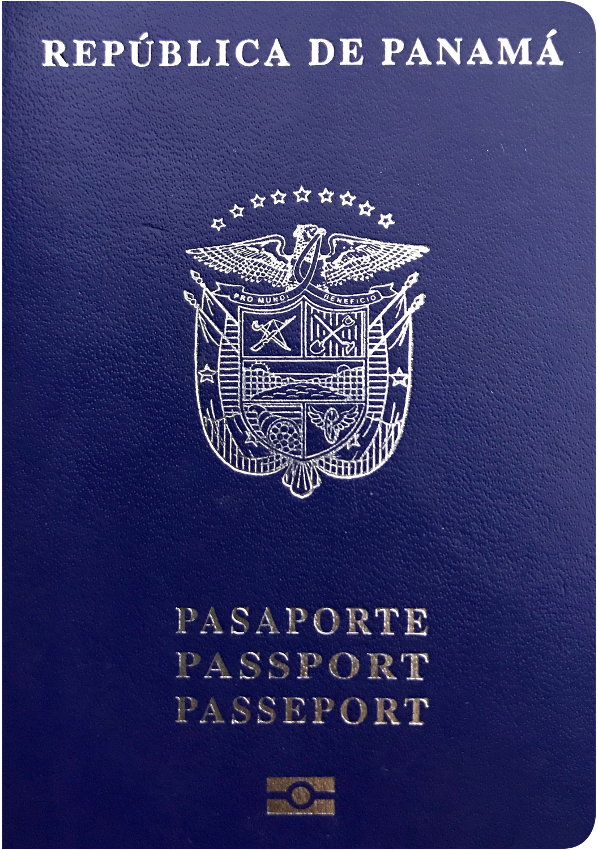
گذرنامه پانامایی
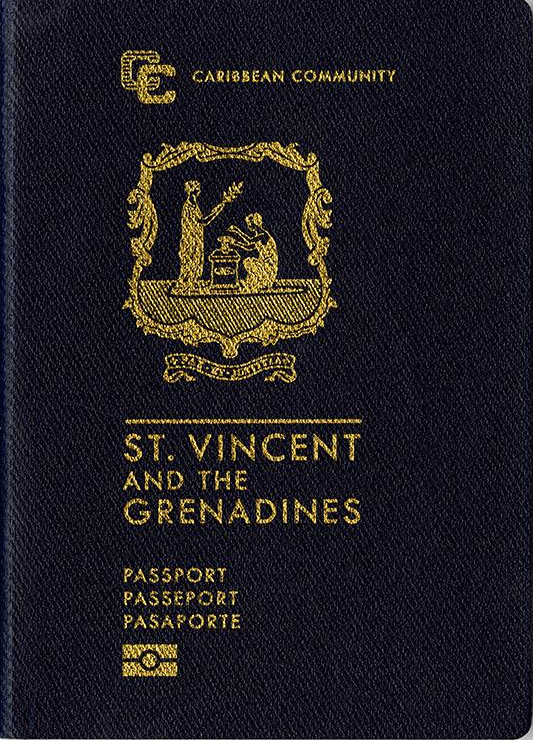
گذرنامه سنت وینسنت و گرنادین‌ها
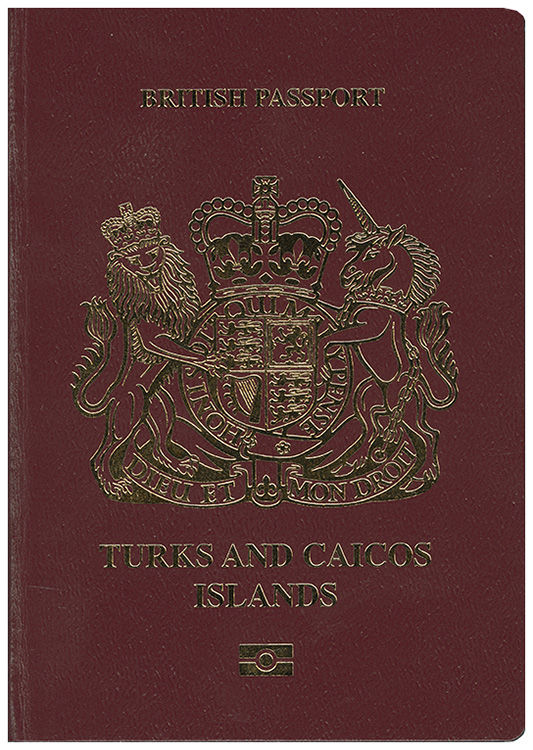
Turks and Caicos Islands
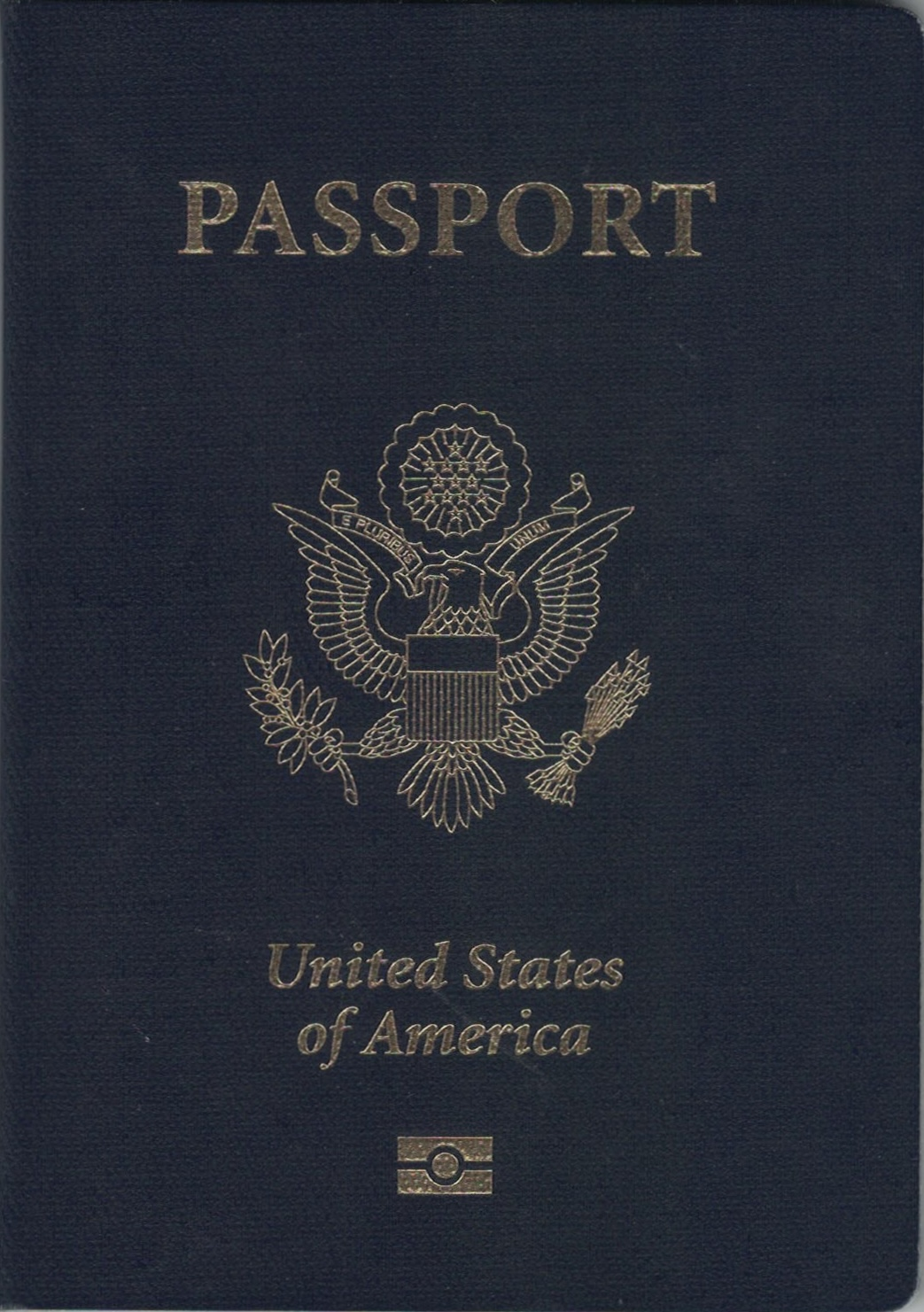
گذرنامه آمریکایی

### آمریکای جنوبی

گذرنامه بولیویایی
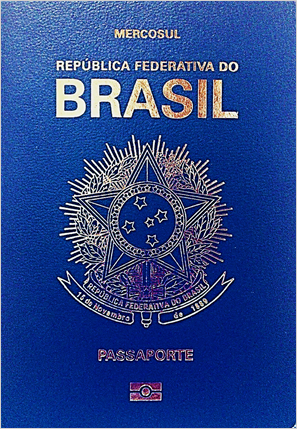
گذرنامه برزیلی
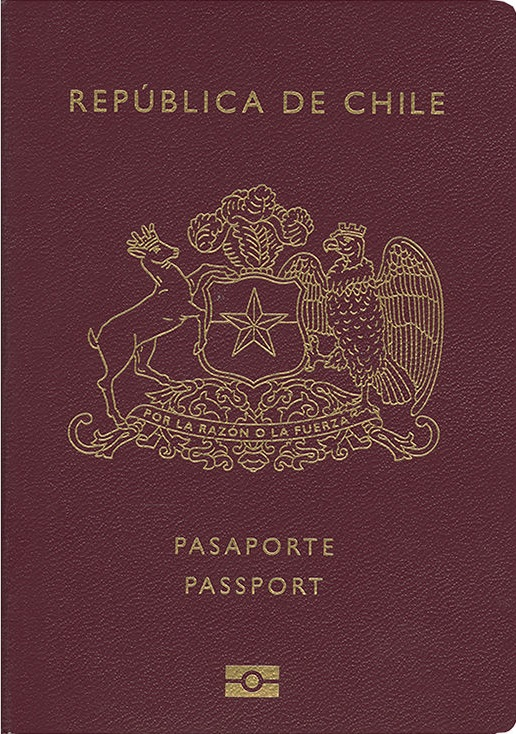
گذرنامه شیلیایی
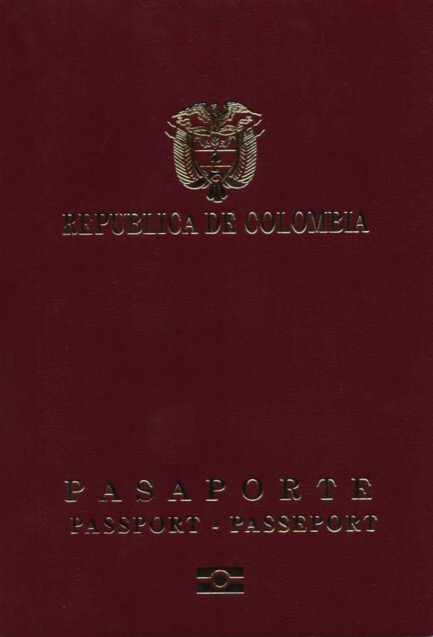
گذرنامه کلمبیایی
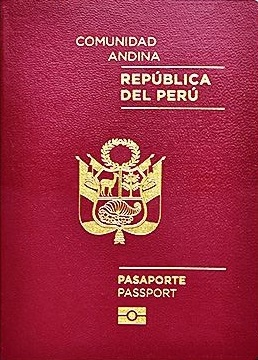
گذرنامه پرویی
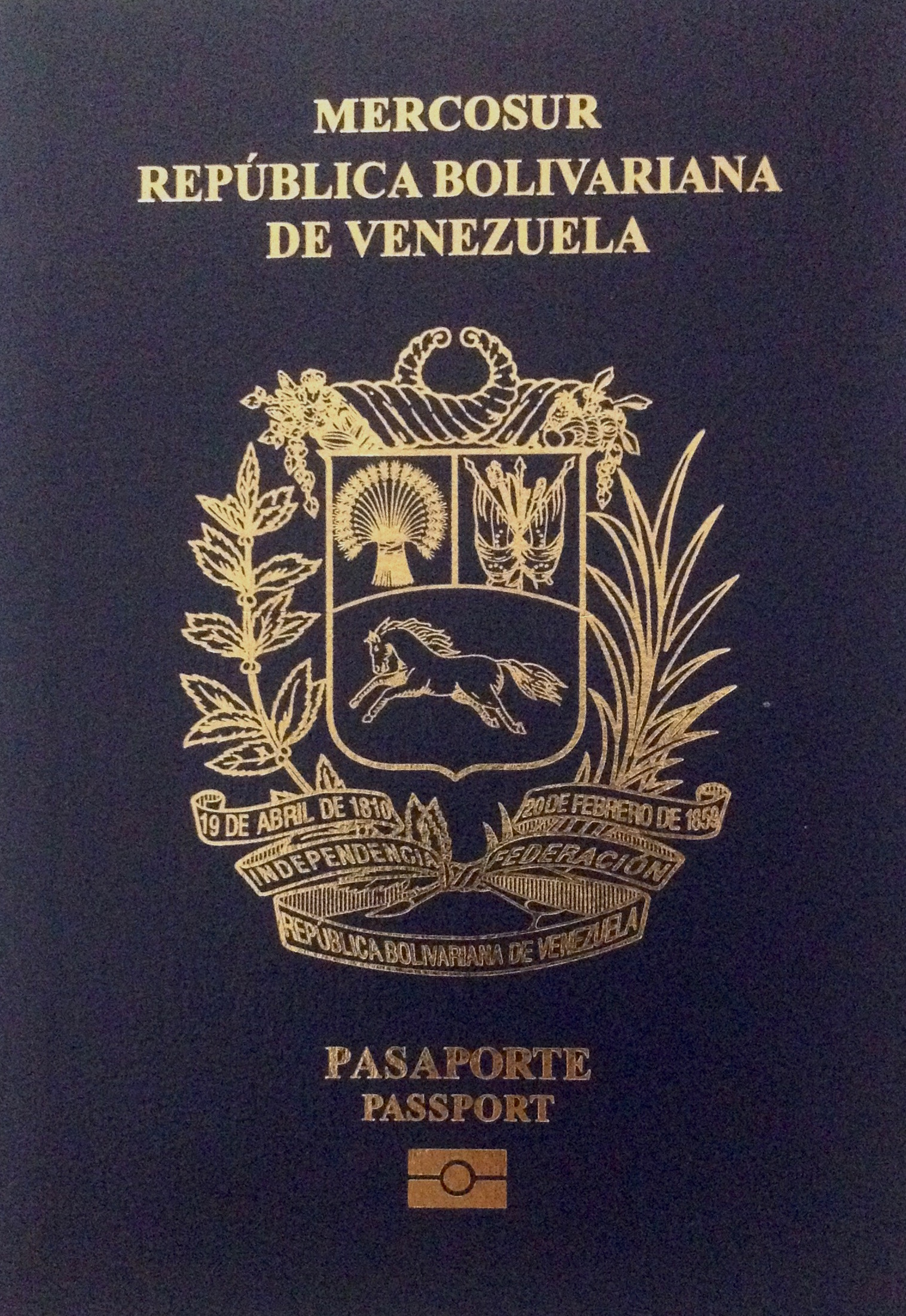
گذرنامه ونزوئلایی

### آسیا

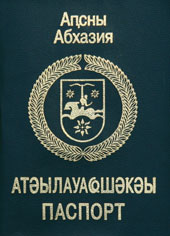
Abkhazia
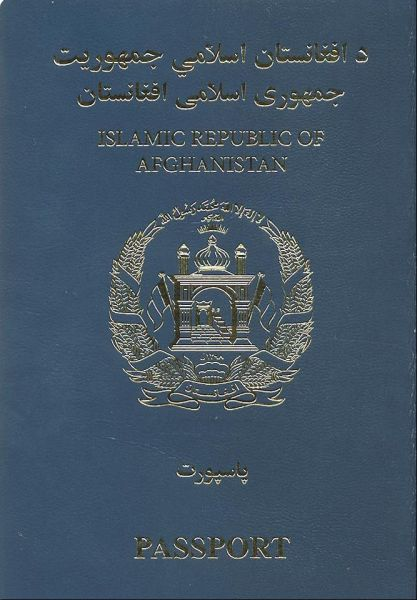
پاسپورت افغانستان
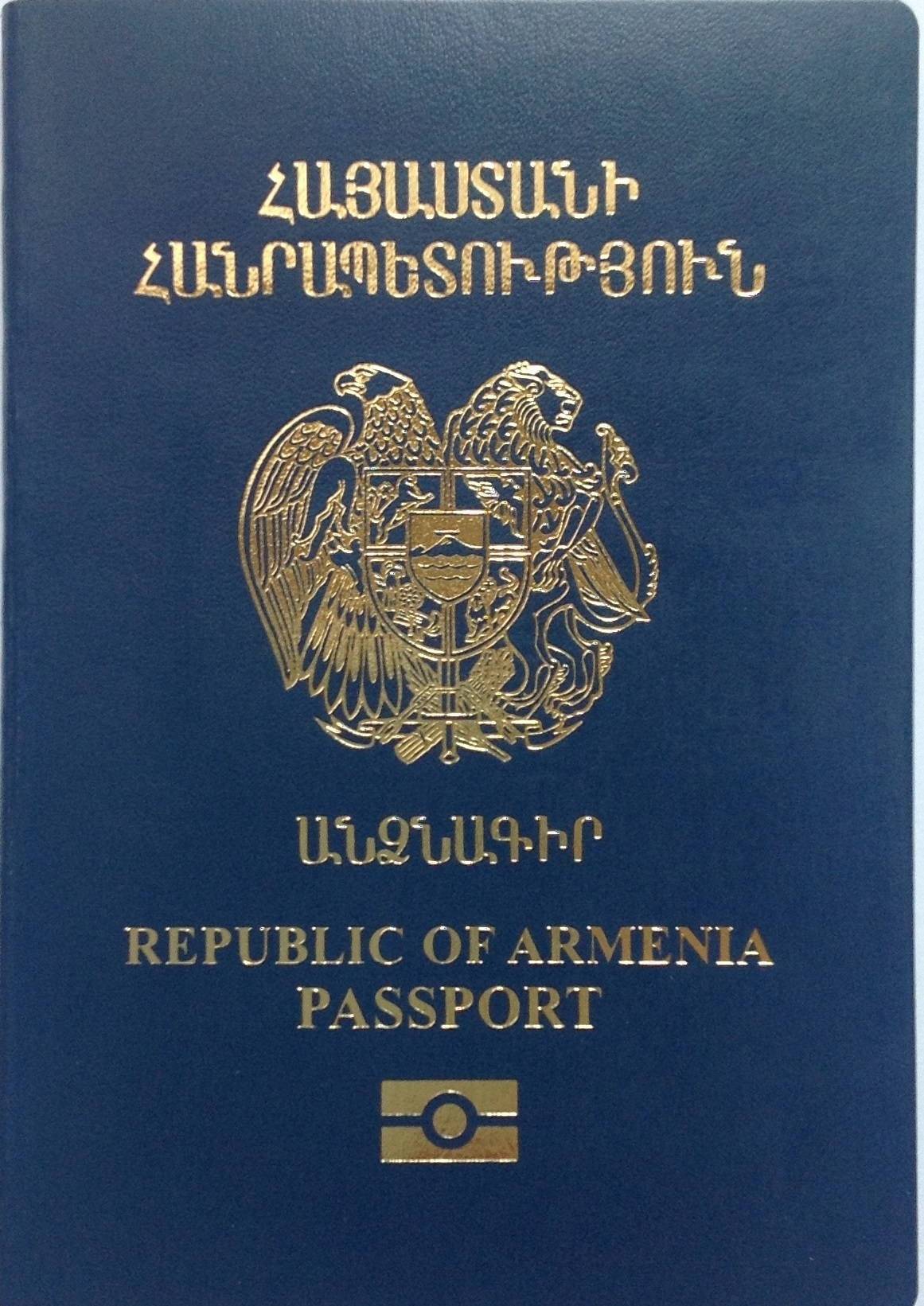
گذرنامه ارمنستانی
گذرنامه آذربایجانی
گذرنامه بنگلادشی
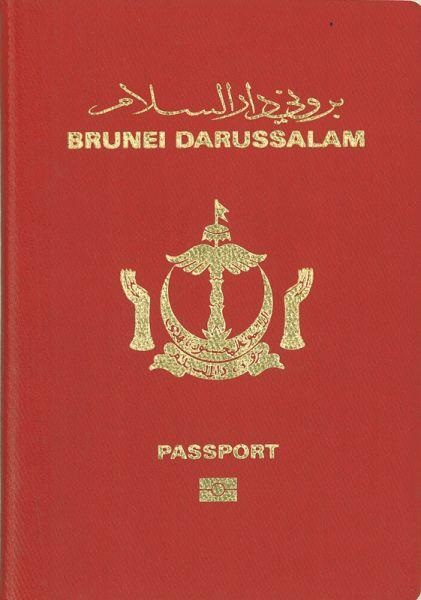
گذرنامه برونئی
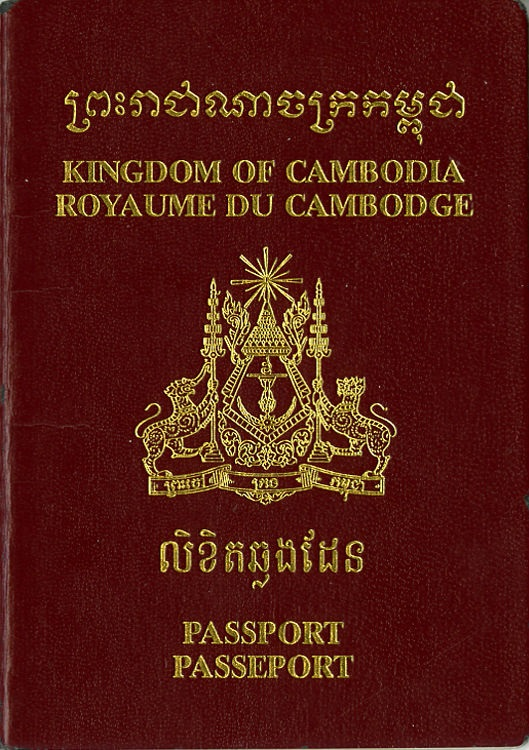
گذرنامه کامبوجی
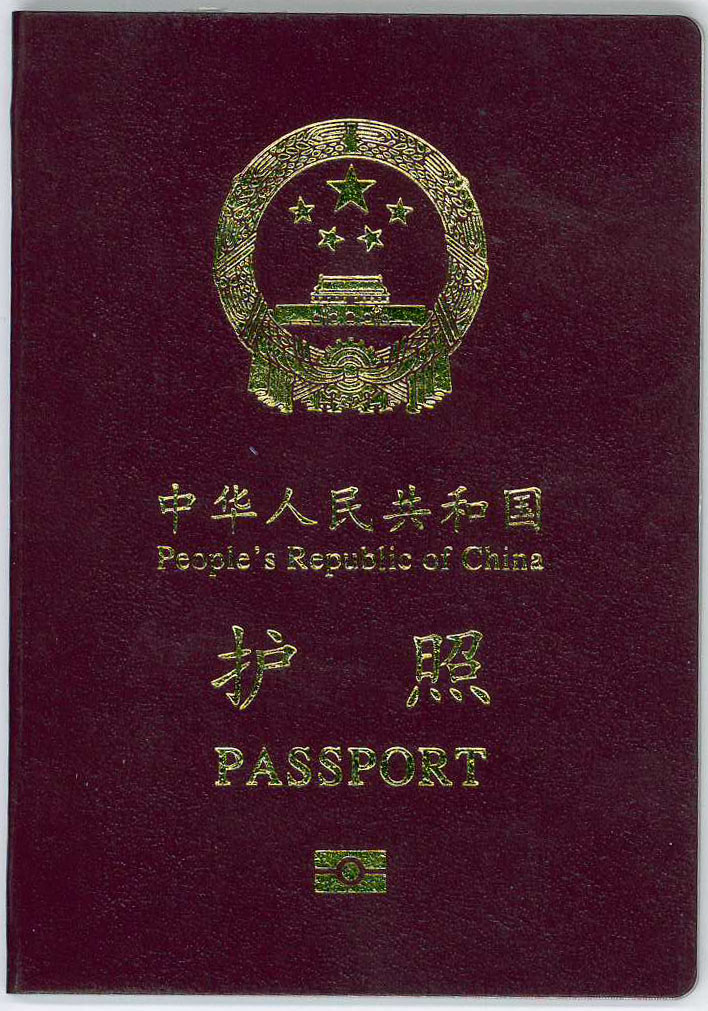
گذرنامه چینی
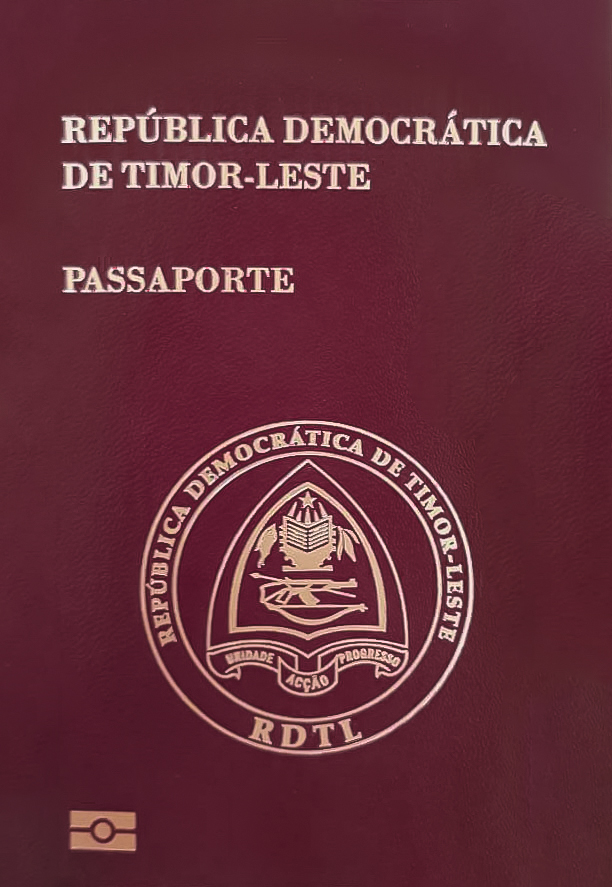
گذرنامه تیمور شرقی
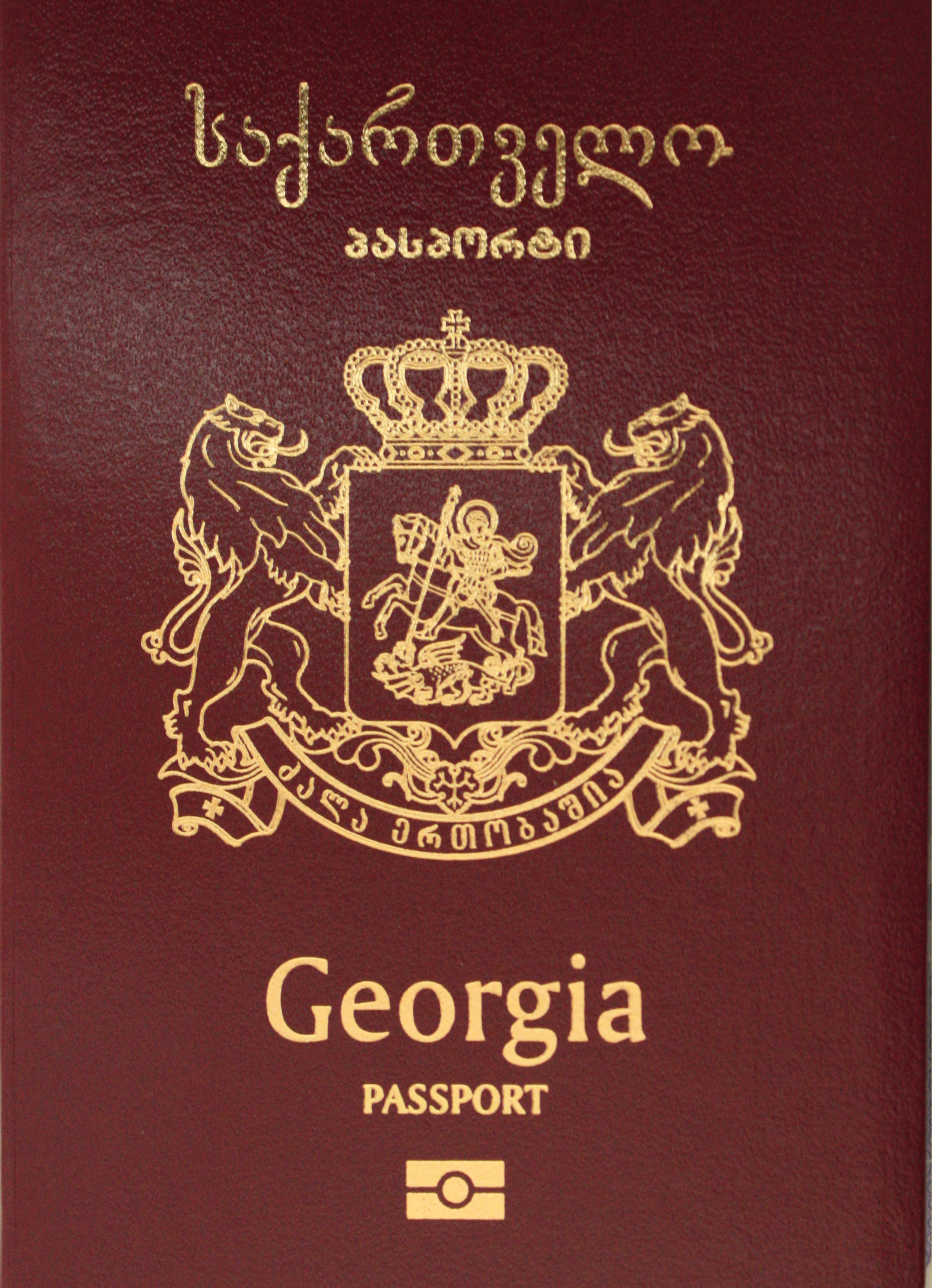
گذرنامه گرجستانی
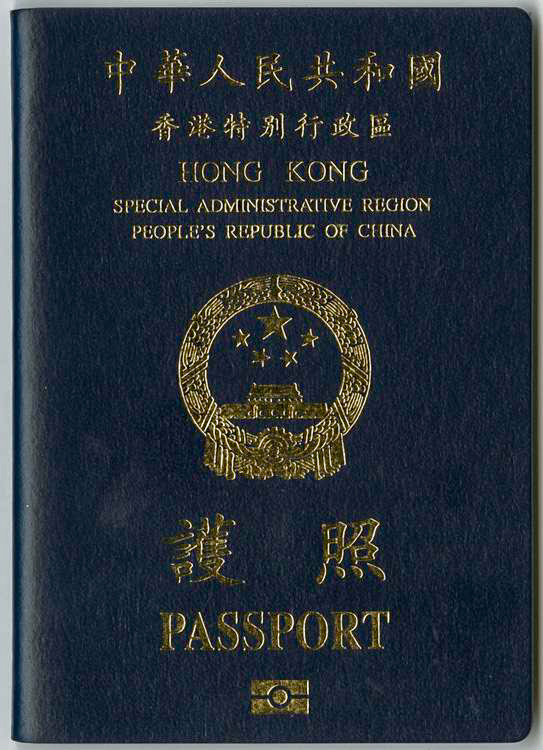
گذرنامه هنگ کنگی
گذرنامه هندی
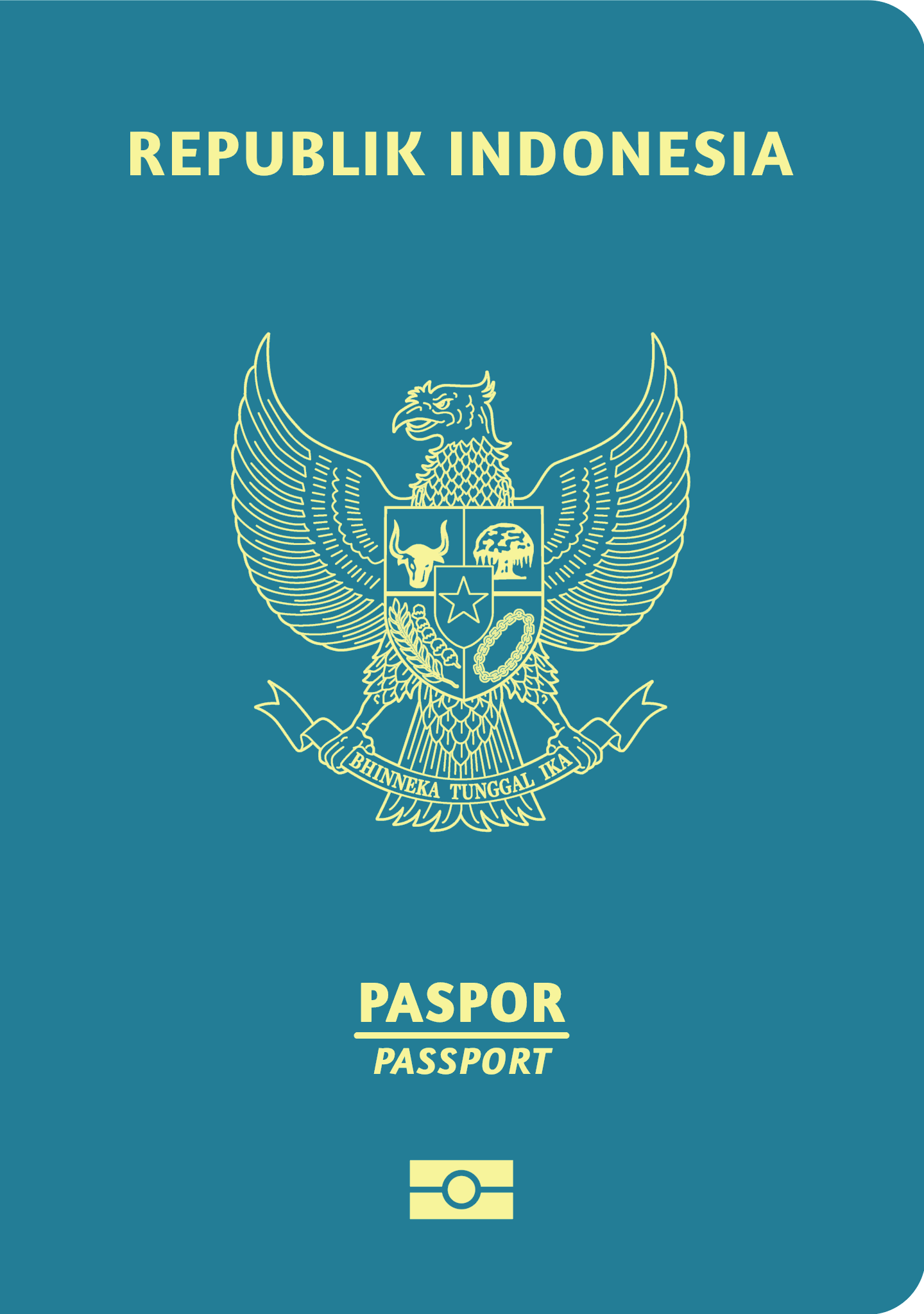
گذرنامه اندونزیایی
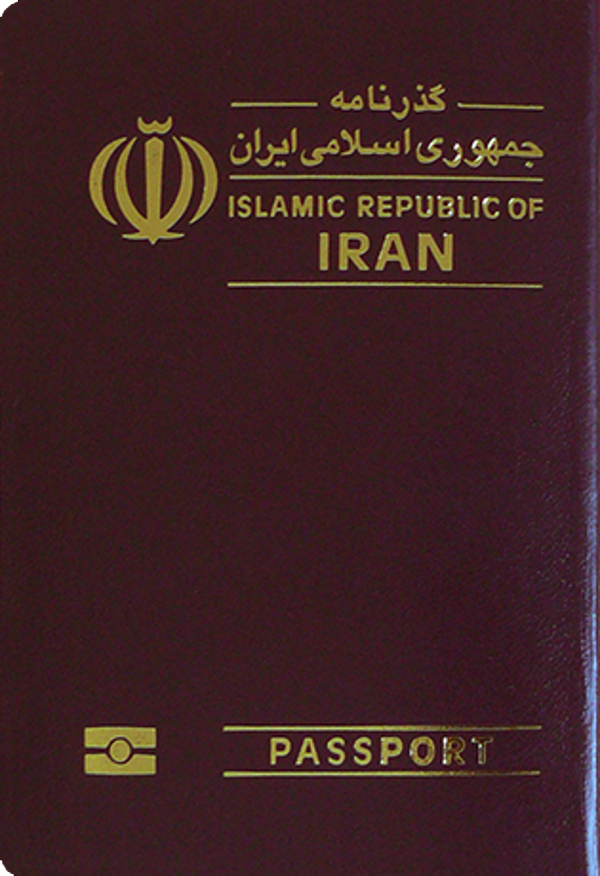
گذرنامه ایرانی
گذرنامه اسرائیلی
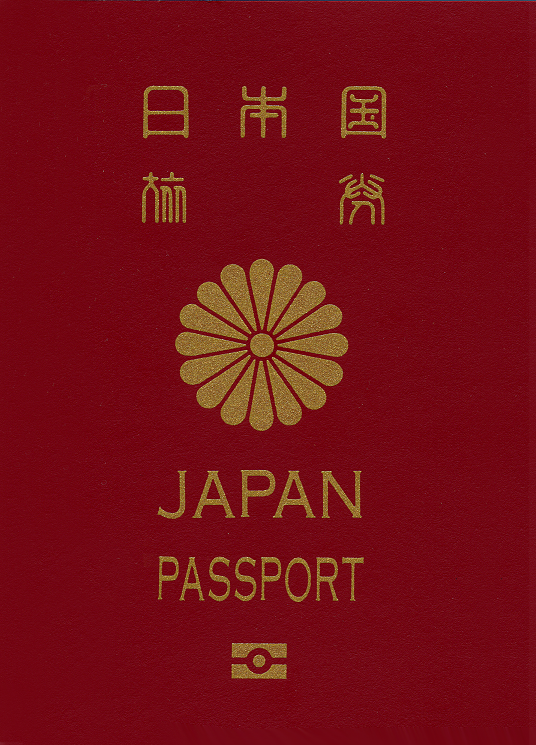
گذرنامه ژاپنی
گذرنامه قزاقستانی
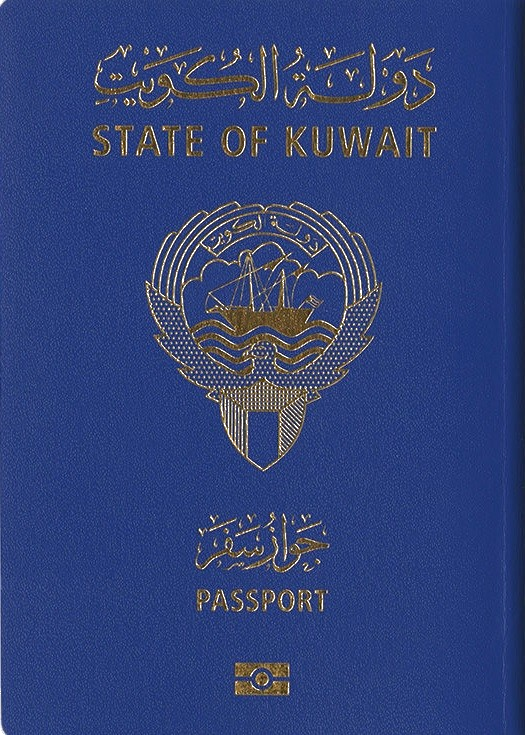
گذرنامه کویتی
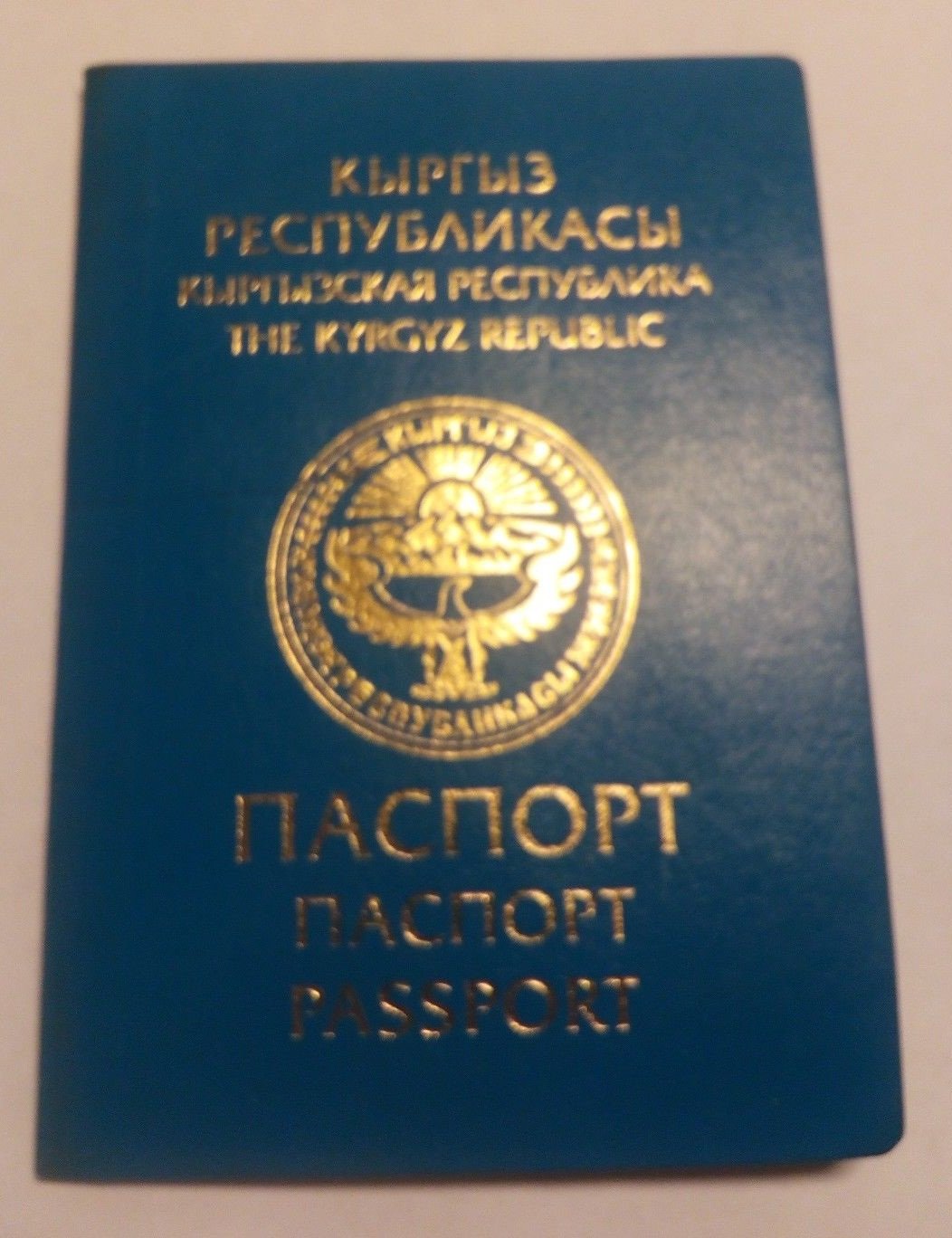
گذرنامه قرقیزستانی
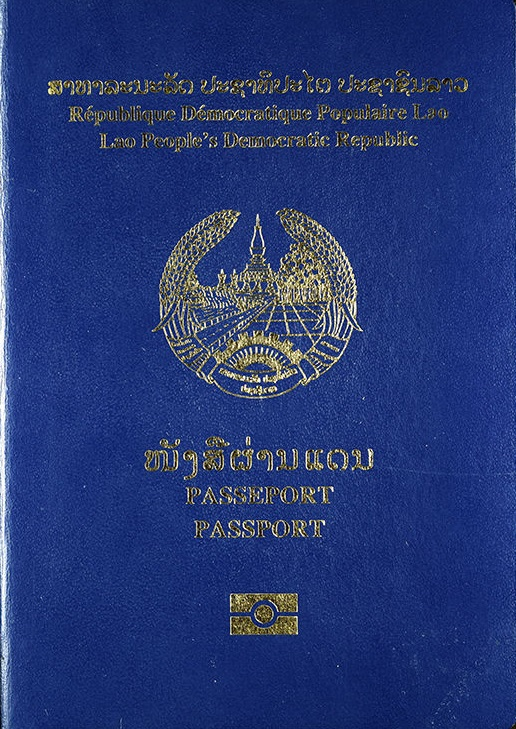
گذرنامه لائوسی
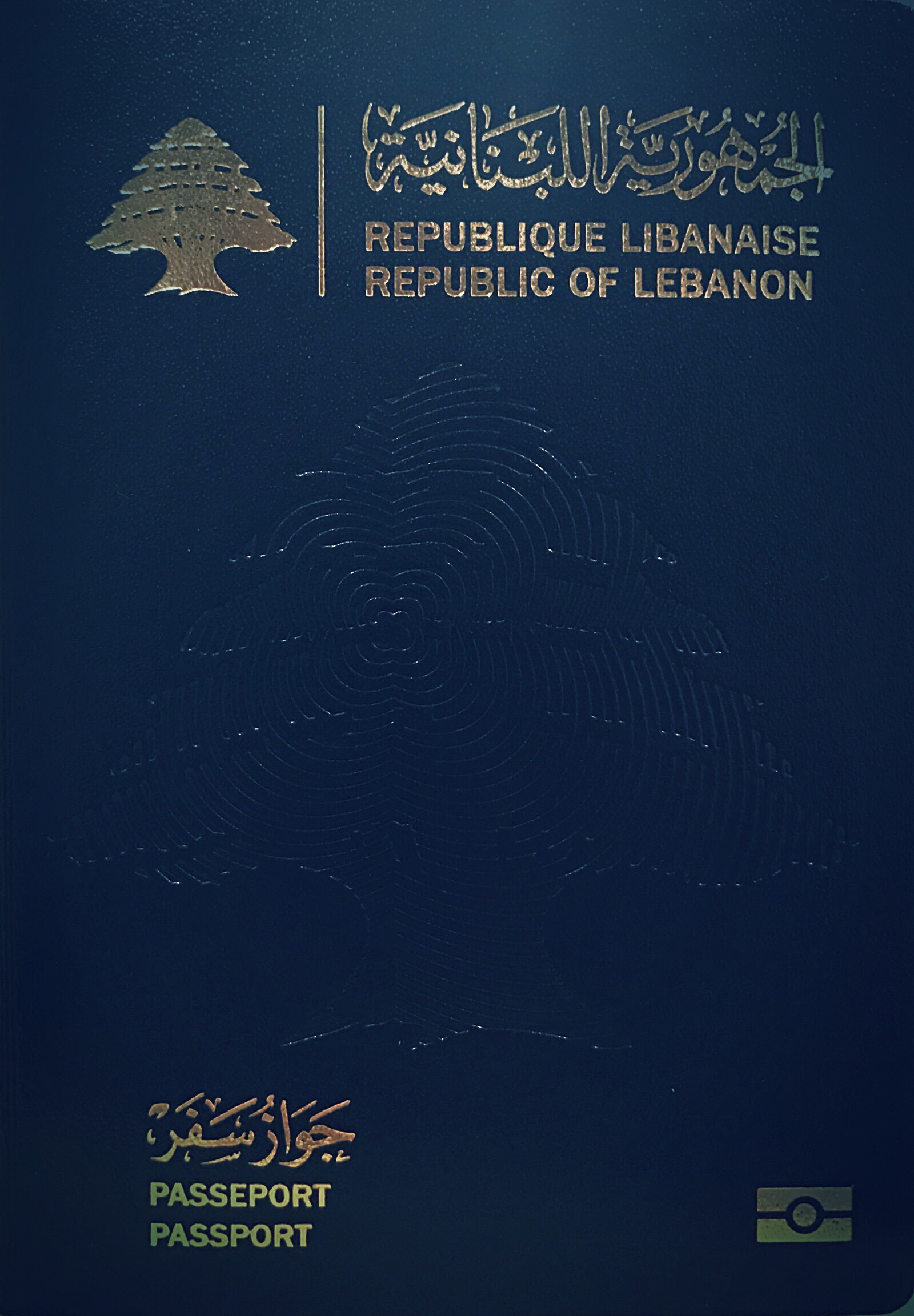
گذرنامه لبنانی
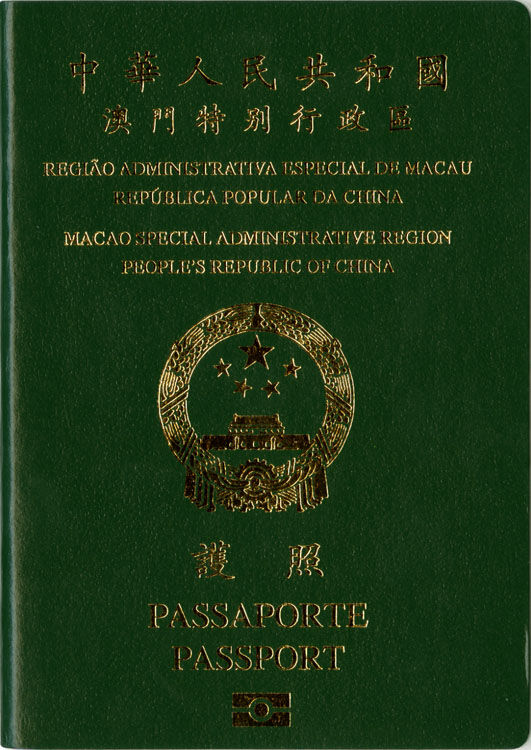
گذرنامه ماکائویی
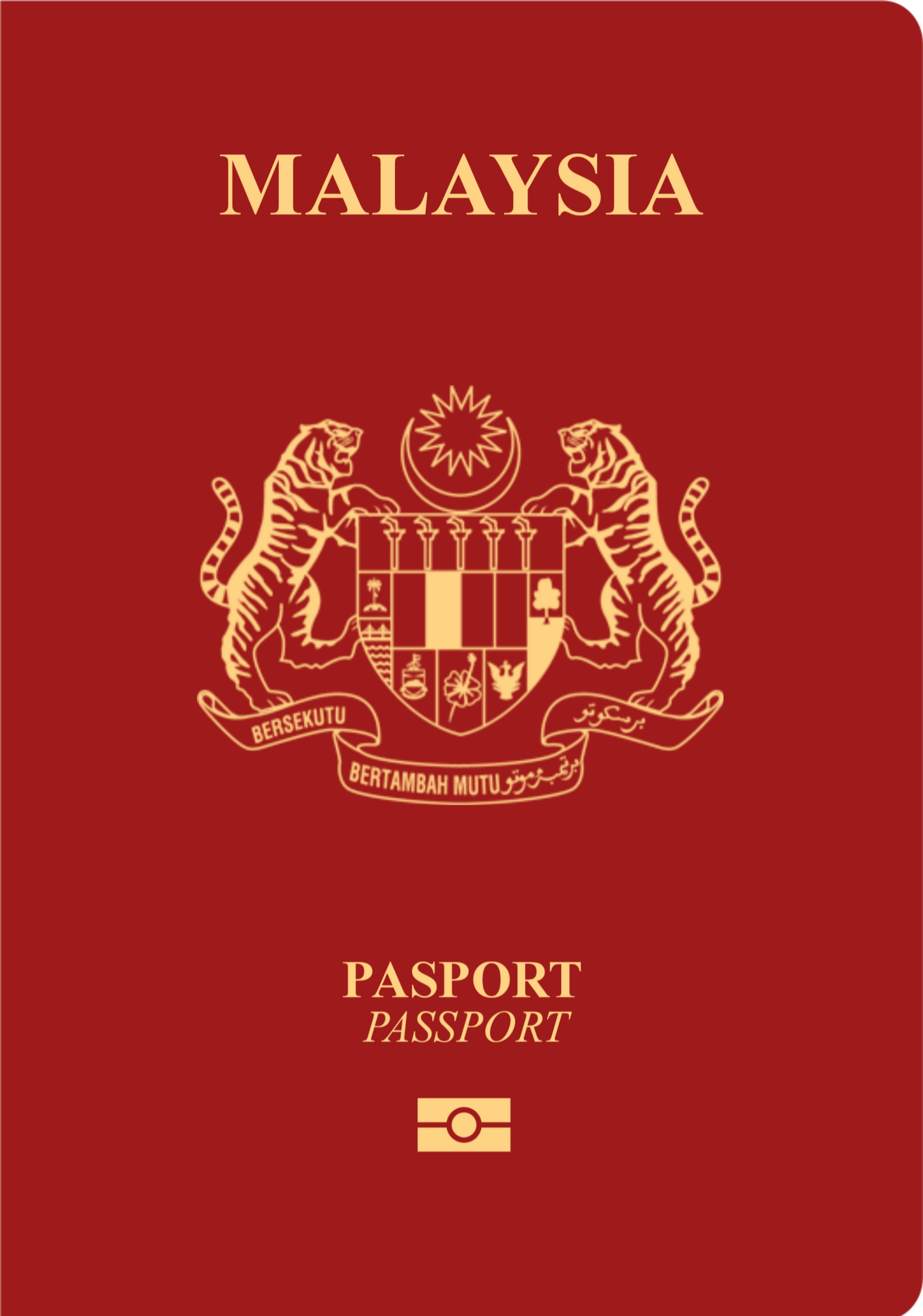
گذرنامه مالزیایی
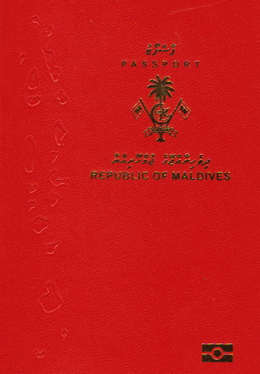
گذرنامه مالدیوی
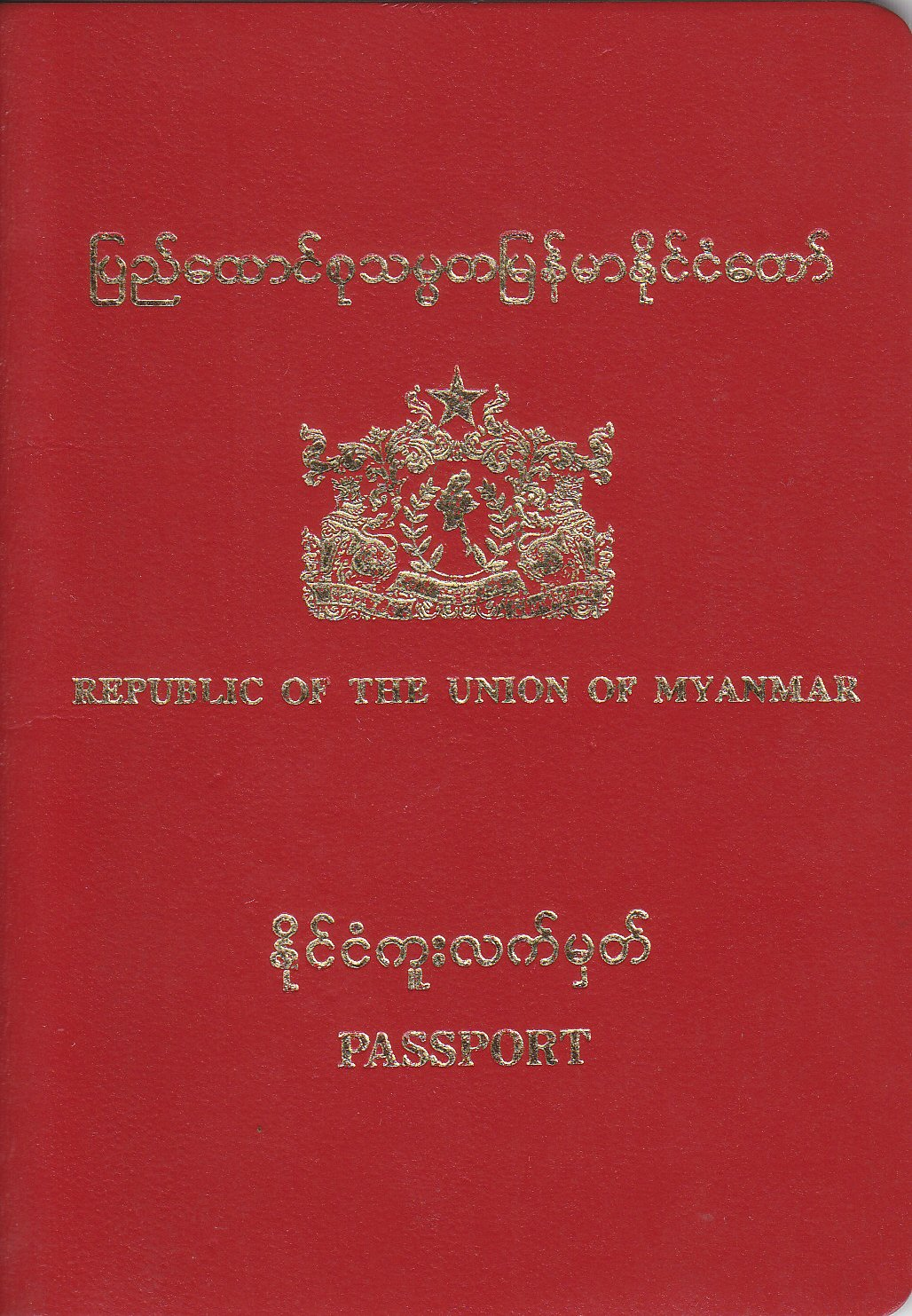
گذرنامه میانماری
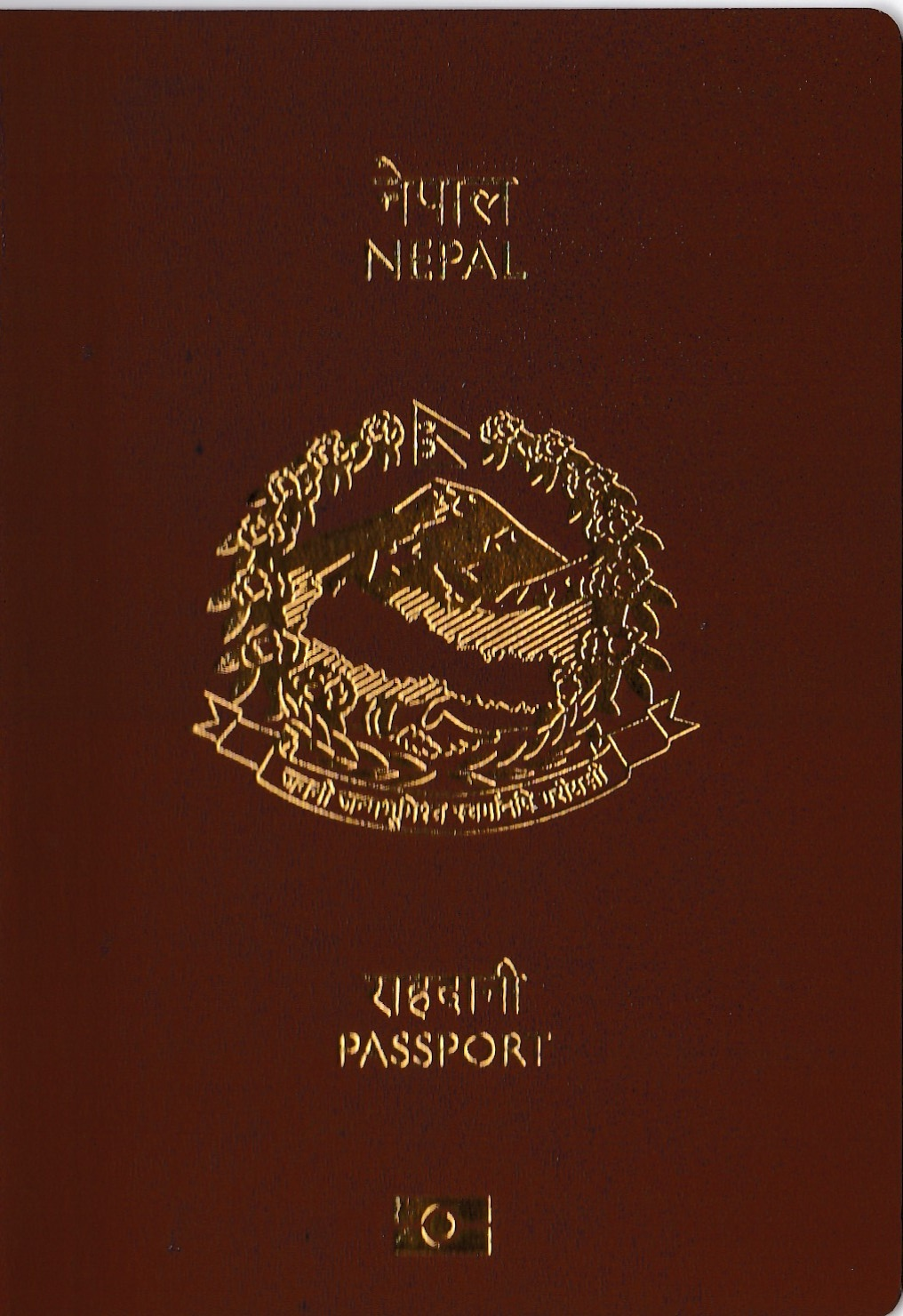
گذرنامه نپالی
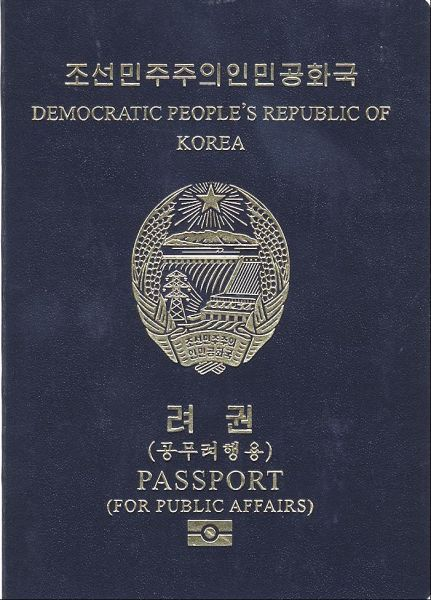
گذرنامه کره شمالی
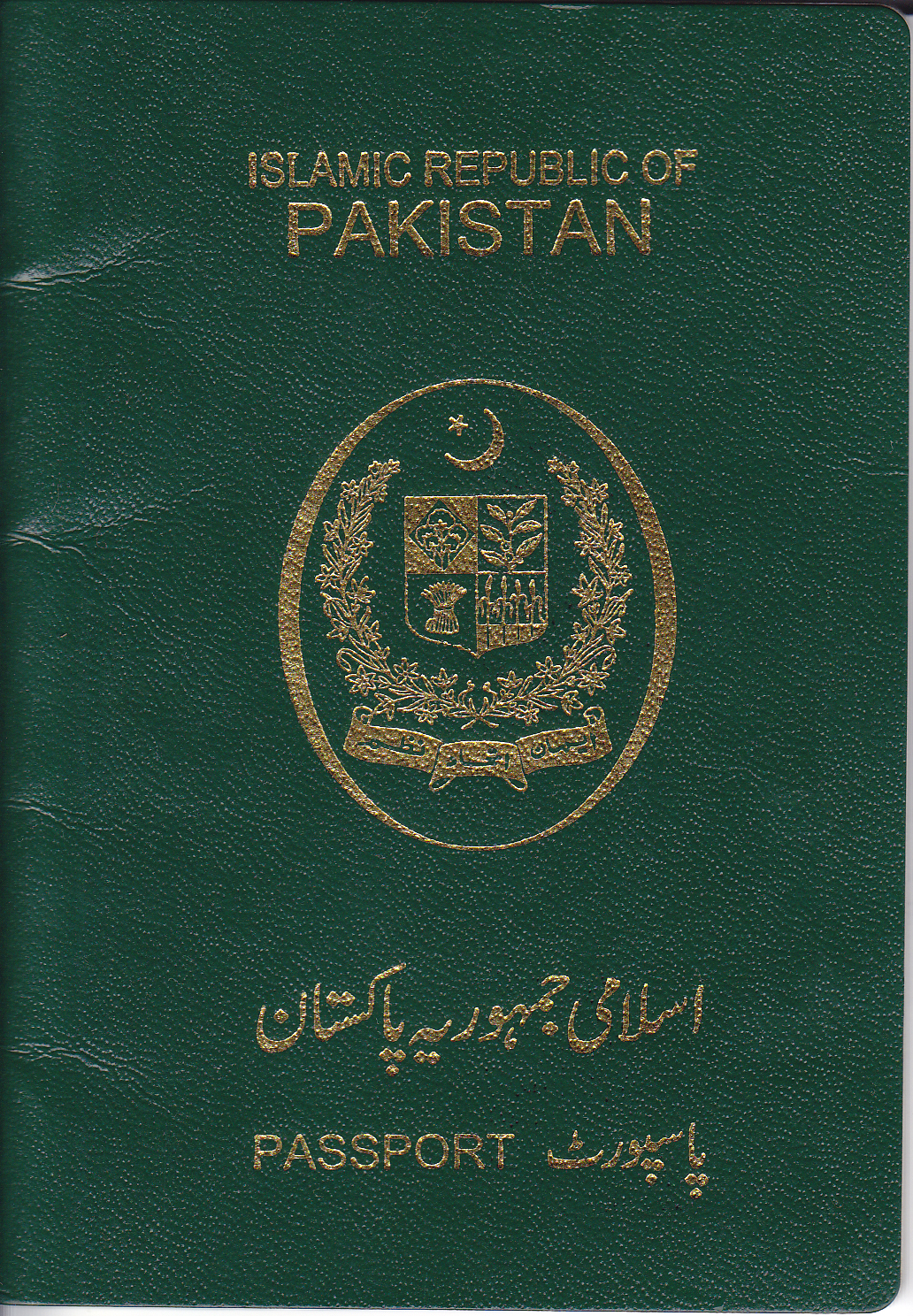
گذرنامه پاکستانی
گذرنامه فیلیپینی
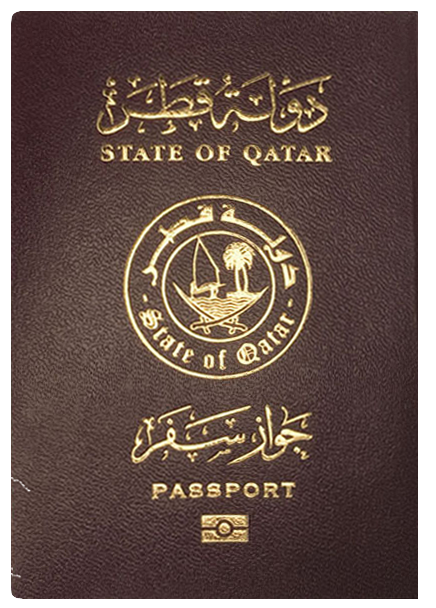
گذرنامه قطری
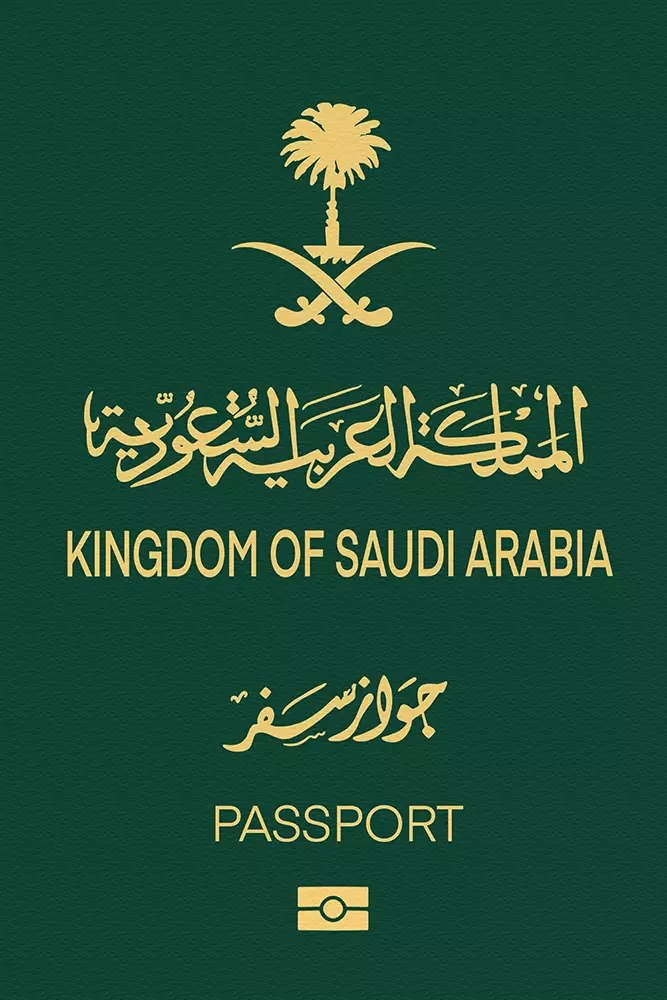
گذرنامه عربستان سعودی
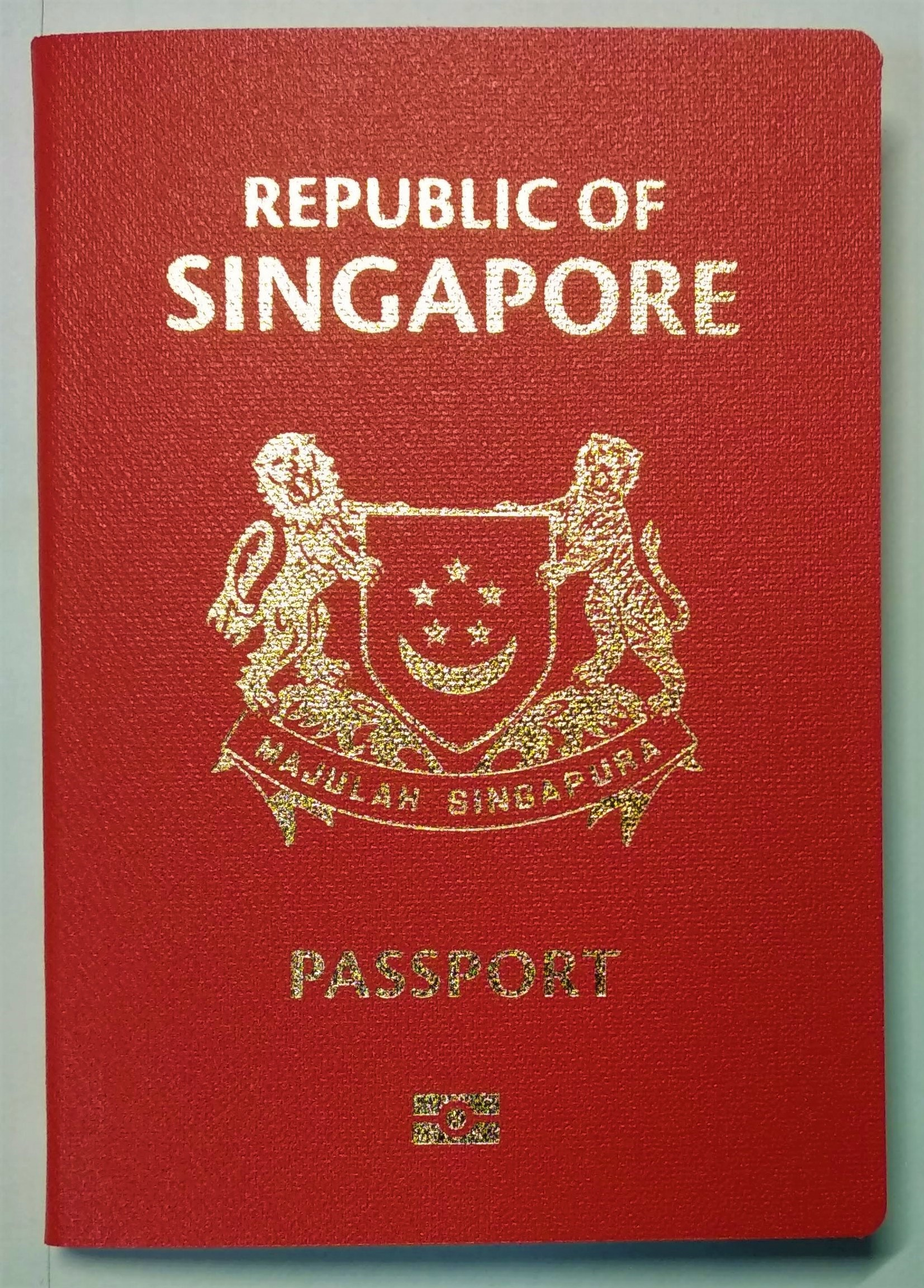
گذرنامه سنگاپوری
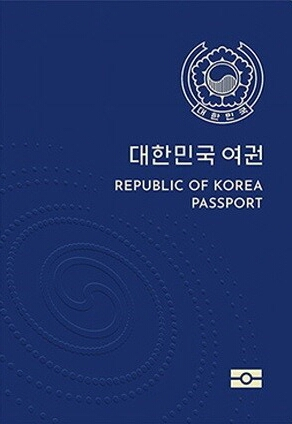
گذرنامه کره جنوبی
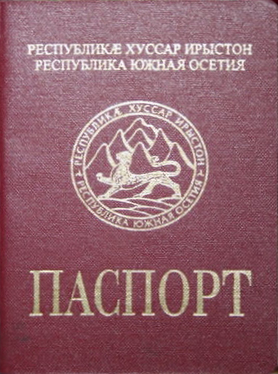
South Ossetia
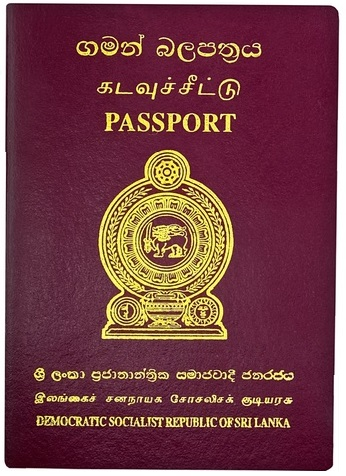
گذرنامه سری‌لانکایی
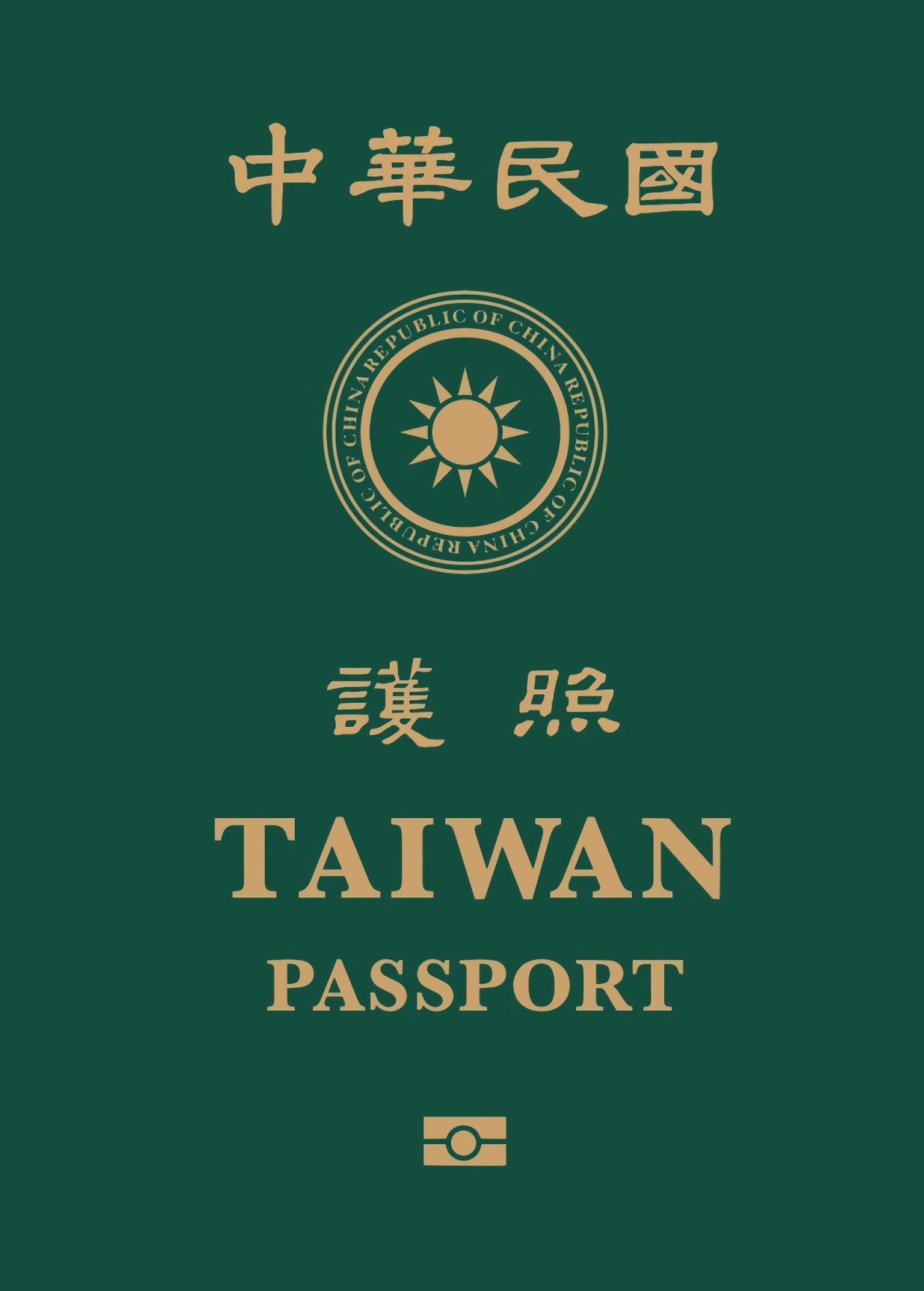
گذرنامه تایوانی
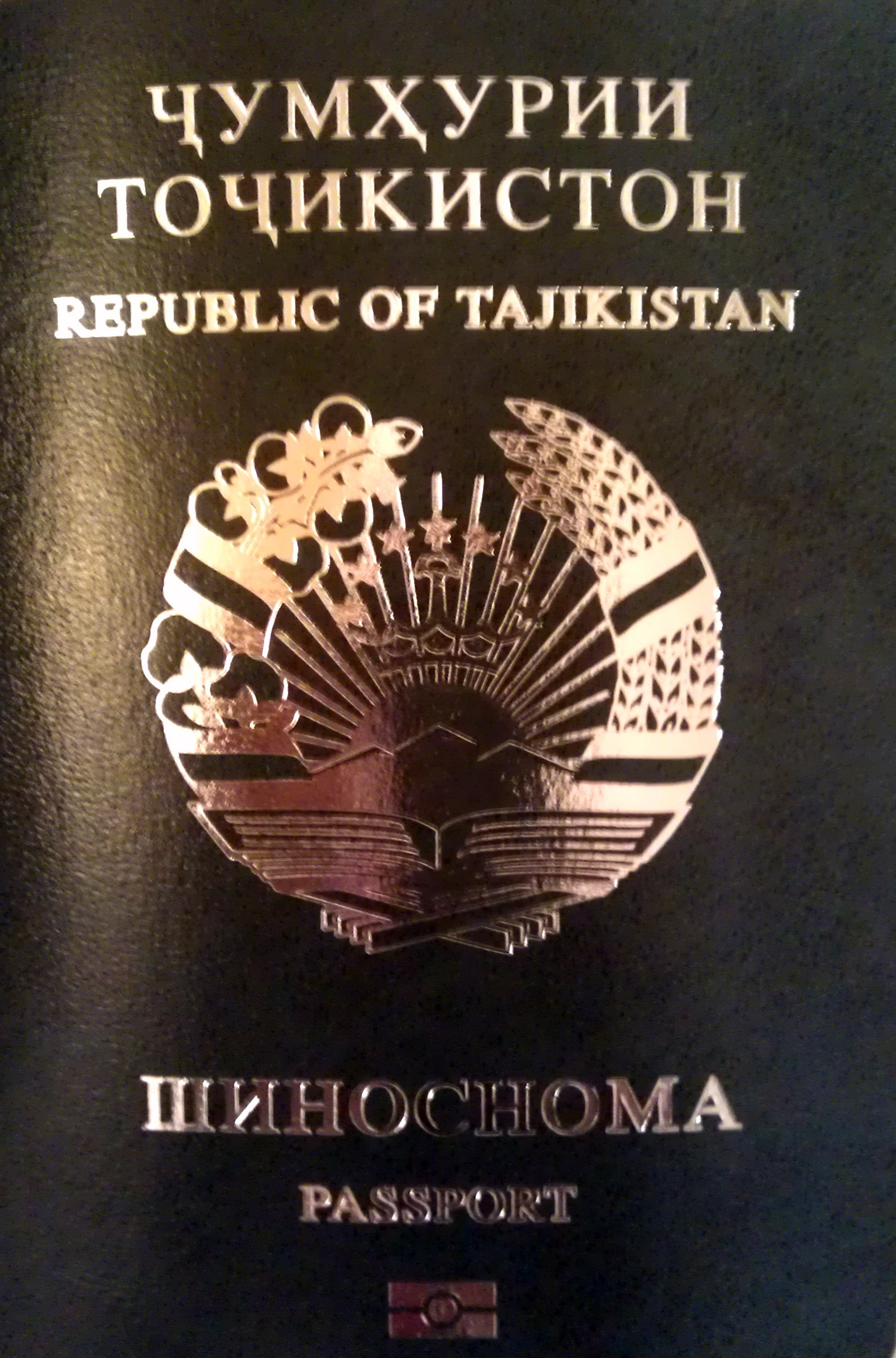
گذرنامه تاجیکستانی
گذرنامه تایلندی
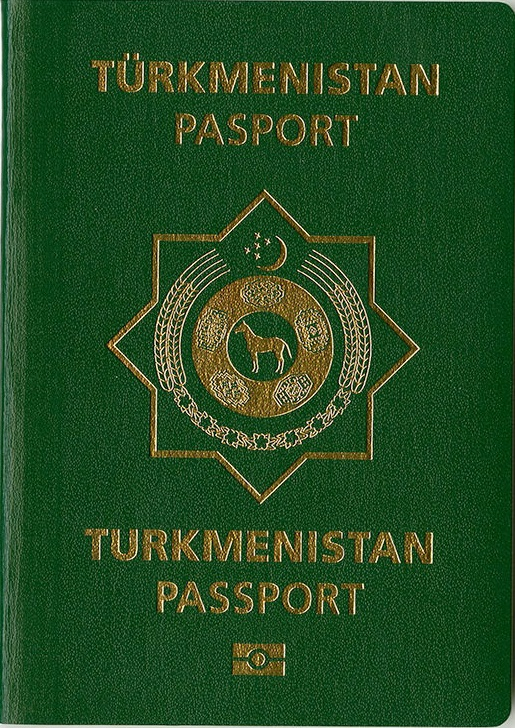
گذرنامه ترکمنستانی
گذرنامه اماراتی
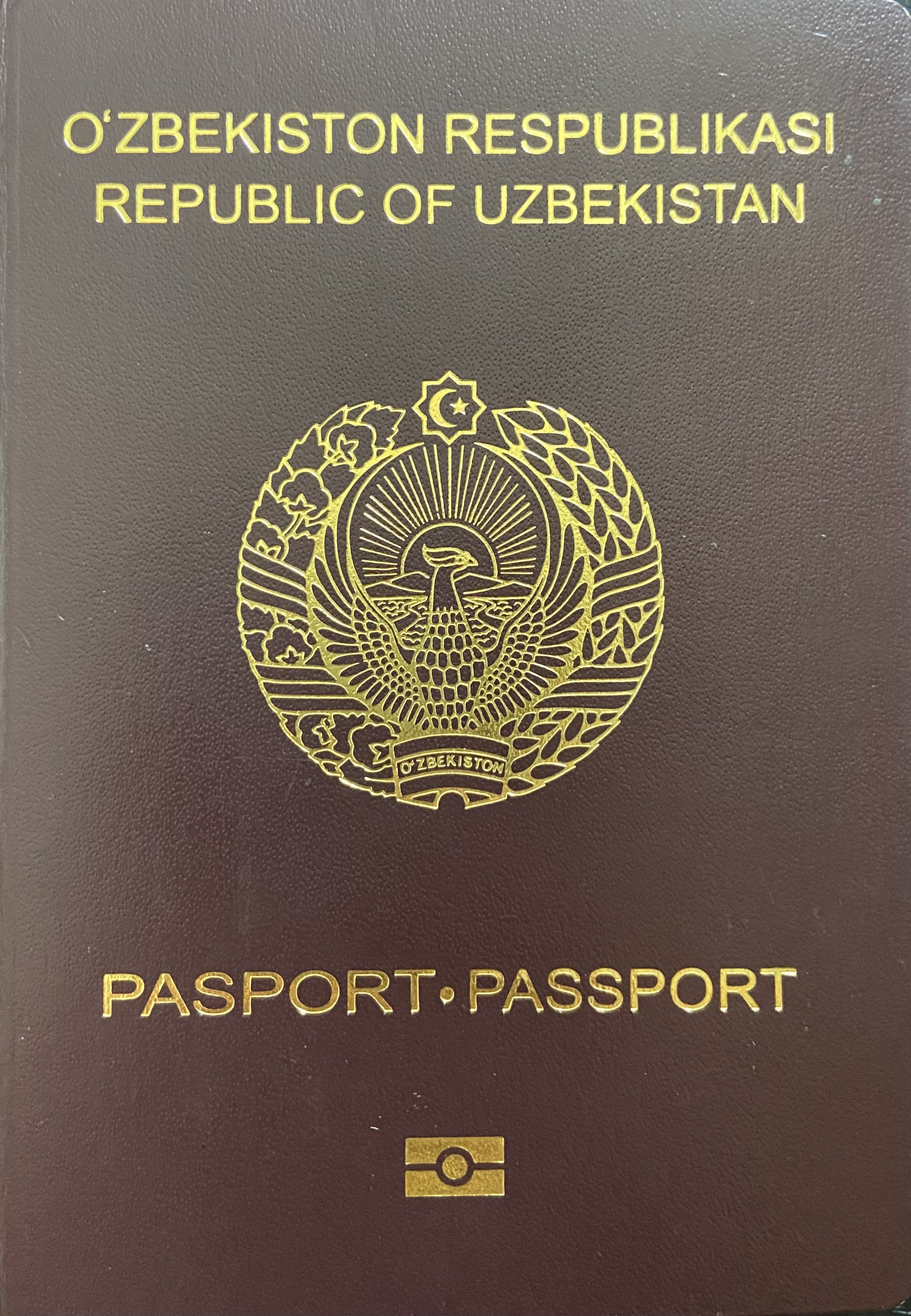
گذرنامه ازبکستانی
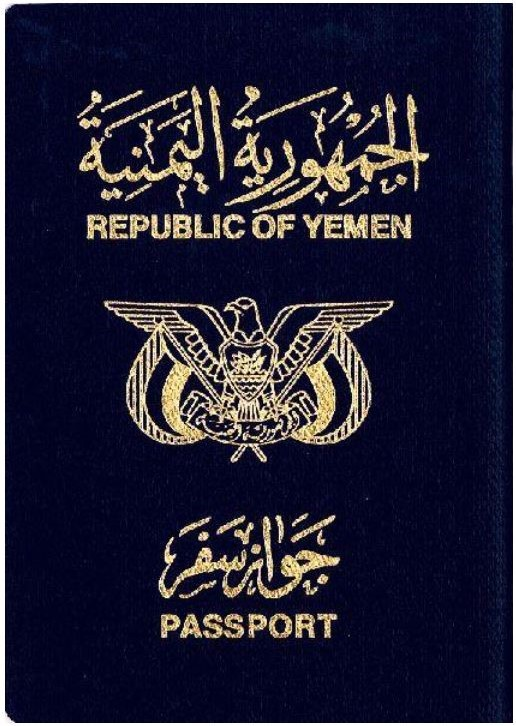
گذرنامه یمنی

### اروپا

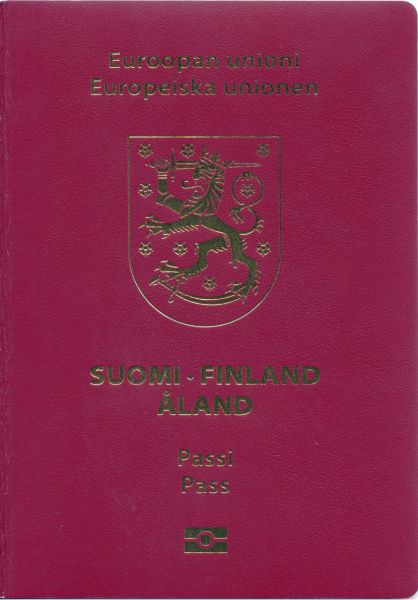
گذرنامه فنلاندی
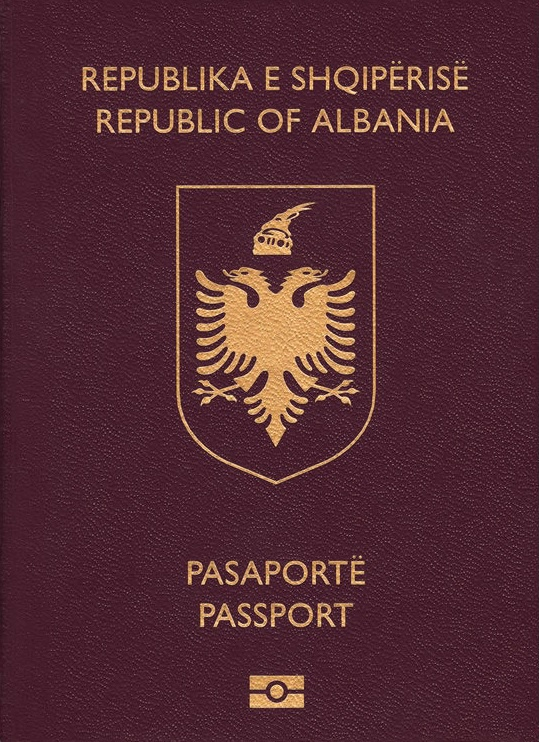
گذرنامه آلبانیایی
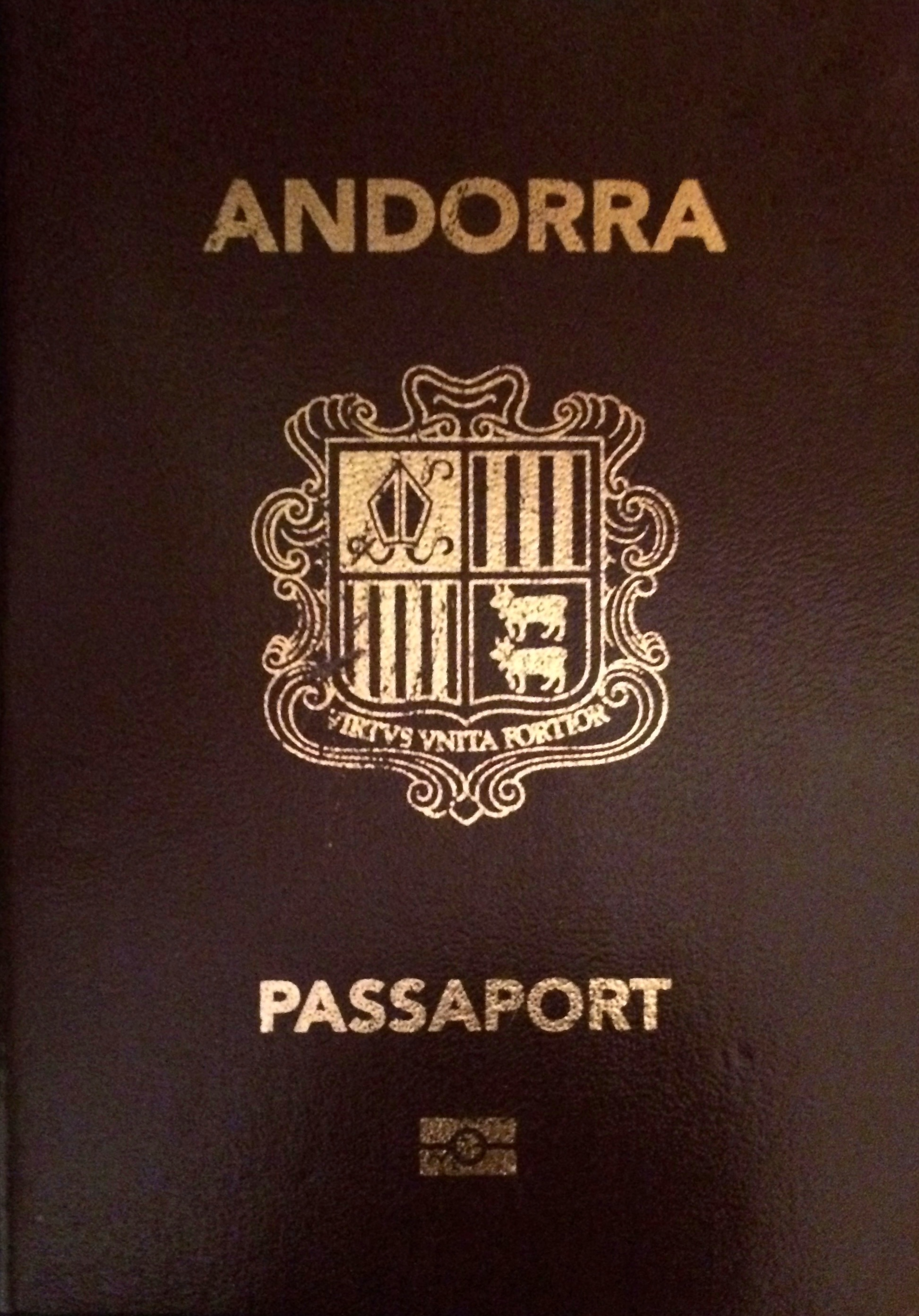
گذرنامه آندورایی
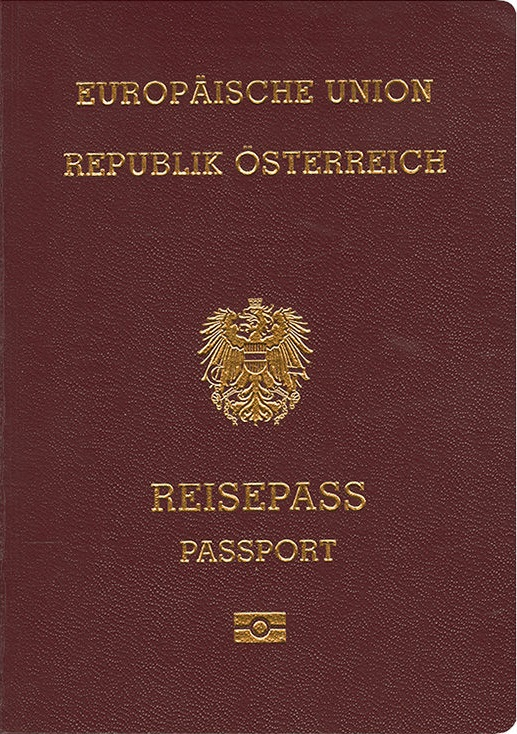
گذرنامه اتریشی
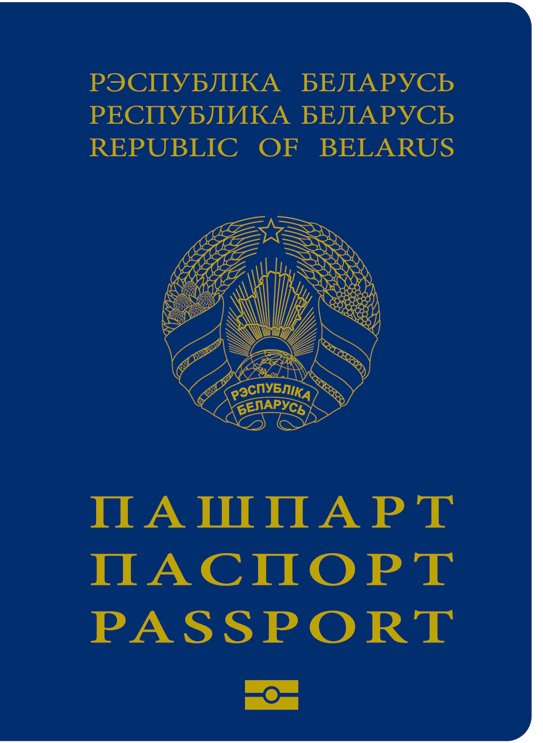
گذرنامه بلاروسی
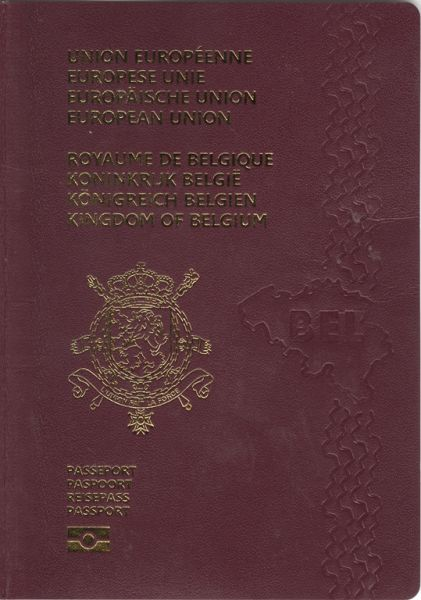
گذرنامه بلژیکی
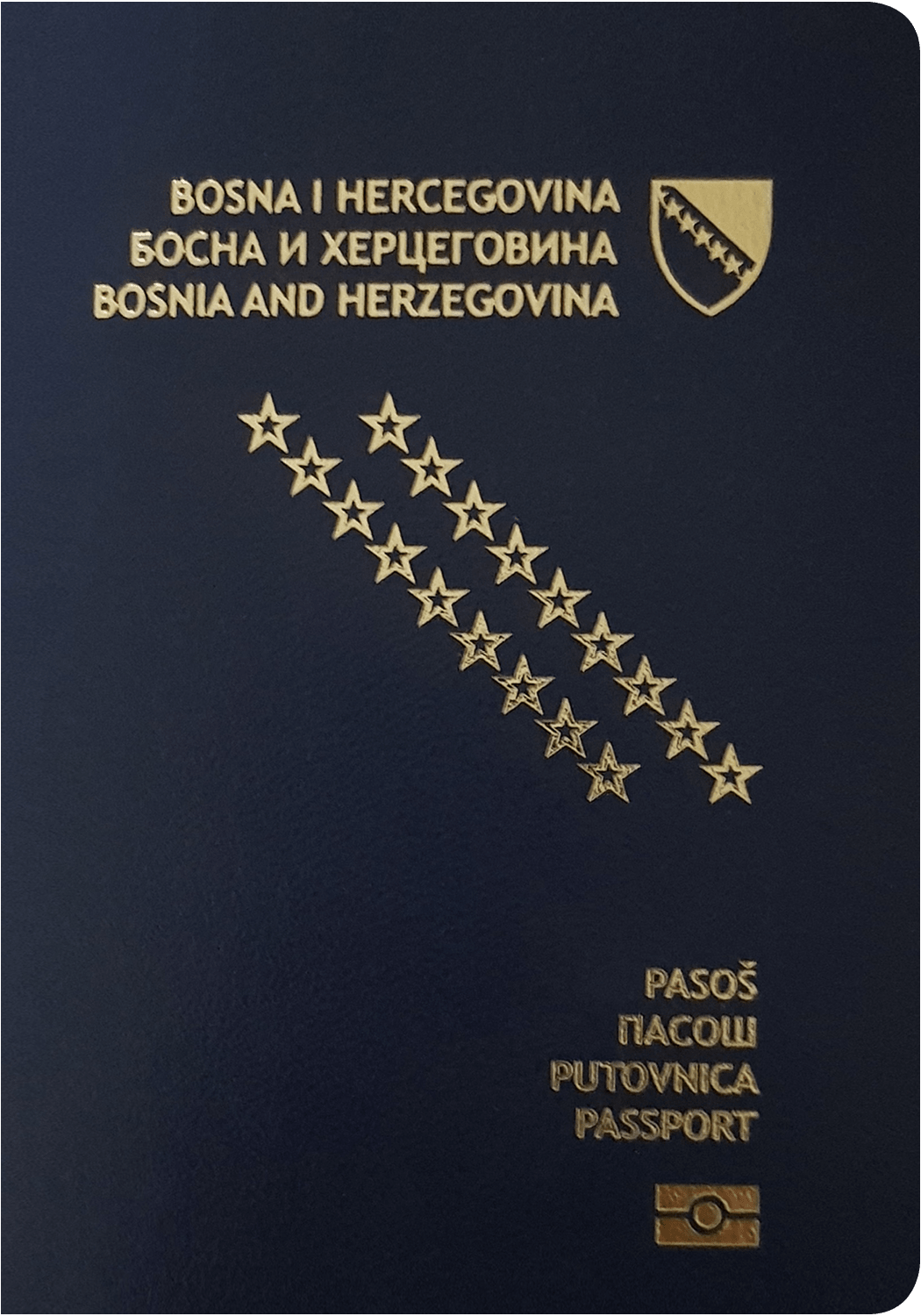
گذرنامه بوسنی و هرزگوینی
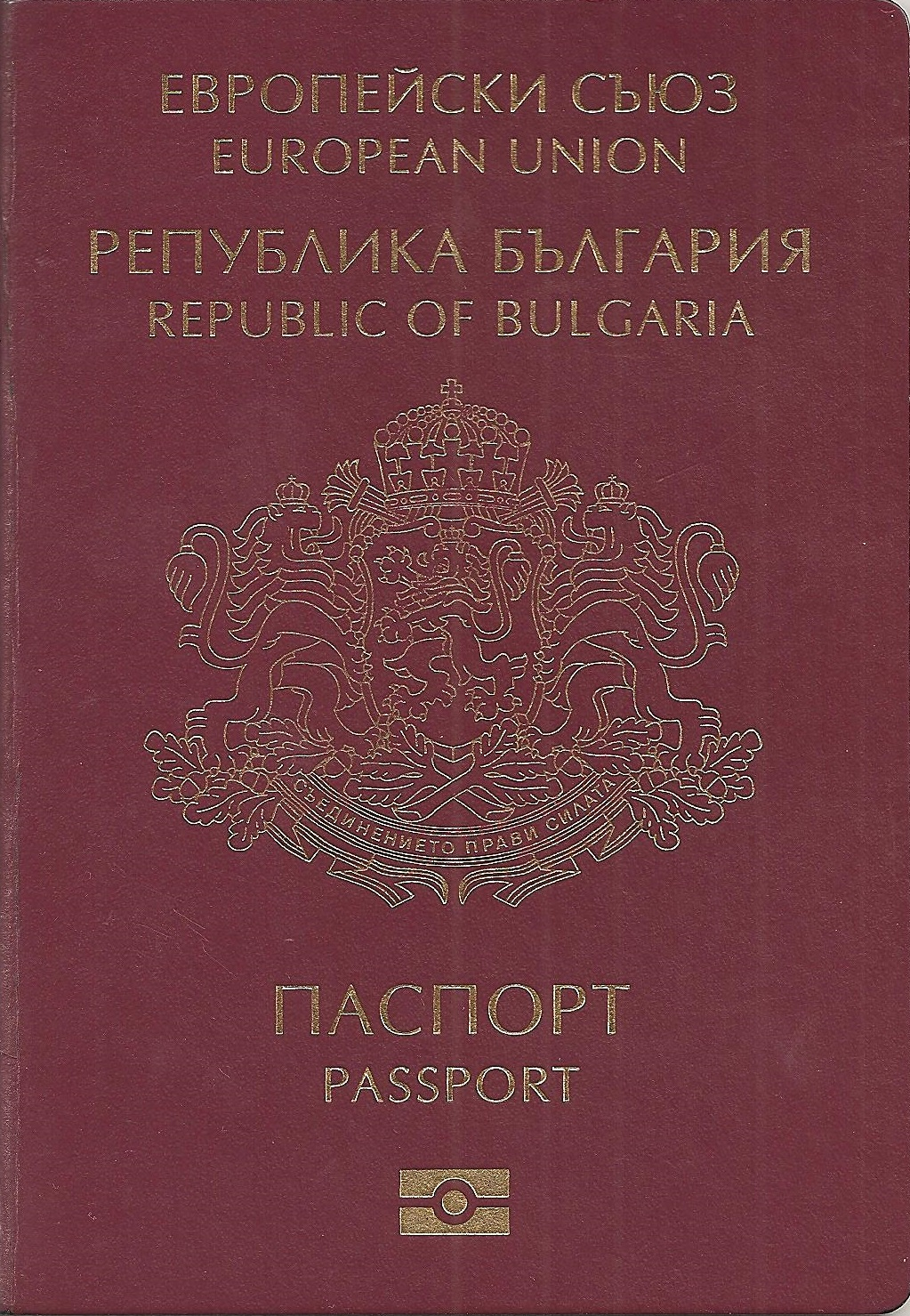
گذرنامه بلغارستانی
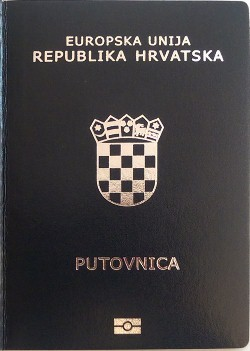
گذرنامه کروات
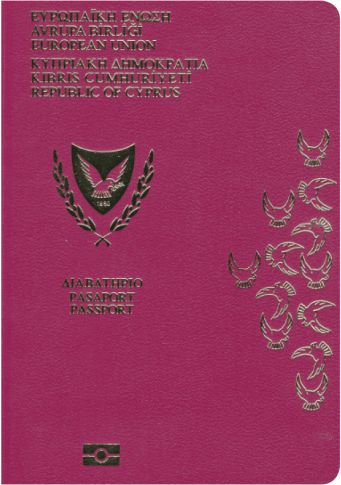
گذرنامه قبرسی
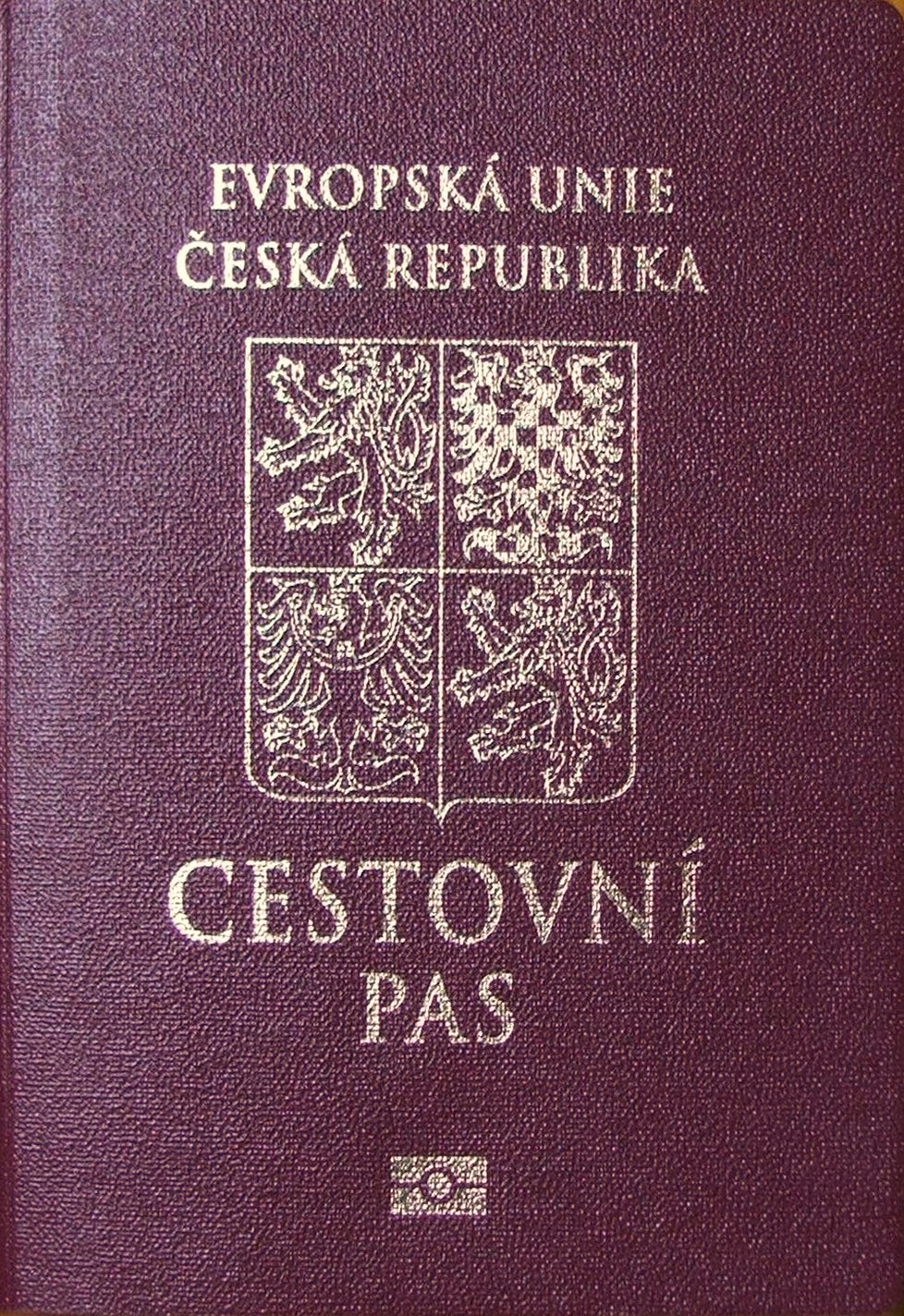
گذرنامه چکی
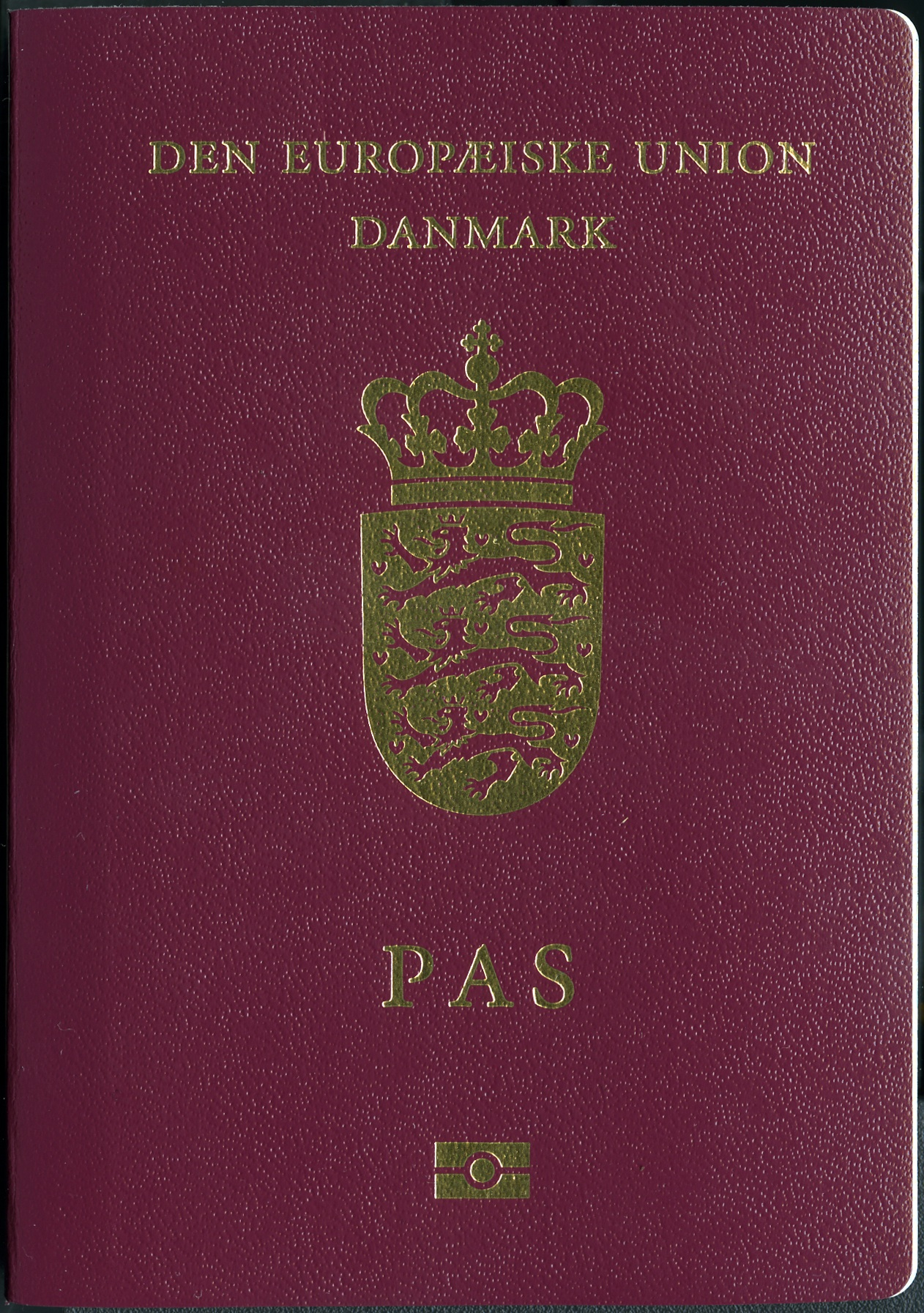
گذرنامه دانمارکی
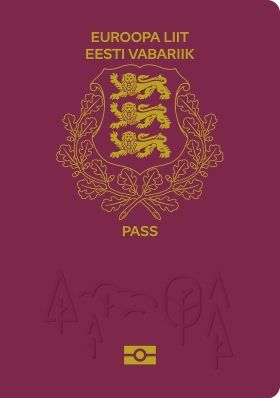
گذرنامه استونیایی
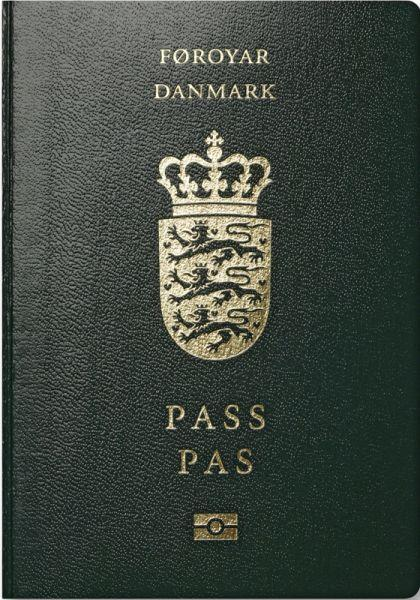
گذرنامه دانمارکی
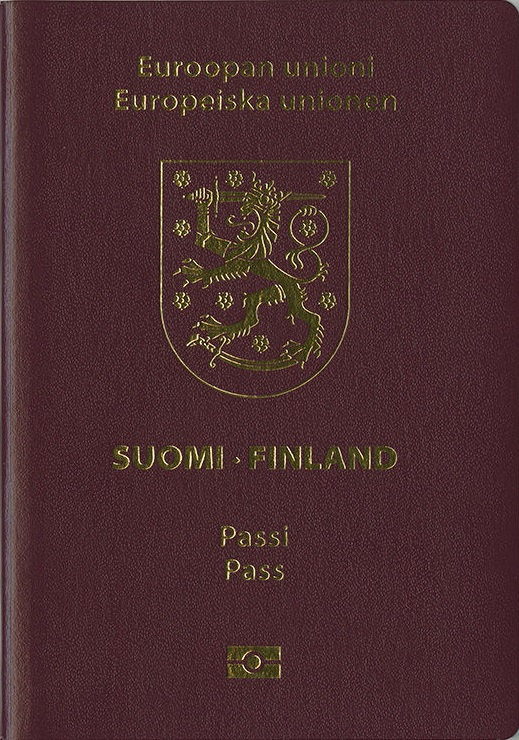
گذرنامه فنلاندی
گذرنامه فرانسوی
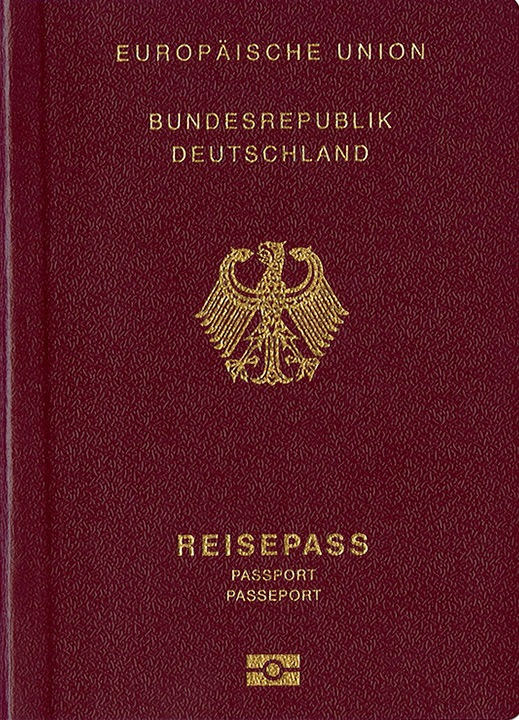
گذرنامه آلمانی
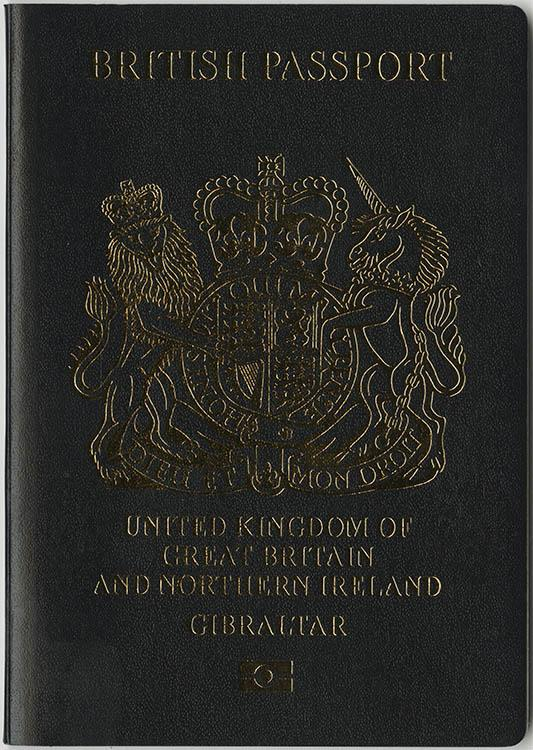
Gibraltar
گذرنامه یونانی
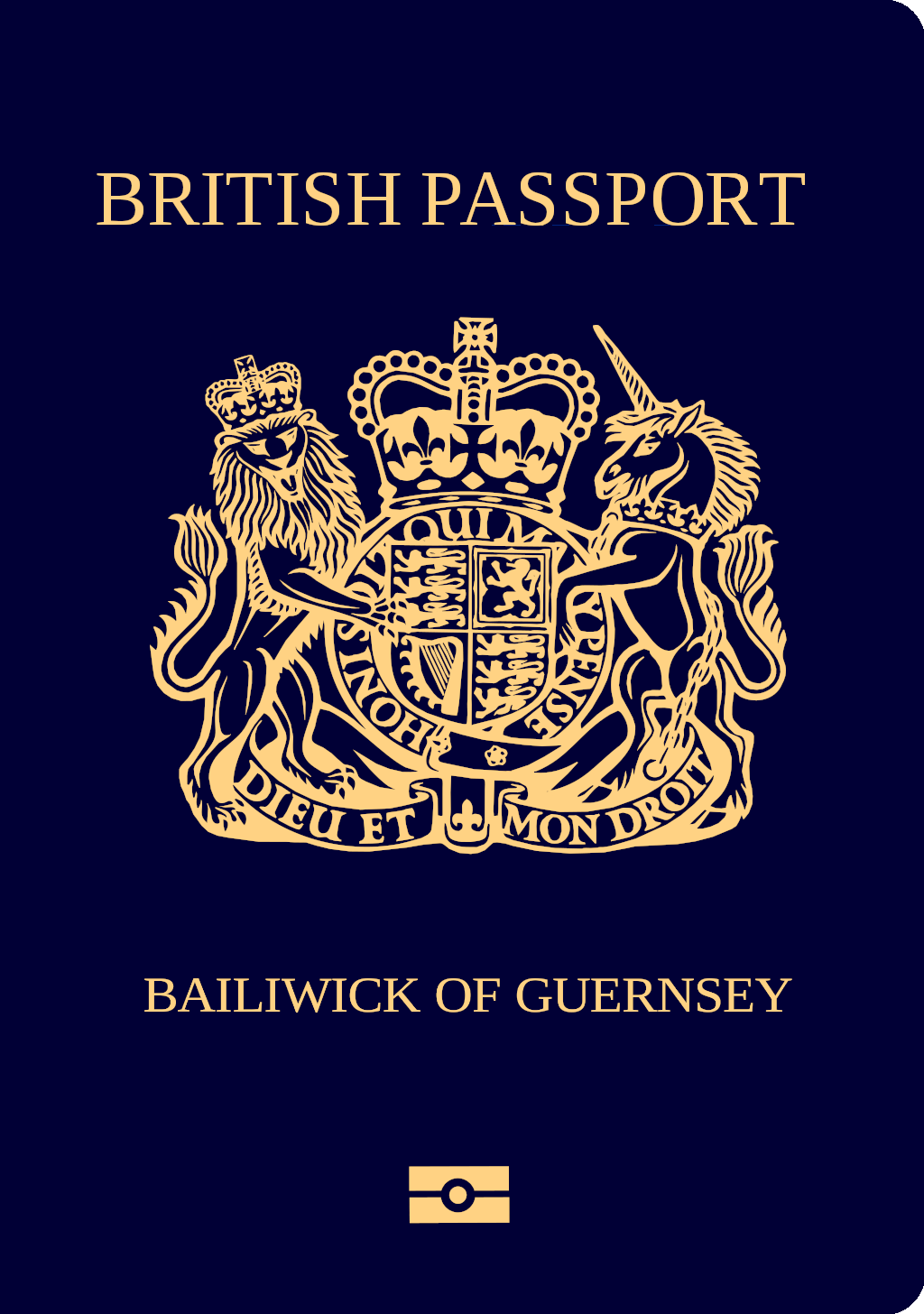
Guernsey
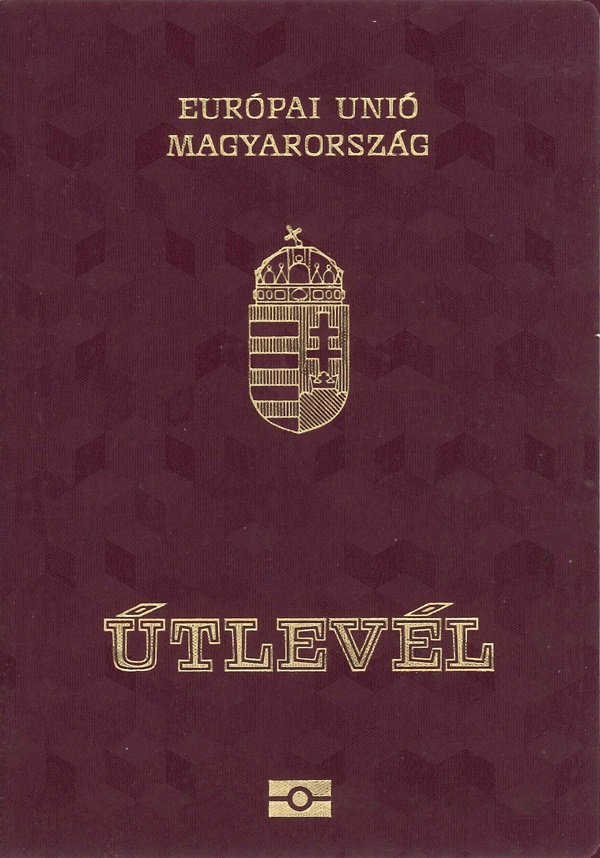
گذرنامه مجارستانی
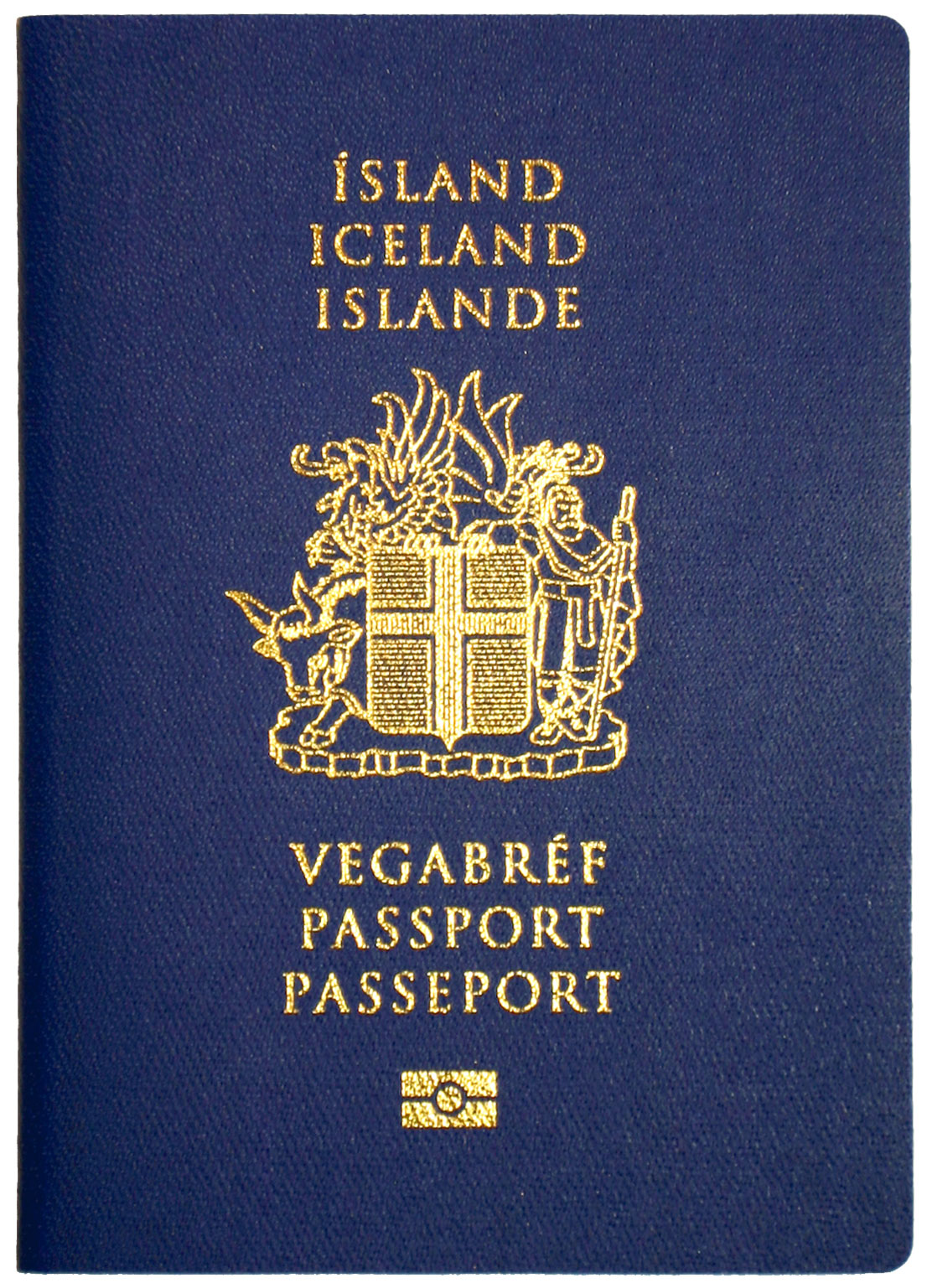
گذرنامه ایسلندی
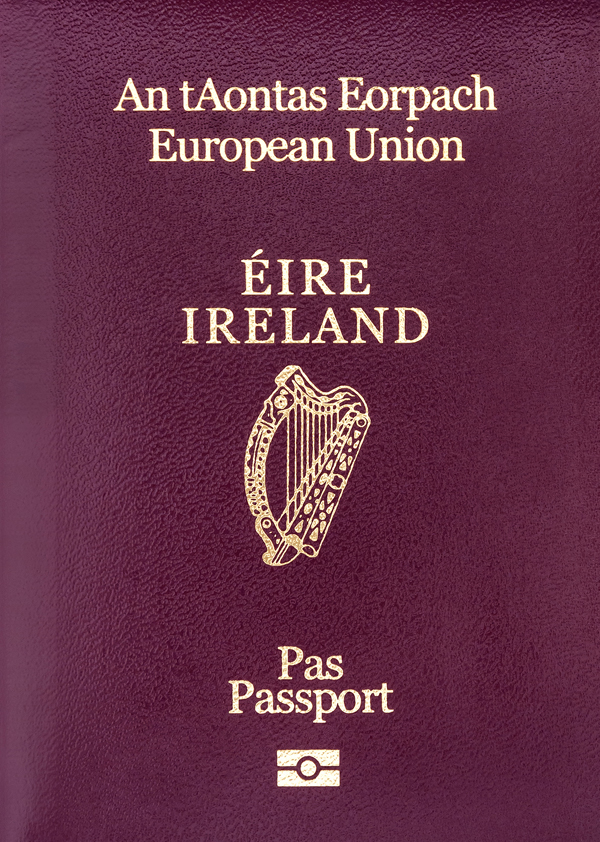
گذرنامه ایرلندی
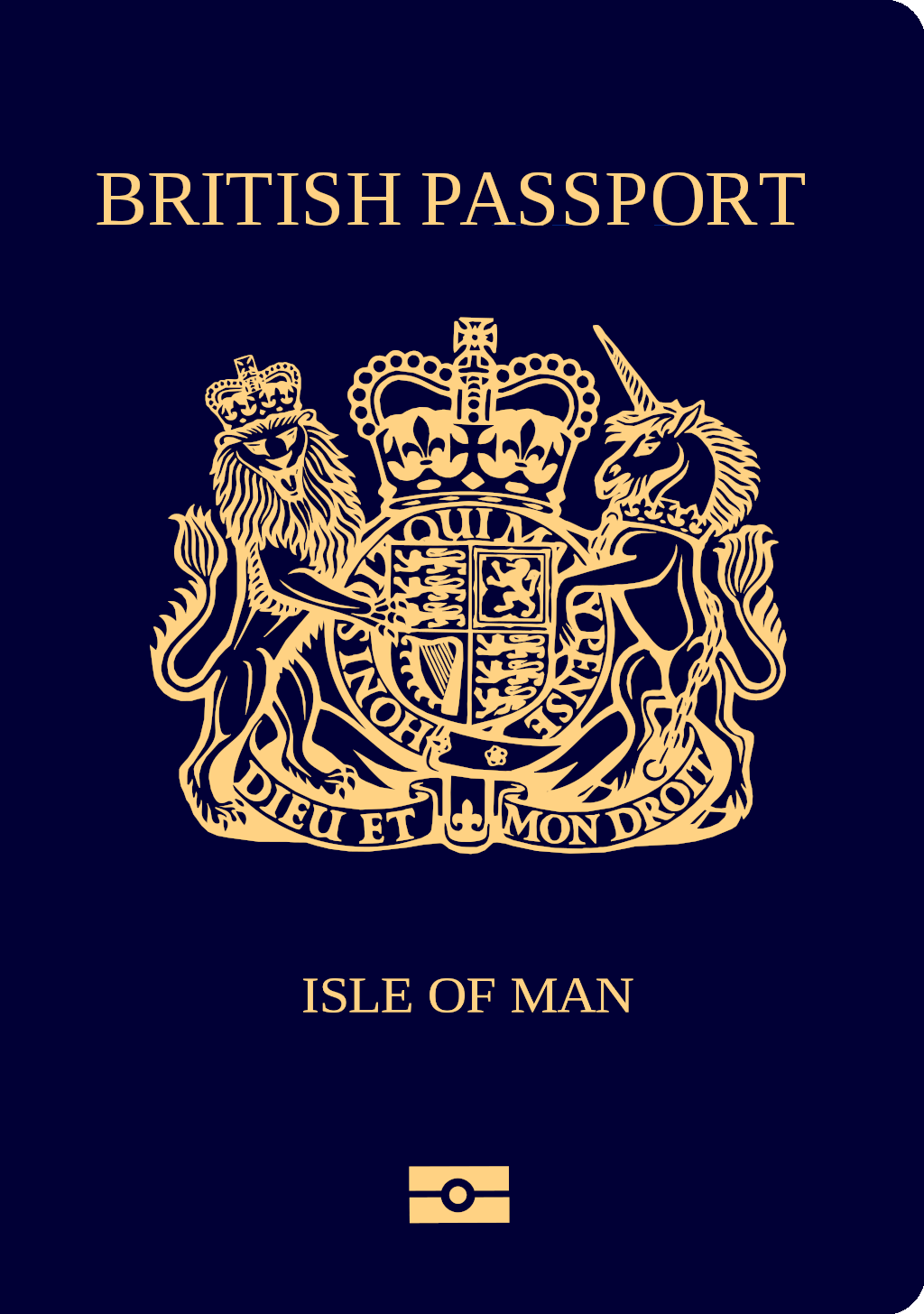
Isle of Man
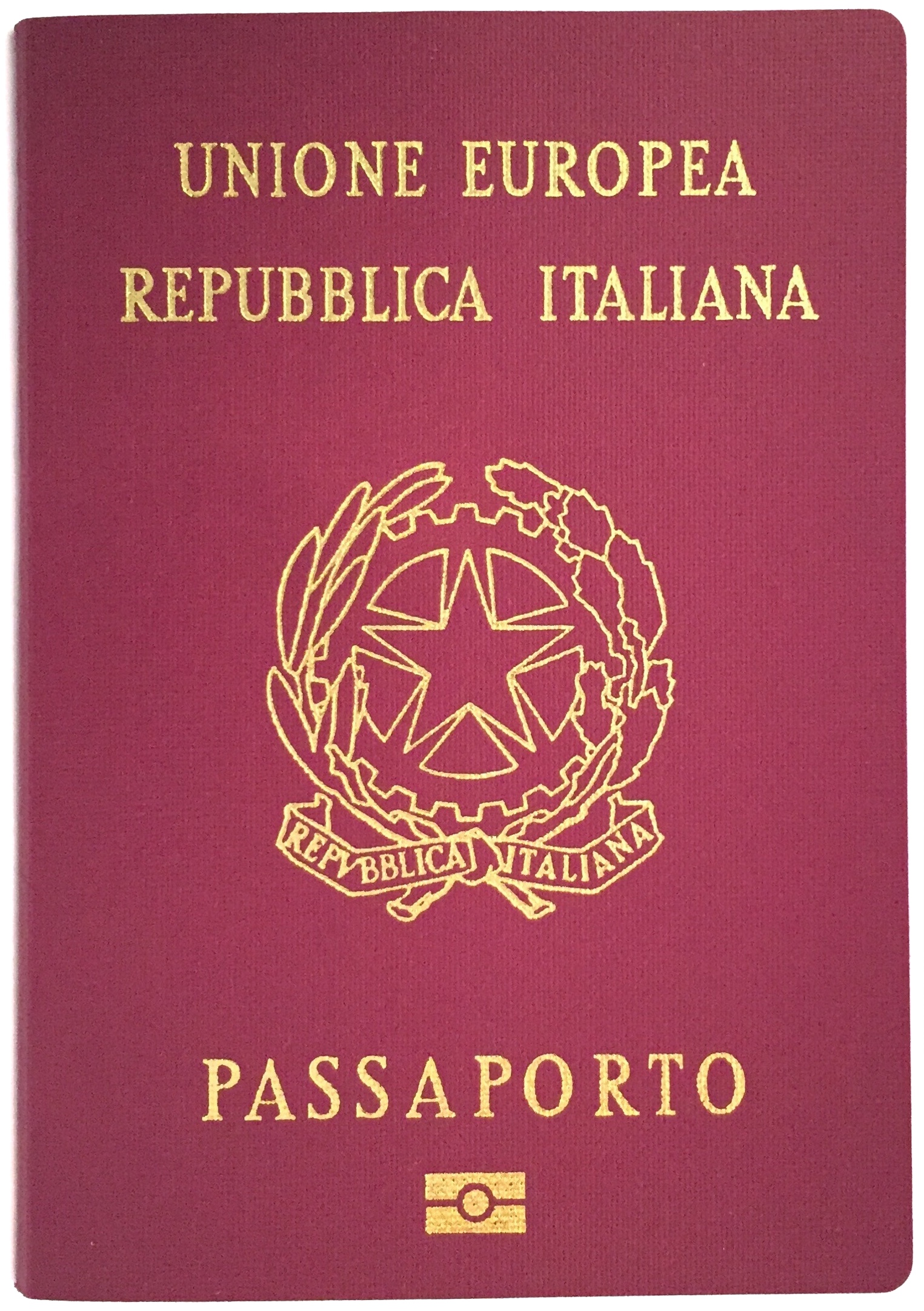
گذرنامه ایتالیایی
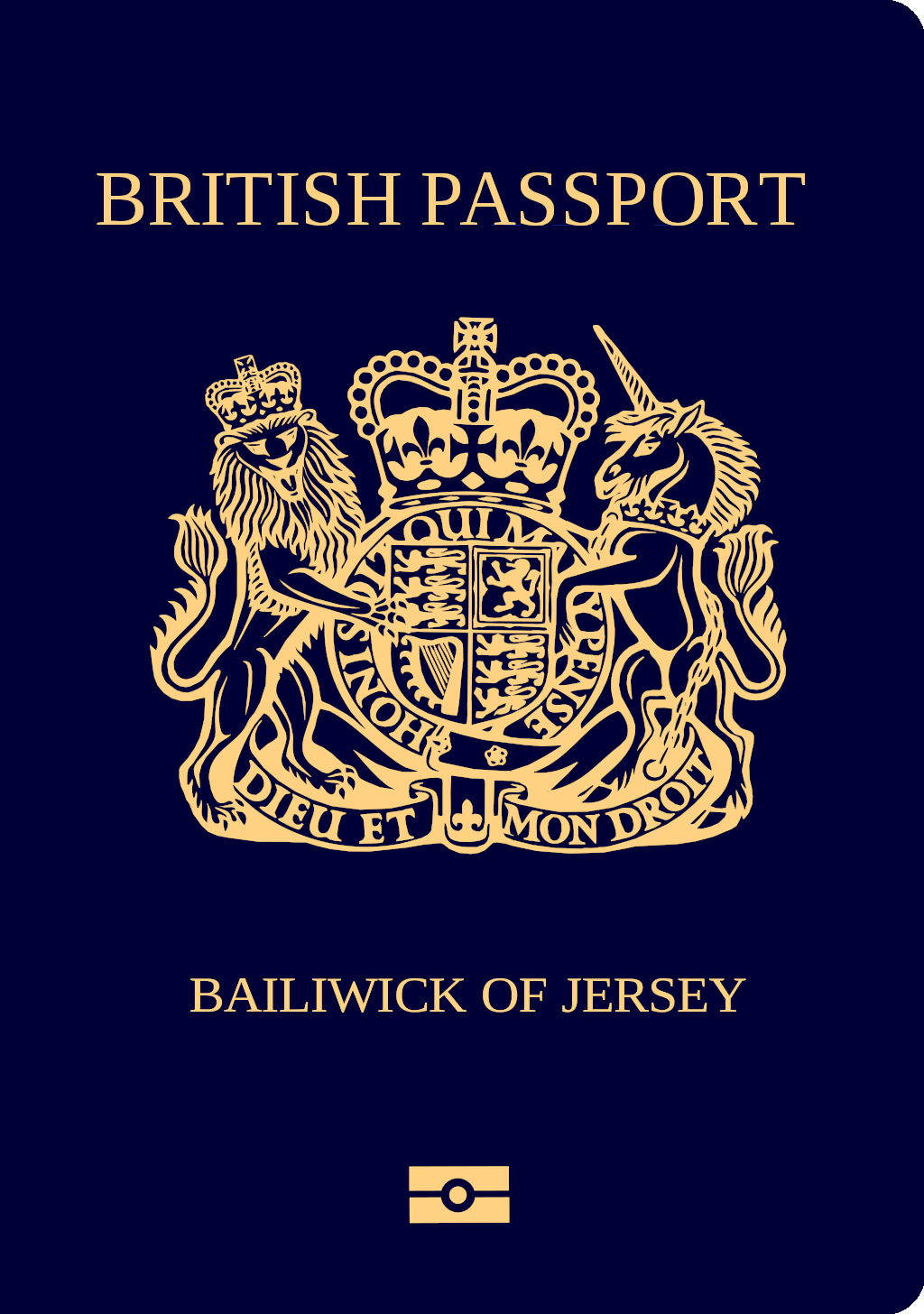
Jersey
گذرنامه کوزوو
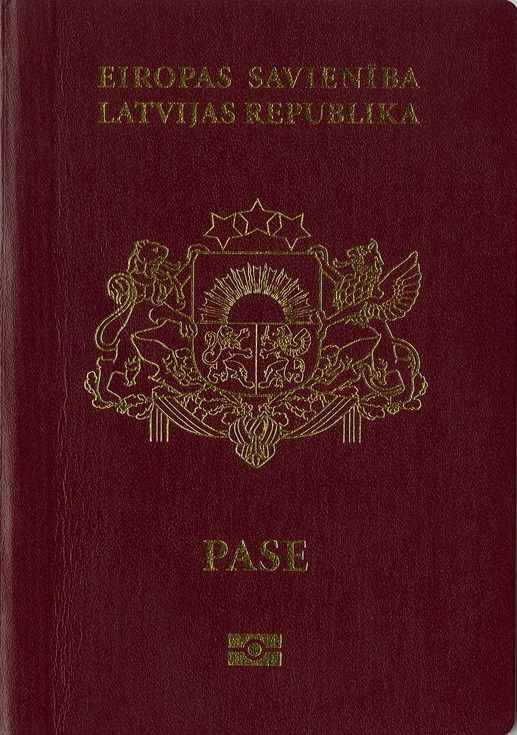
گذرنامه لتونیایی
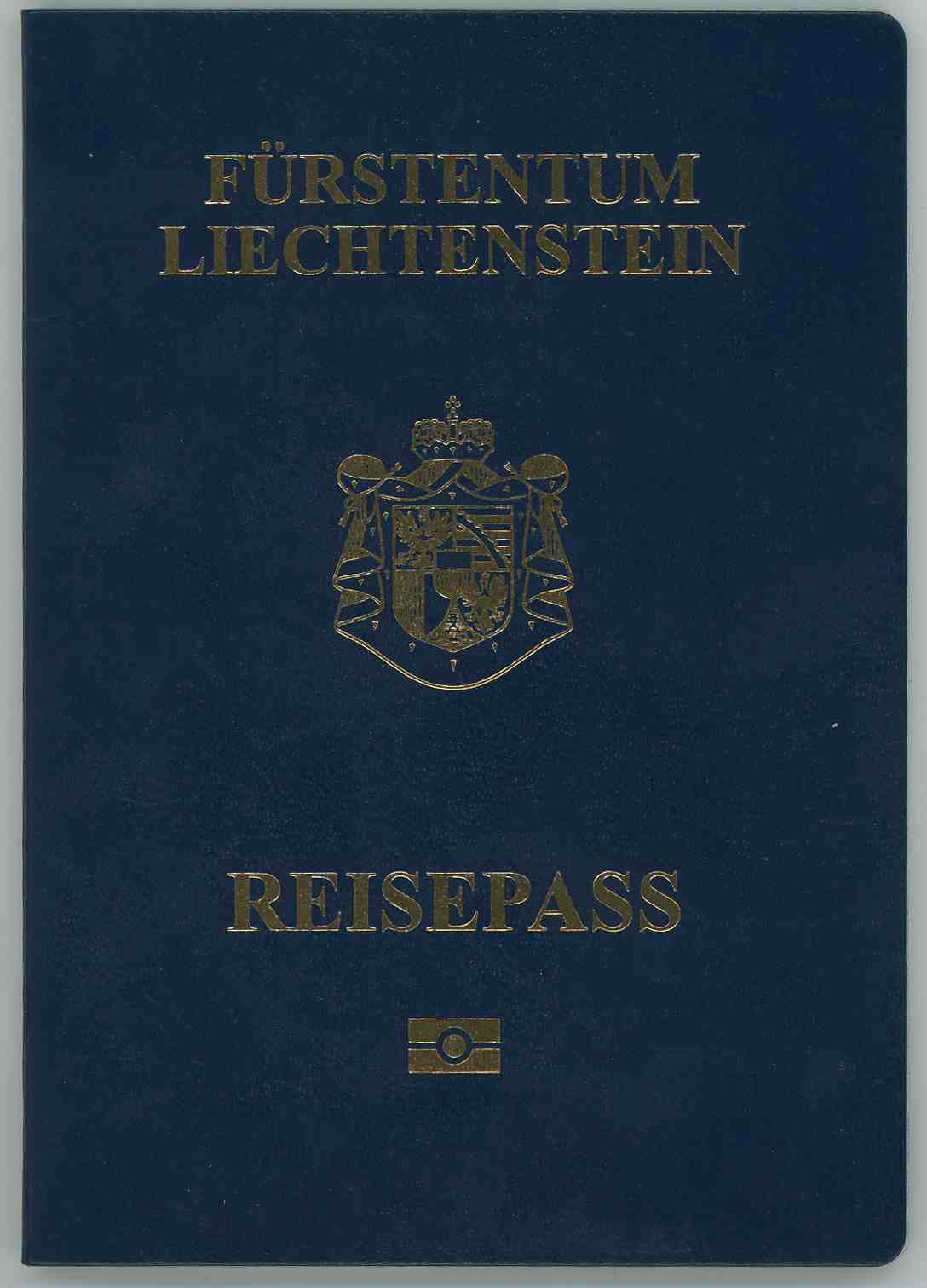
گذرنامه لیختن‌اشتاینی
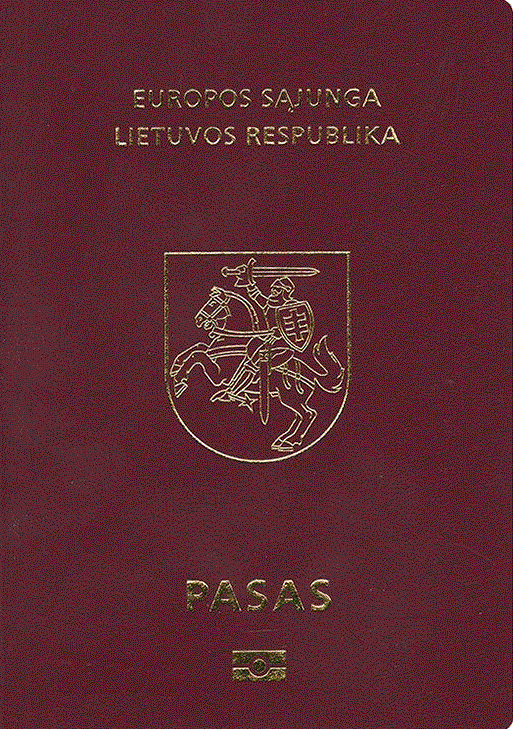
گذرنامه لیتوانیایی
گذرنامه لوکزامبورگی
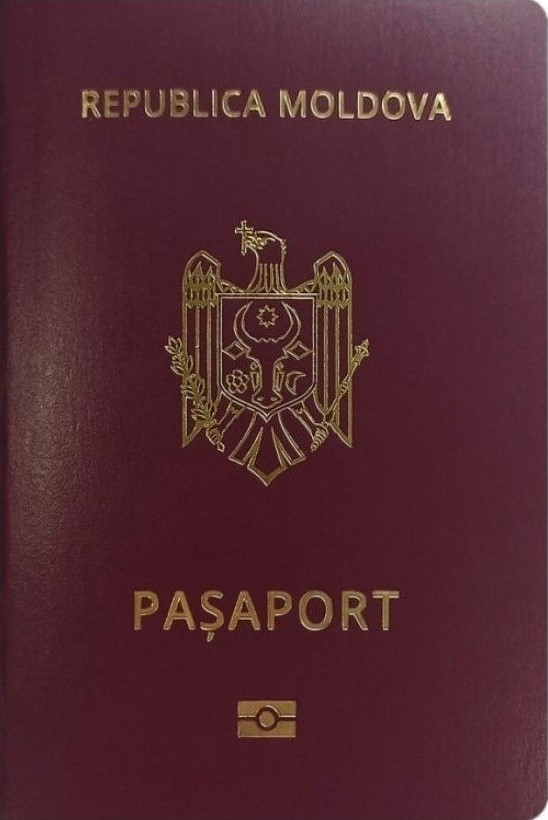
گذرنامه مولداویایی
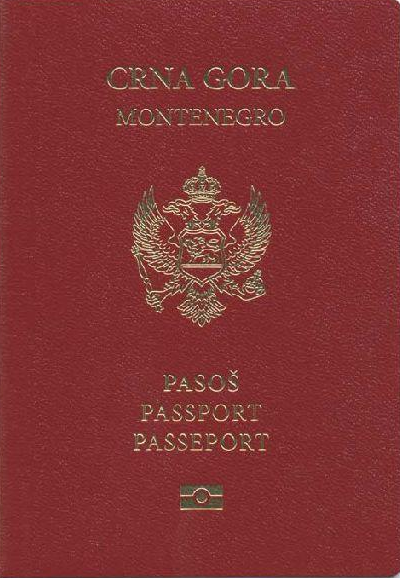
گذرنامه مونته‌نگرویی
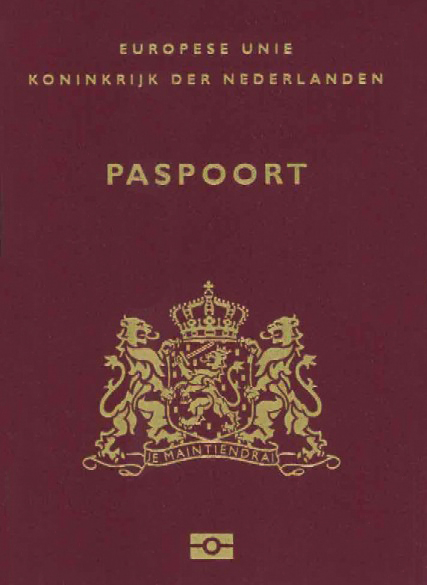
گذرنامه هلندی
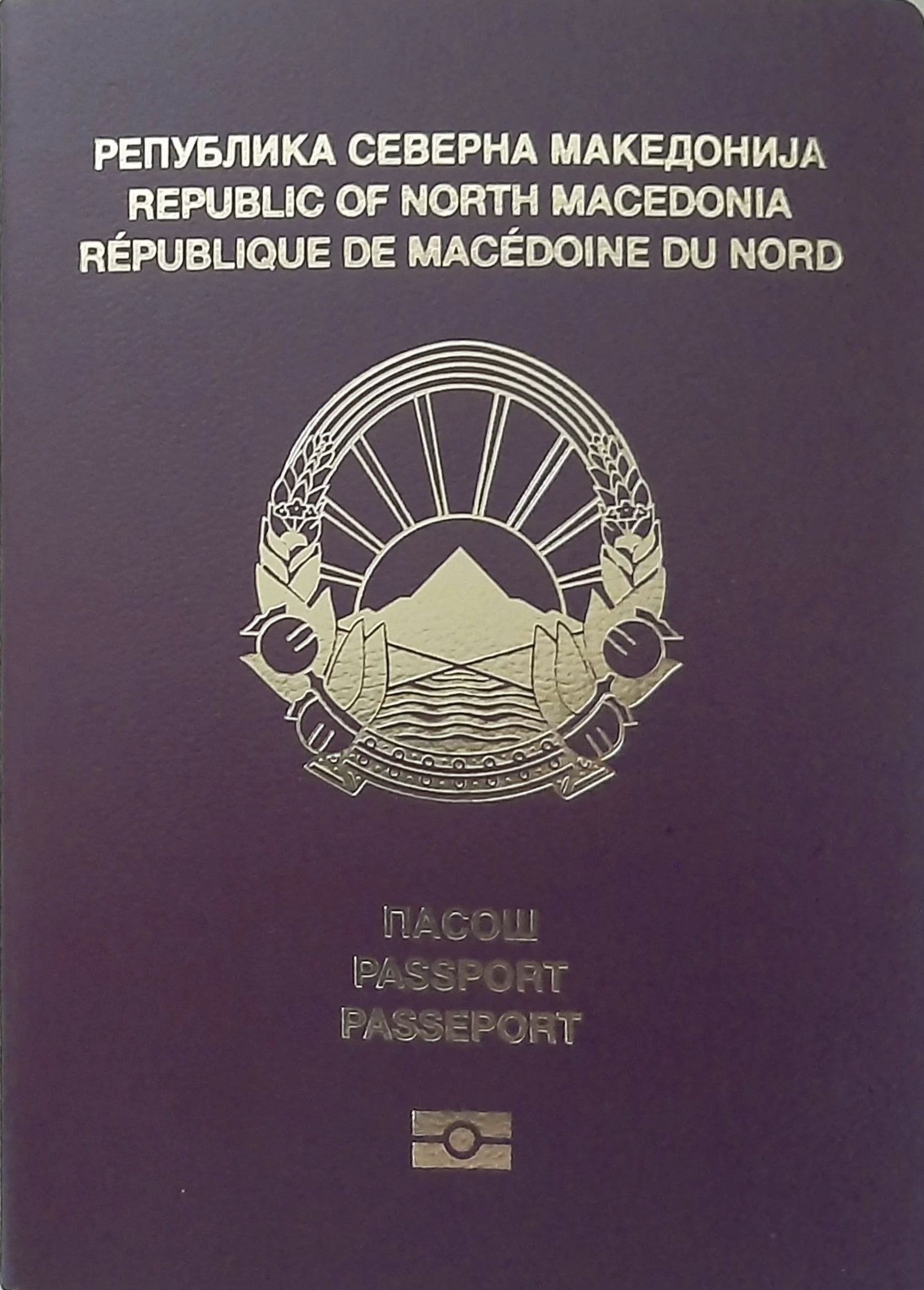
گذرنامه مقدونی
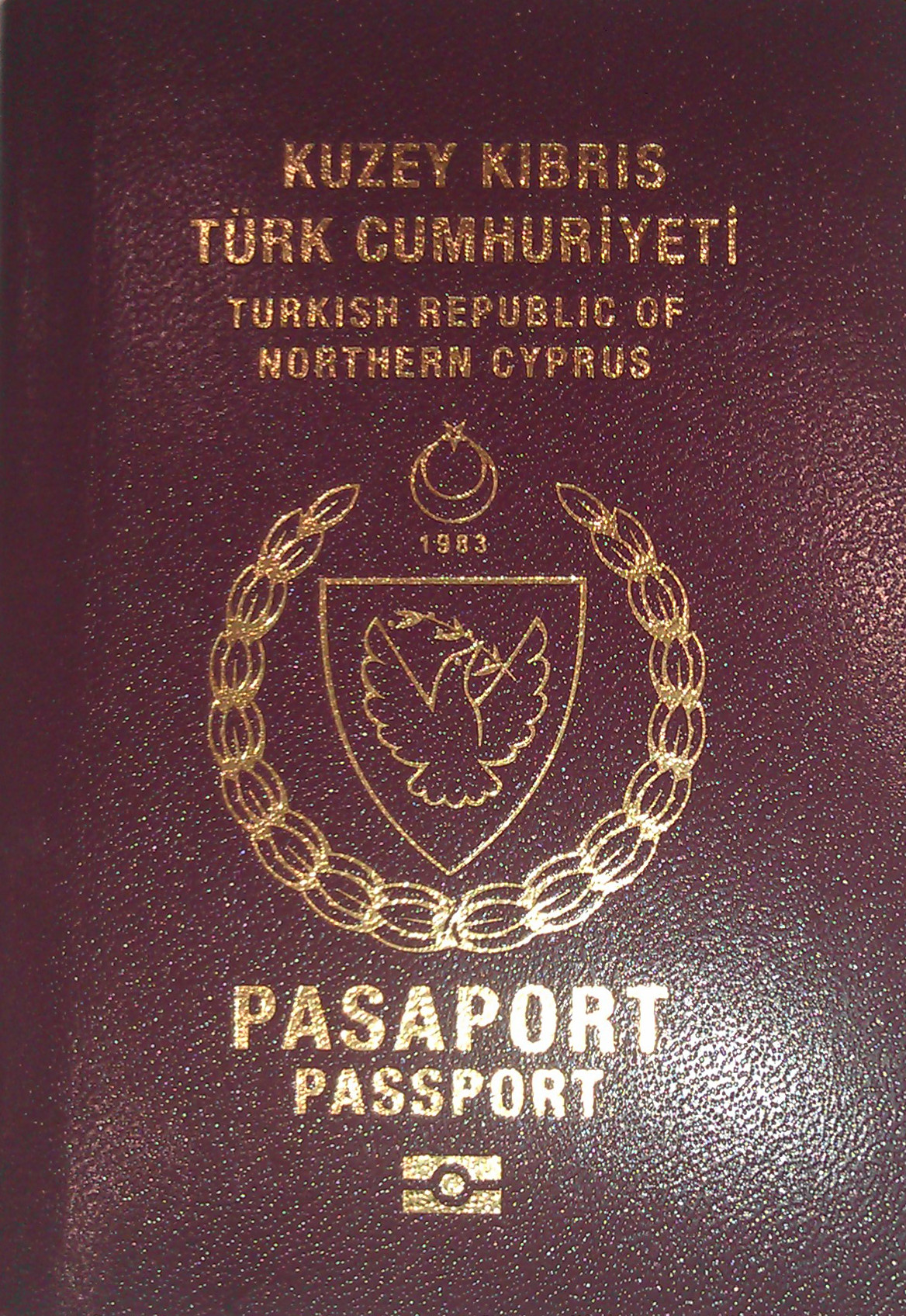
گذرنامه قبرس شمالی
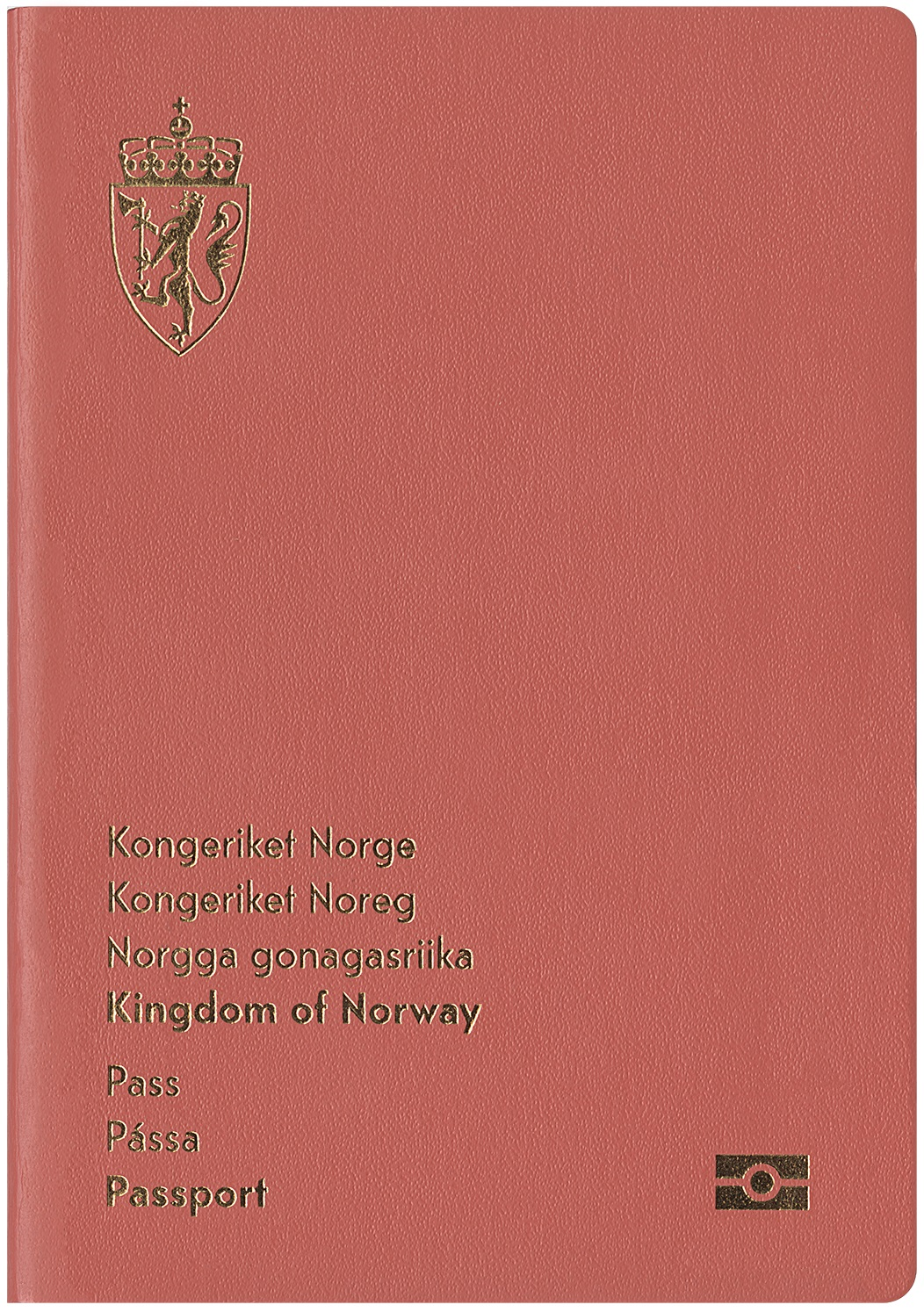
گذرنامه نروژی
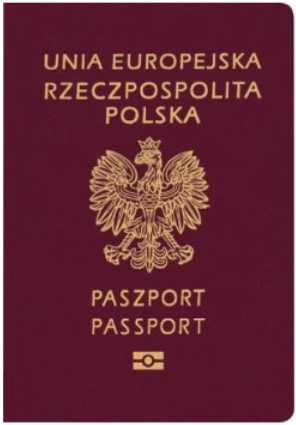
گذرنامه لهستانی
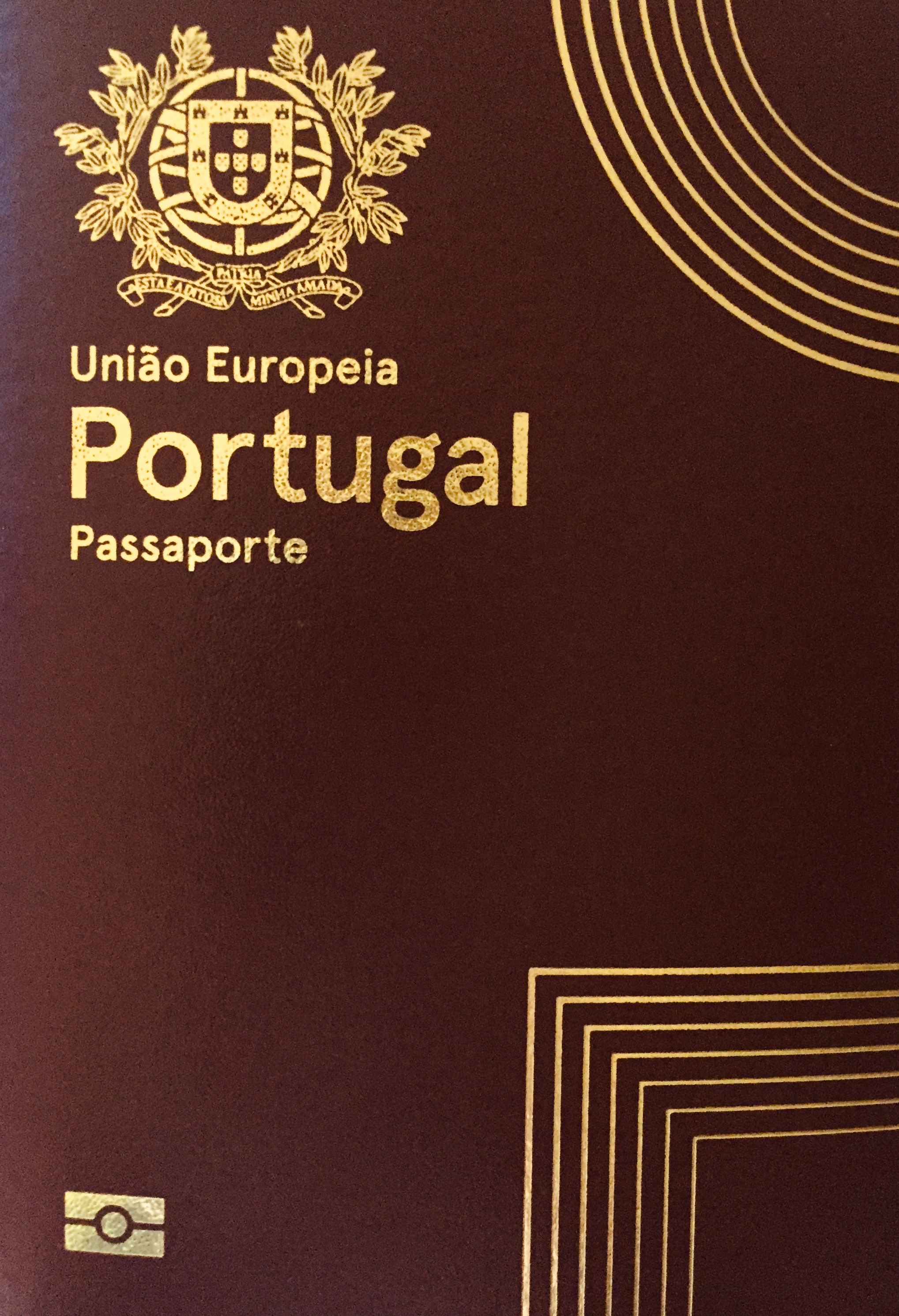
گذرنامه پرتغالی
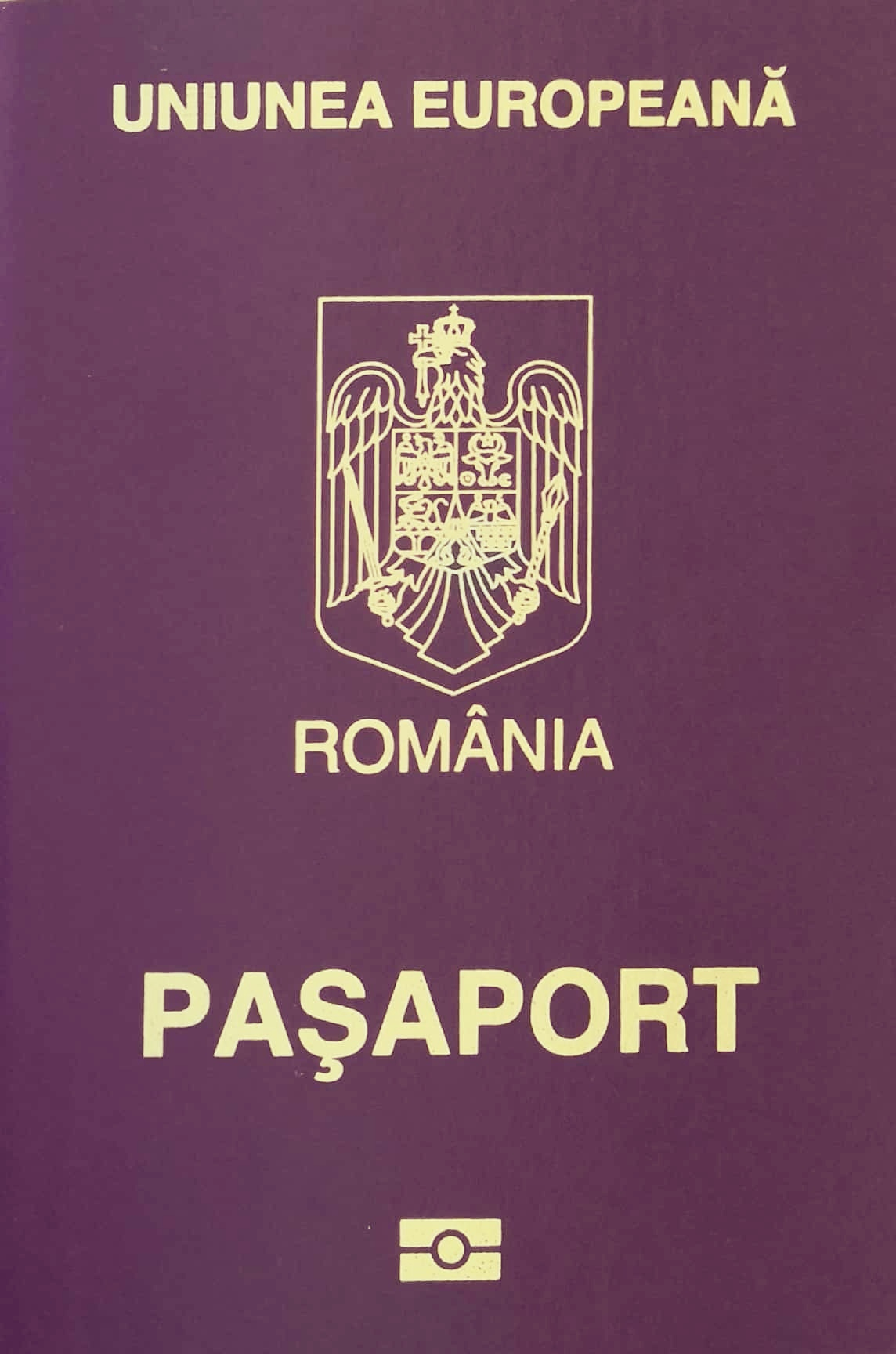
گذرنامه رومانیایی
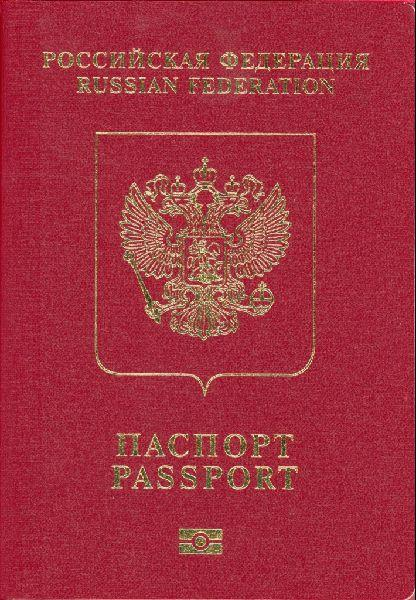
گذرنامه روسی
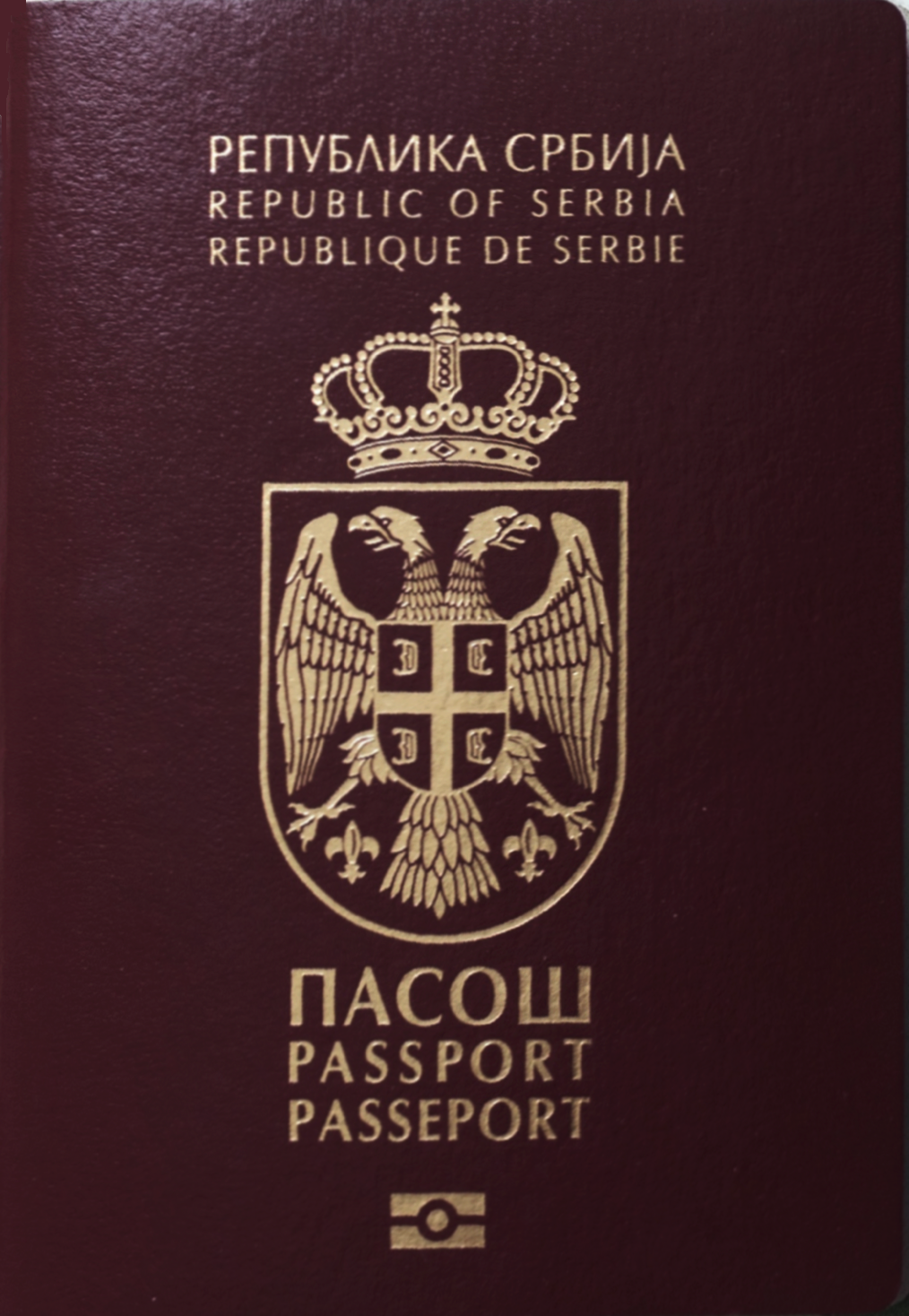
گذرنامه صربستانی
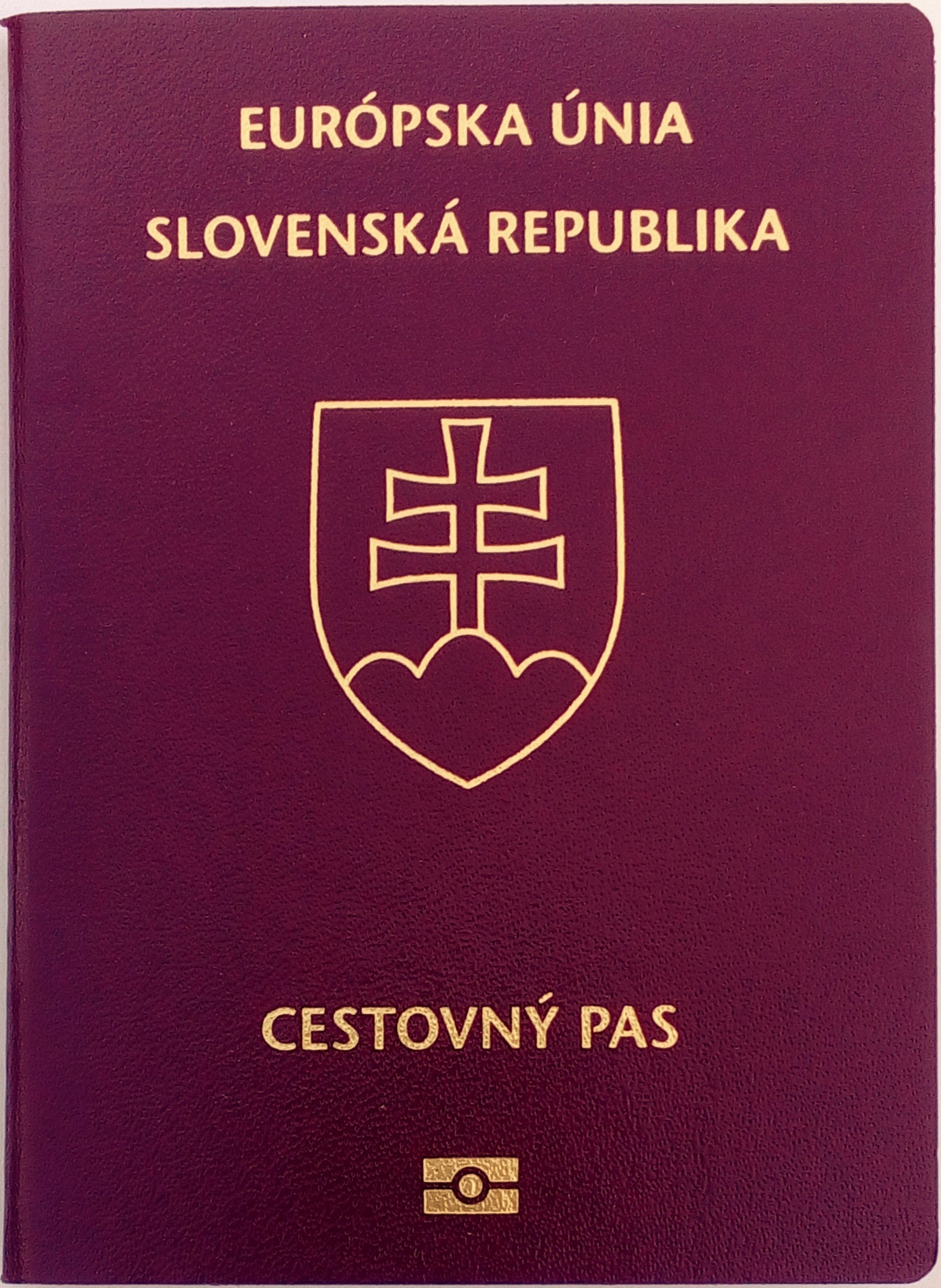
گذرنامه اسلواک
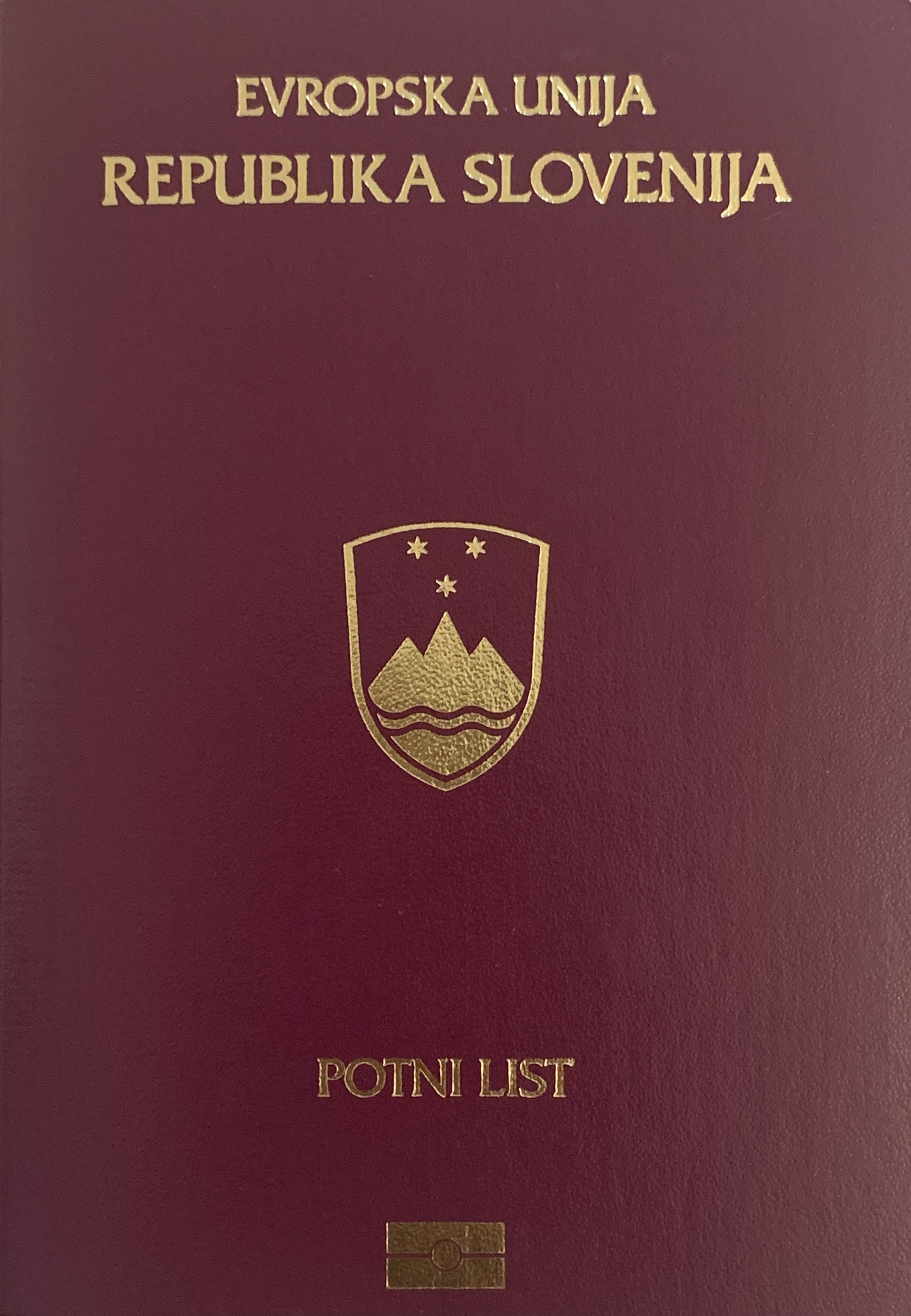
گذرنامه اسلوونیایی
گذرنامه اسپانیایی
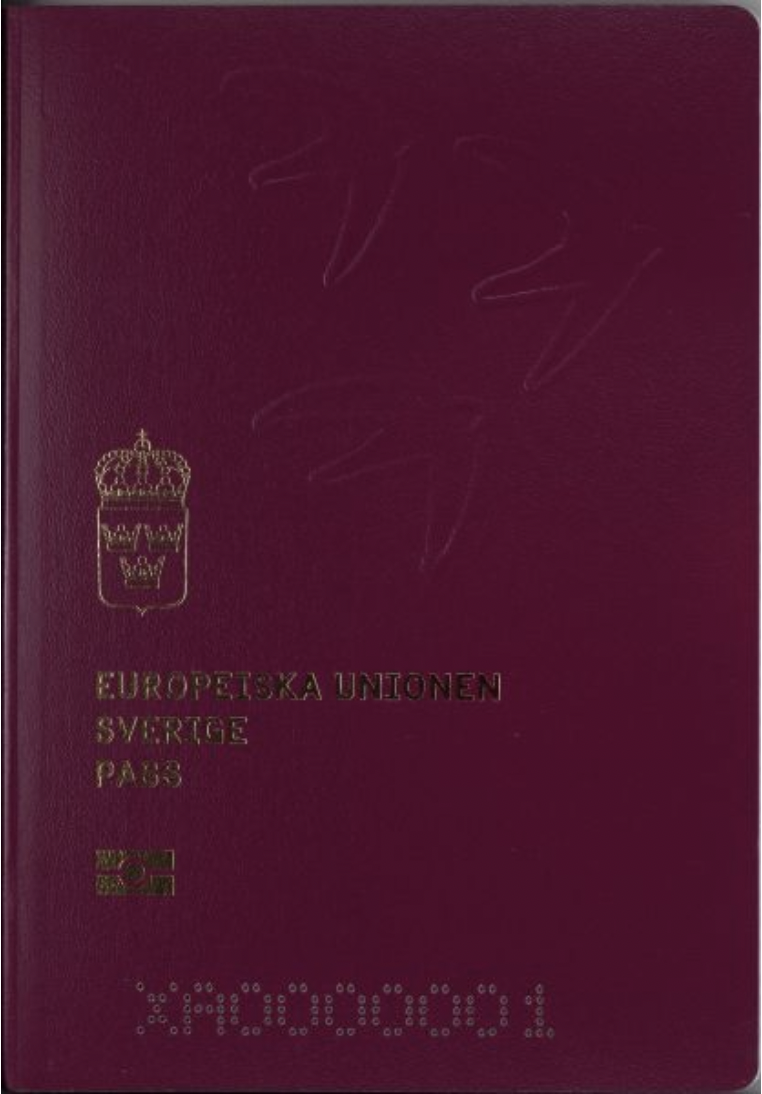
گذرنامه سوئدی
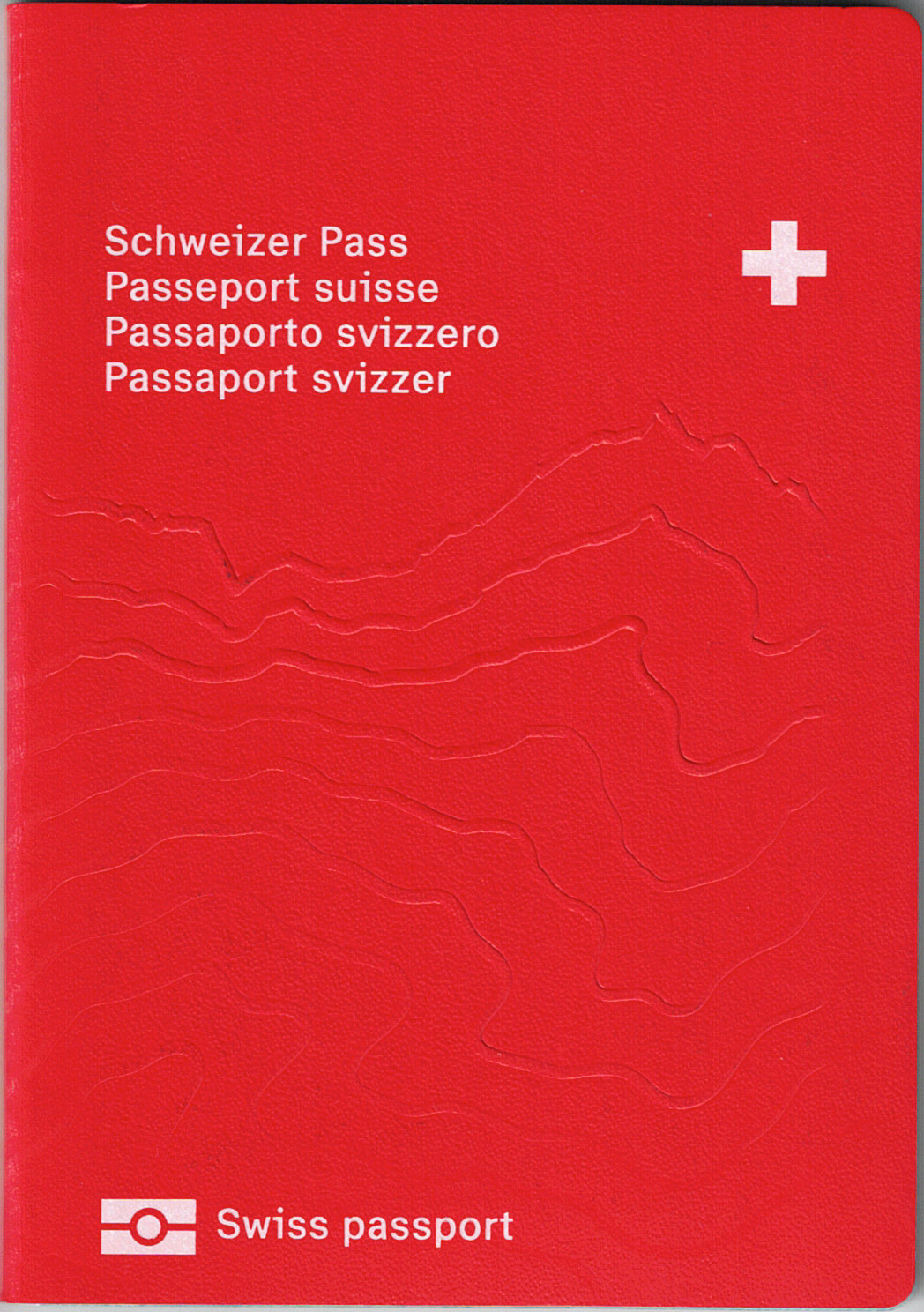
گذرنامه سوئیسی
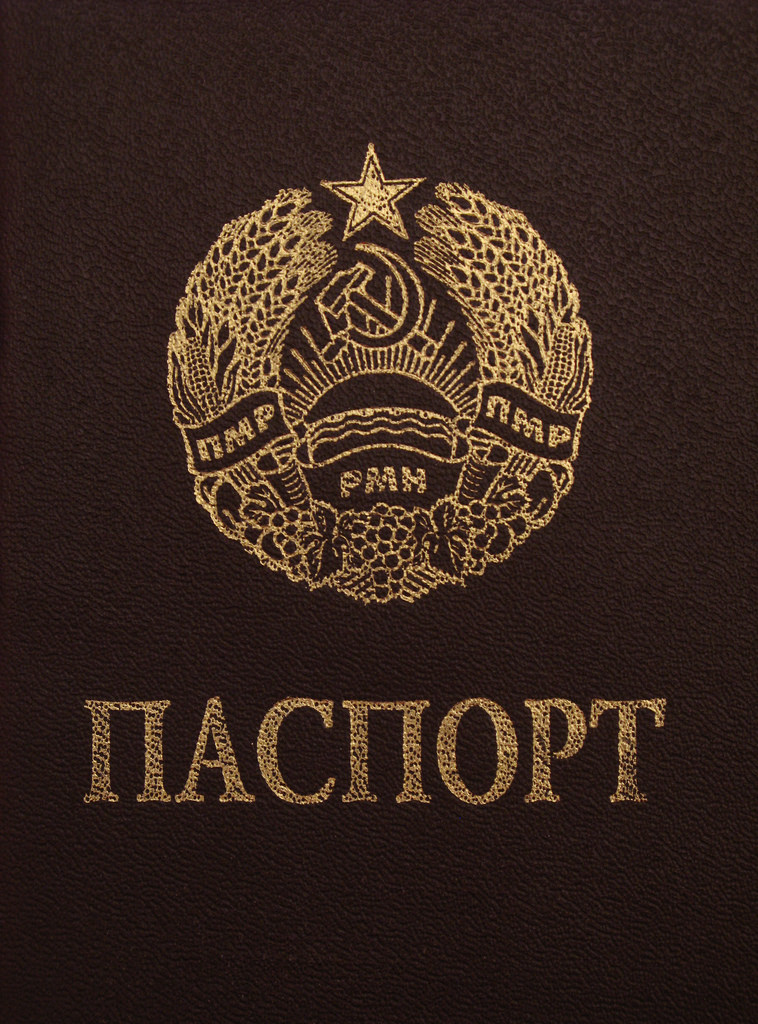
Transnistria
گذرنامه ترکیه‌ای
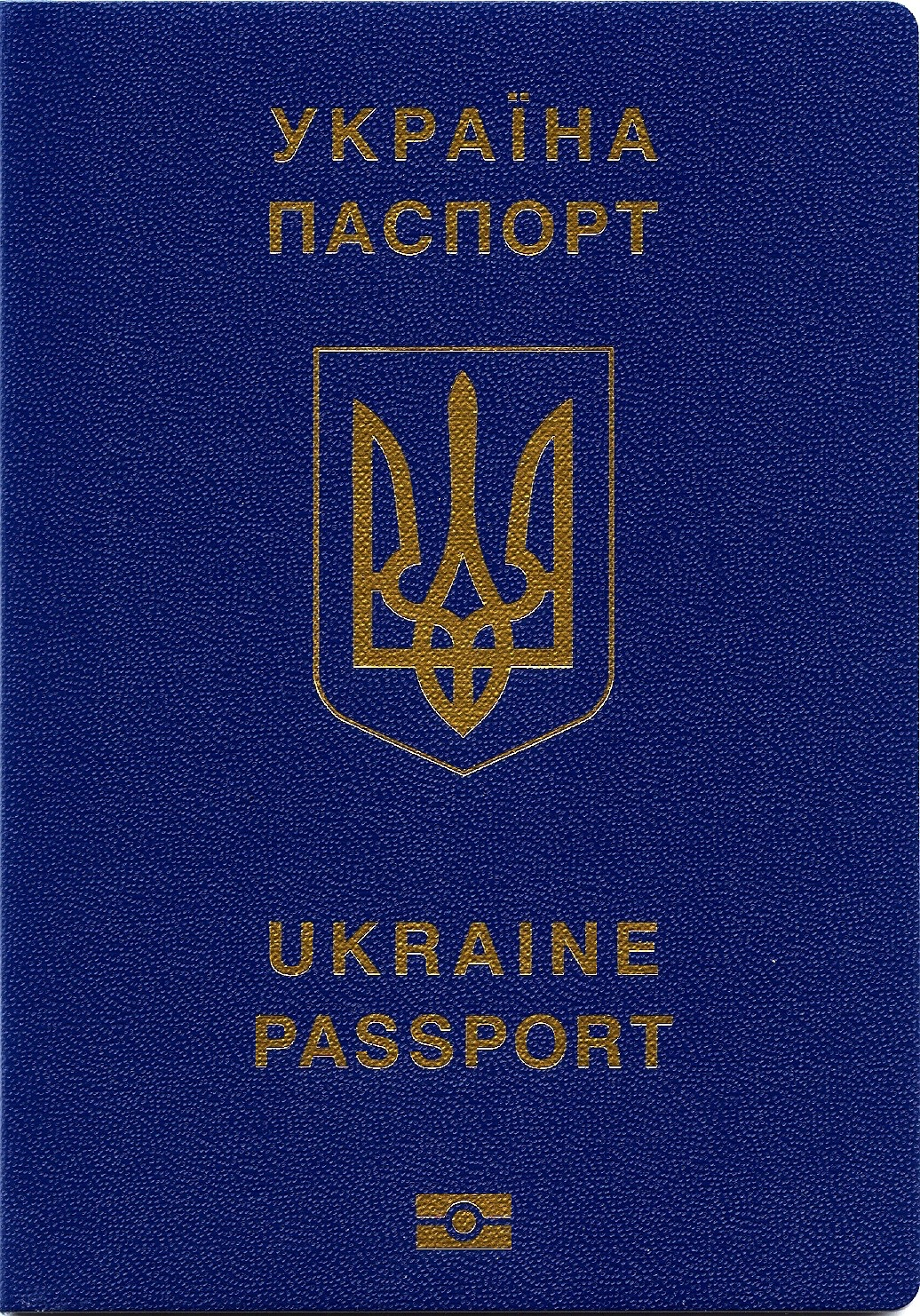
گذرنامه اوکراینی
گذرنامه بریتانیایی
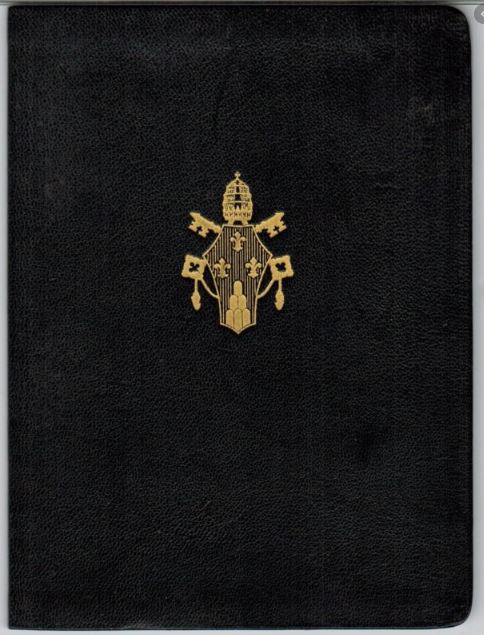
گذرنامه واتیکان

### اقیانوسیه

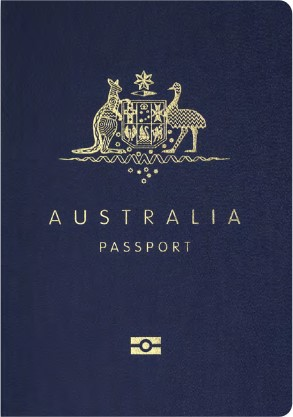
گذرنامه استرالیایی
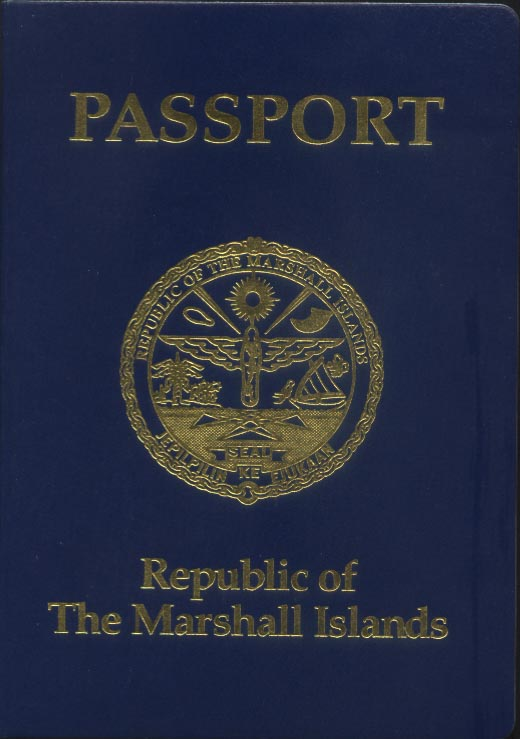
گذرنامه جزایر مارشال
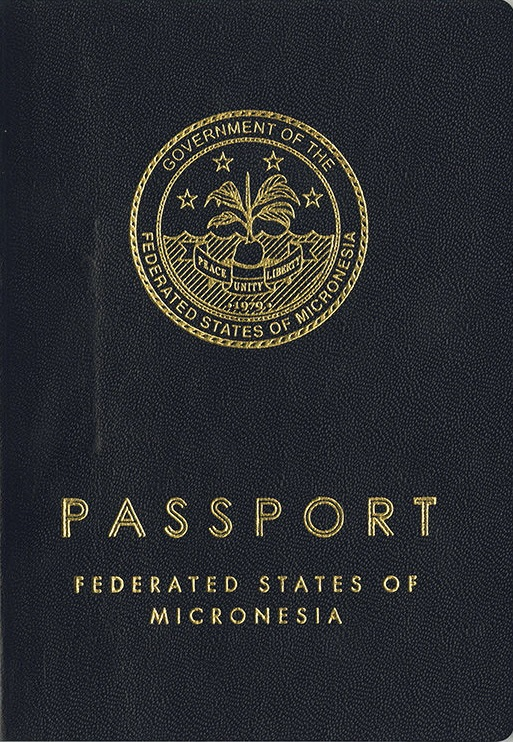
گذرنامه میکرونزیایی
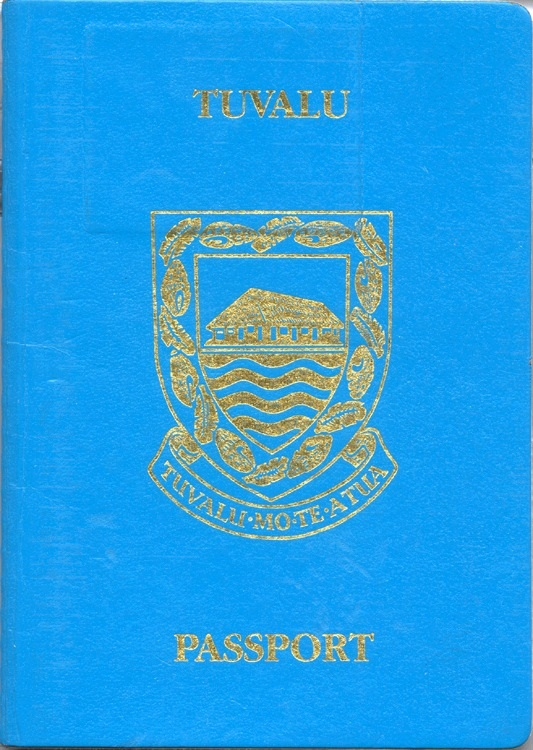
گذرنامه تووالویی
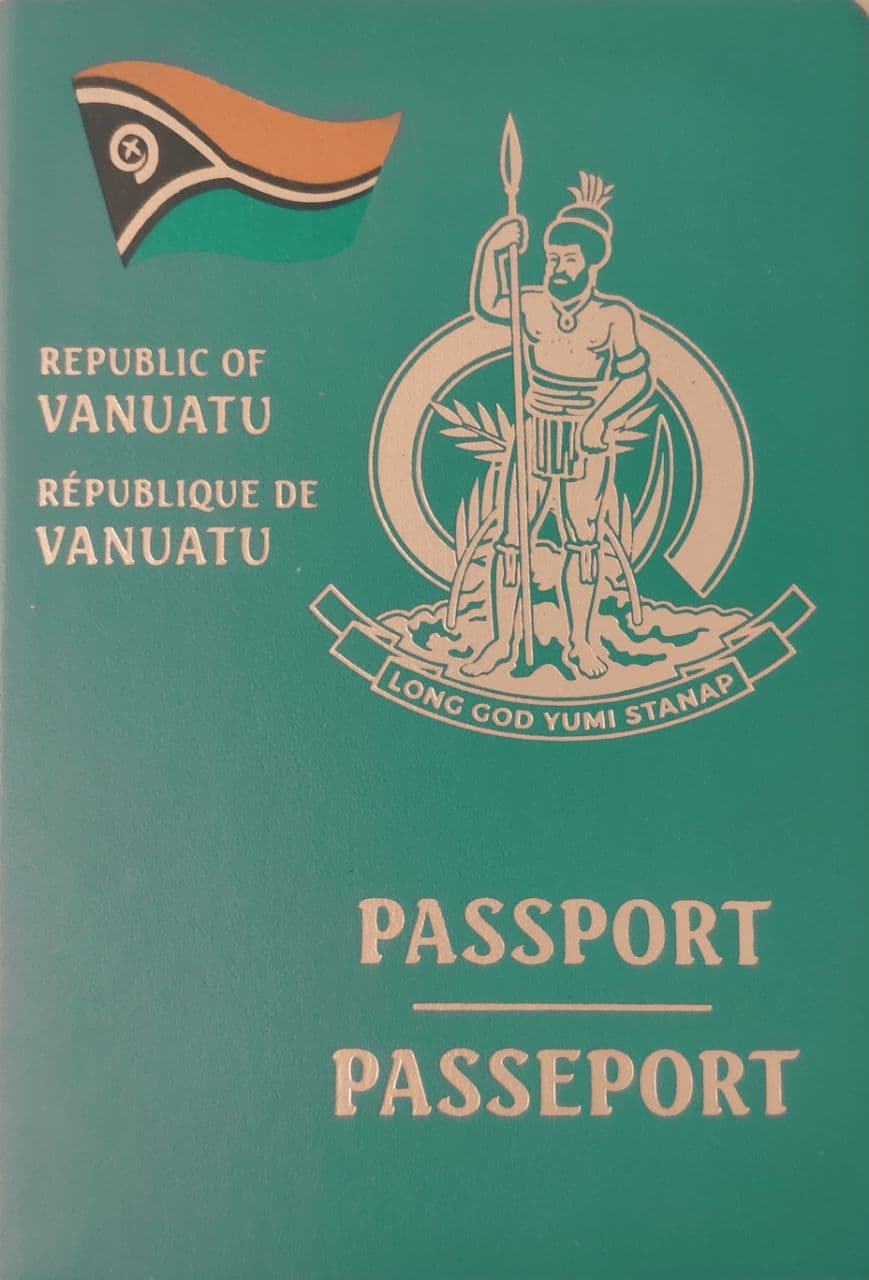
گذرنامه وانواتو

## انواع
- گذرنامه بیومتریک
- گذرنامه داخلی
- گذرنامه
- گذرنامه ماشین‌خوانا